# Championnat du monde de Formule 1 2024
Navigation
2023 2025
Le championnat du monde de Formule 1 2024 est la 75e édition du championnat du monde de Formule 1. Pour la première fois, vingt-quatre Grands Prix sont inscrits au calendrier, avec notamment le retour du Grand Prix de Chine ; la saison commence donc plus tôt (Bahreïn le 2 mars) et s'achève plus tard (Abou Dabi le 8 décembre) que les deux éditions précédentes. Le Grand Prix du Japon, traditionnellement placé à l'automne, est déplacé au printemps en quatrième manche après l'Australie et avant la Chine, dans un souci de réduction des fuseaux horaires à parcourir entre deux courses. Par ailleurs, trois Grands Prix (Bahreïn, Arabie saoudite et Las Vegas) se déroulent un samedi. Fait inédit dans l'histoire de la Formule 1, l'intégralité du plateau de vingt pilotes titulaires est identique à celui des derniers Grands Prix de 2023. Comme lors de la saison précédente, six Grands Prix incluent une course sprint.
Au terme d'une saison loin de la domination totale exercée en 2023, Max Verstappen remporte son quatrième titre consécutif de champion du monde à deux courses du terme. Il se construit une solide avance lors des dix premières courses de la saison en s'imposant sept fois mais subit ensuite la domination de la concurrence d'où émerge Lando Norris et sa McLaren MCL38. Alors que, tour à tour, les pilotes Ferrari (Charles Leclerc et Carlos Sainz), Mercedes (George Russell et Lewis Hamilton) ainsi que Norris et son coéquipier Oscar Piastri s'imposent plus d'une fois chacun, le Néerlandais doit attendre la vingt-et-unième manche, à São Paulo, pour effectuer une démonstration sous la pluie et mettre un terme aux espoirs de la concurrence. Il n'en reste pas moins que sept pilotes à plus d'une victoire dans la saison (neuf pour Verstappen, quatre pour Norris, trois pour Leclerc et deux pour Piastri, Sainz, Hamilton et Russell) la rendent unique dans l'histoire de la Formule 1. Ils terminent aux sept premières places du championnat ; Norris vice-champion et Leclerc troisième cumulent treize podiums. 
Le parcours de Red Bull, double tenant du titre constructeurs, est handicapé par les modestes performances de Sergio Pérez après les six premiers Grand Prix ; l'écurie de Christian Horner est ainsi dépassée par McLaren après la dix-septième manche à Bakou puis par Ferrari ; les deux formations historiques restent seules en lice pour la couronne 2024 jusqu'à la dernière course, où la victoire de Lando Norris permet à McLaren de remporter son neuvième sacre, le premier en 26 ans ; depuis 2010, aucune autre écurie que Red Bull et Mercedes n'avait réussi à enlever la couronne. Après douze saisons au volant d'une flèche d'argent pour un palmarès record de 84 victoires, 78 pole positions, 153 podiums, six titres des pilotes et huit des constructeurs, Lewis Hamilton poursuit sa carrière avec Ferrari à partir de 2025.

## Repères en début de saison

### Pilotes
- Lewis Hamilton en 2008, 2014, 2015, 2017, 2018, 2019 et 2020, Max Verstappen en 2021, 2022 et 2023 et Fernando Alonso en 2005 et 2006, sont les trois champions du monde en activité ;
- Fernando Alonso, avec 378 départs en Grand Prix à l'entame de la saison, est le pilote ayant le plus d'expérience devant Lewis Hamilton (332 départs) et Sergio Pérez (257 départs) ; il dispute sa vingt-et-unième saison en Formule 1 ;
- Lewis Hamilton est le pilote engagé en 2022 totalisant le plus de points (4 639,5 points), devant Max Verstappen (2 586,5 points) et Fernando Alonso (2 267 points) ;
- Onze des vingt pilotes engagés en 2024 ont déjà remporté au moins un Grand Prix : Lewis Hamilton (103 victoires, record), Max Verstappen (54 victoires), Fernando Alonso (32 victoires), Valtteri Bottas (10 victoires), Daniel Ricciardo (8 victoires), Sergio Pérez (6 victoires), Charles Leclerc (5 victoires), Carlos Sainz Jr. (2 victoires), Pierre Gasly (1 victoire), Esteban Ocon (1 victoire) et George Russell (1 victoire).

Duos de pilotes reconduits :
Tous les pilotes titulaires lors des derniers Grands Prix de la saison 2023 sont reconduits, un fait inédit dans l'histoire de la Formule 1.
- Sergio Pérez et Max Verstappen chez Red Bull Racing ;
- George Russell et Lewis Hamilton chez Mercedes[2] ;
- Charles Leclerc et Carlos Sainz Jr. chez Ferrari ;
- Lando Norris et Oscar Piastri chez McLaren ;
- Fernando Alonso et Lance Stroll chez Aston Martin ;
- Pierre Gasly et Esteban Ocon chez Alpine ;
- Alexander Albon et Logan Sargeant chez Williams[3] ;
- Yuki Tsunoda et Daniel Ricciardo chez Racing Bulls[4];
- Zhou Guanyu et Valtteri Bottas chez Sauber ;
- Kevin Magnussen et Nico Hülkenberg chez Haas[5].

Évolutions pendant la saison :
- Oliver Bearman, pilote de réserve de Ferrari, remplace Carlos Sainz Jr., forfait à cause d'une appendicite, au Grand Prix d'Arabie Saoudite[6]. Il remplace également Kevin Magnussen, suspendu, au Grand Prix d'Azerbaïdjan puis malade au Grand Prix de São Paulo[7],[8],[9],[10],[11] ;
- Franco Colapinto, pilote de réserve de Williams, remplace Logan Sargeant à partir du Grand Prix d'Italie[12] ;
- Liam Lawson, pilote de réserve de Racing Bulls, remplace Daniel Ricciardo à partir du Grand Prix des États-Unis[13] ;
- Jack Doohan, pilote de réserve d'Alpine, remplace Esteban Ocon, non reconduit pour 2025, dès le Grand Prix d'Abou Dabi[14].

### Écuries

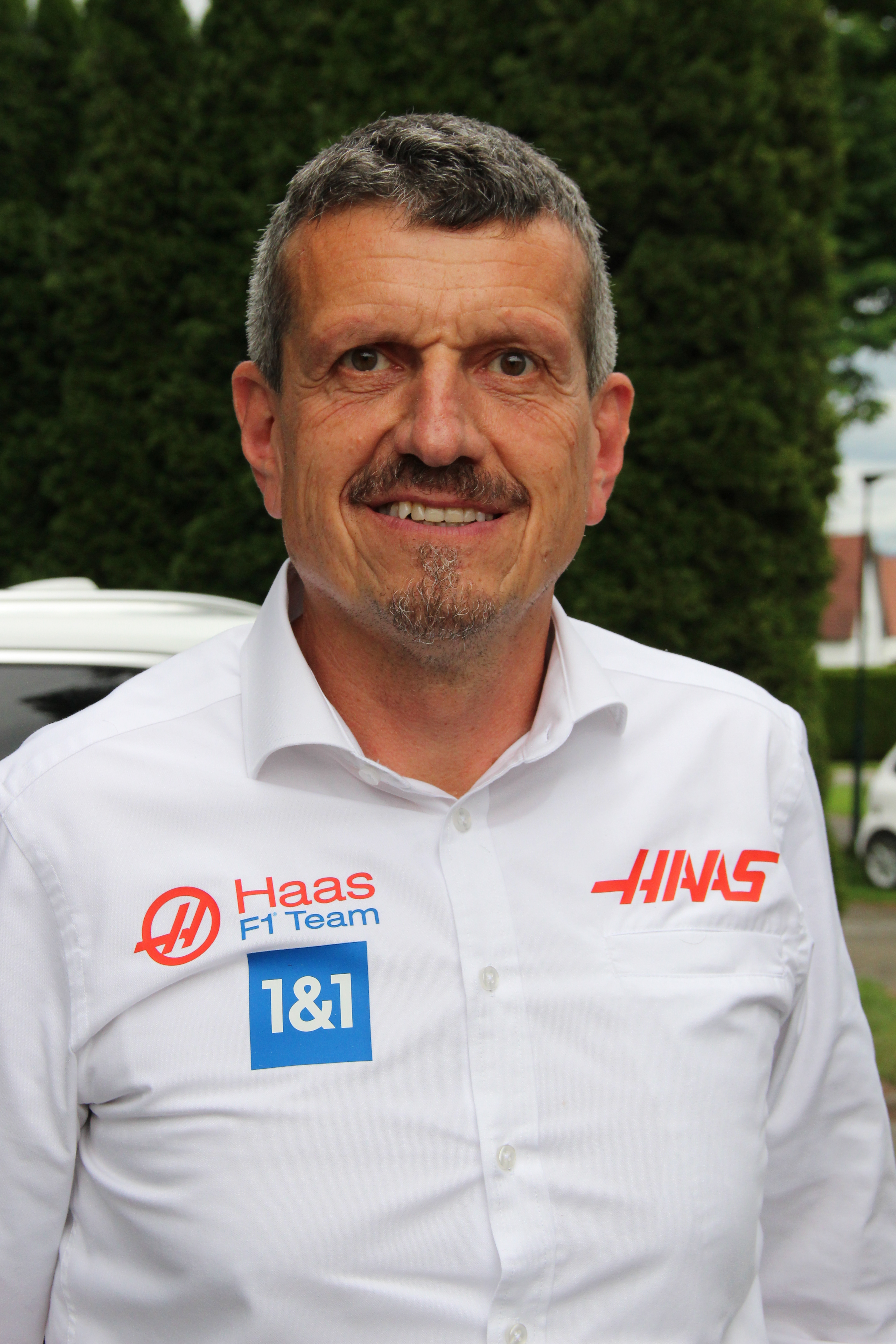
Günther Steiner quitte Haas.

- Sauber et Alfa Romeo achèvent, à l'issue du championnat en 2023, leur partenariat après cinq années d'engagement de la marque italienne avec le constructeur suisse[15]. Sauber s'engage, pour 2024 et 2025, en son nom propre, la dénomination commerciale de l'équipe étant Stake F1 Team, simplification de la dénomination Stake F1 Team Kick Sauber précédemment retenue[16],[17] ;
- Franz Tost quitte la Scuderia AlphaTauri, dont il était le team principal depuis 2006[18] ;
- Scuderia AlphaTauri change de nom, quatre ans après avoir modifié son ancienne identité (Scuderia Toro Rosso) pour devenir l'écurie Racing Bulls[19] ;
- Laurent Mekies quitte la Scuderia Ferrari, il rejoint Racing Bulls au rang de team principal[20] ;
- Tim Goss devient le directeur technique en chef de Racing Bulls[21] ;
- Bruno Famin est confirmé à son poste de team principal d'Alpine F1 Team ; il assurait l'intérim après le licenciement d'Otmar Szafnauer en juillet 2023[22] ;
- Davide Brivio quitte Alpine F1 Team ; recruté comme directeur sportif en 2021, il était responsable de l'Alpine Academy en 2022[23] ;
- Günther Steiner quitte Haas F1 Team, dont il était team principal depuis 2014[24] ;
- Ayao Komatsu, jusque-là responsable de l'ingénierie, est nommé Team principal de Haas F1 Team[24] ;
- Simone Resta, qui occupait le rôle de directeur technique depuis 2021, quitte Haas F1 Team[25].

Évolution en cours de saison :
- Après la trêve estivale, Bruno Famin est remplacé par Oliver Oakes au poste de team principal d'Alpine F1 Team[26].

### Essais hivernaux
Les essais de pré-saison 2024 se tiennent une semaine avant le Grand Prix d'ouverture, à Bahreïn, sur le circuit de Sakhir, du 21 au 23 février.
Au volant de sa Red Bull RB20 dont la conception (des entrées d'air latérales quasi invisibles devant les pontons et des sortes de tuyaux appelés « canons » qui prolongent le halo des deux côtés du cockpit) étonne le paddock, Max Verstappen boucle, le premier jour, 144 tours sans aucun problème et réalise le meilleur temps en fin d'après-midi avec 1 s 140 d'avance sur Lando Norris, son plus proche poursuivant (1 min 32 s 384).
Le deuxième jour, Carlos Sainz Jr., à bord de la Ferrari SF-24, effectue 84 tours et réalise le meilleur temps en pneus tendres de type C4 ; seul pilote en moins de 1 min 30, il est proche du temps de la pole position de Verstappen en 2023 (1 min 29 s 708).
Le dernier jour, Charles Leclerc s'adjuge le meilleur temps avec les pneus les plus tendres proposés par Pirelli (C5) ; il devance George Russell, au volant de la Mercedes W15, chaussé de gommes un peu plus dures (C4).
| Date       | Session | Pilote le plus rapide | Écurie           | Meilleur tour  |
| ---------- | ------- | --------------------- | ---------------- | -------------- |
| 21 février | 1       | Max Verstappen        | Red Bull Racing  | 1 min 32 s 548 |
| 21 février | 2       | Max Verstappen        | Red Bull Racing  | 1 min 31 s 344 |
| 22 février | 1       | Charles Leclerc       | Scuderia Ferrari | 1 min 31 s 750 |
| 22 février | 2       | Carlos Sainz Jr.      | Scuderia Ferrari | 1 min 29 s 921 |
| 23 février | 1       | Carlos Sainz Jr.      | Scuderia Ferrari | 1 min 31 s 247 |
| 23 février | 2       | Charles Leclerc       | Scuderia Ferrari | 1 min 30 s 322 |

## Évolution des règlements

### Règlement technique
En réponse aux conditions extrêmes entraînant une surchauffe du cockpit lors du Grand Prix du Qatar 2023, les équipes sont désormais autorisées à installer sur la voiture une écope destinée à rafraîchir le pilote,.
Les enjoliveurs seront testés au cours de la saison.
Les équipes ne sont pas autorisées à commencer le développement de la voiture prévue pour la saison 2026, où des changements majeurs dans les règles techniques sont prévus, avant le début de l'année 2025.

### Pneumatiques
L'allocation alternative de pneus, testée lors des Grands Prix de Hongrie et d'Italie 2023 où les pilotes recevaient onze trains de pneus dans le but de réduire les coûts dans le sport, est abandonnée. Par conséquent, chaque pilote dispose de treize jeux de pneus lors de chaque weekend de course.
Les composés de pneus C0, introduits mais non utilisés en 2023, sont supprimés de la gamme.
La proposition d'interdiction progressive des couvertures chauffantes de pneus suivie d'une interdiction totale en 2025, est abandonnée.

### Règlement sportif
La commission F1, composée de représentants de la FIA, de toutes les équipes de Formule 1 et de dirigeants de la Formule 1, annonce un changement de l'organisation des weekends de sprint, les détails exacts de ces changements restant à finaliser lors de la première réunion de la commission F1 de 2024, dans le but de rationaliser davantage les épreuves de sprint et de les séparer du reste du weekend du Grand Prix,. Début février, la commission F1 propose que le vendredi soit consacré aux essais libres puis au shootout, le samedi au sprint suivi de la séance de qualifications pour le Grand Prix, la course se tenant le dimanche. Ce changement permet la réouverture du parc fermé entre le sprint et les qualifications, et la modification des réglages. Approuvée par les acteurs de la Formule 1, cette proposition est ratifiée par le Conseil Mondial du Sport Automobile de la FIA le 28 février.

## Pilotes et monoplaces
| Écuries                                | Constructeurs | Châssis                           | Moteurs    | Pneus | Directeurs d'équipe           | no | Pilotes          | Pilotes de réserve et de développement                                                        |
| -------------------------------------- | ------------- | --------------------------------- | ---------- | ----- | ----------------------------- | -- | ---------------- | --------------------------------------------------------------------------------------------- |
| Oracle Red Bull Racing                 | Red Bull      | Red Bull RB20                     | Honda RBPT | P     | Christian Horner              | 1  | Max Verstappen   | Liam Lawson Isack Hadjar                                                                      |
| Oracle Red Bull Racing                 | Red Bull      | Red Bull RB20                     | Honda RBPT | P     | Christian Horner              | 11 | Sergio Pérez     | Liam Lawson Isack Hadjar                                                                      |
| Mercedes-AMG PETRONAS Formula One Team | Mercedes      | Mercedes-AMG F1 W15 E Performance | Mercedes   | P     | Toto Wolff                    | 44 | Lewis Hamilton   | Mick Schumacher Frederik Vesti Andrea Kimi Antonelli,                                         |
| Mercedes-AMG PETRONAS Formula One Team | Mercedes      | Mercedes-AMG F1 W15 E Performance | Mercedes   | P     | Toto Wolff                    | 63 | George Russell   | Mick Schumacher Frederik Vesti Andrea Kimi Antonelli,                                         |
| Scuderia Ferrari Scuderia Ferrari HP   | Ferrari       | Ferrari SF-24                     | Ferrari    | P     | Frédéric Vasseur              | 16 | Charles Leclerc  | Antonio Giovinazzi Robert Shwartzman Oliver Bearman Arthur Leclerc Antonio Fuoco Davide Rigon |
| Scuderia Ferrari Scuderia Ferrari HP   | Ferrari       | Ferrari SF-24                     | Ferrari    | P     | Frédéric Vasseur              | 55 | Carlos Sainz Jr. | Antonio Giovinazzi Robert Shwartzman Oliver Bearman Arthur Leclerc Antonio Fuoco Davide Rigon |
| Scuderia Ferrari Scuderia Ferrari HP   | Ferrari       | Ferrari SF-24                     | Ferrari    | P     | Frédéric Vasseur              | 38 | Oliver Bearman   | Antonio Giovinazzi Robert Shwartzman Oliver Bearman Arthur Leclerc Antonio Fuoco Davide Rigon |
| McLaren Formula 1 Team                 | McLaren       | McLaren MCL38                     | Mercedes   | P     | Andrea Stella                 | 4  | Lando Norris     | Ryō Hirakawa Patricio O'Ward Bianca Bustamante Gabriel Bortoleto                              |
| McLaren Formula 1 Team                 | McLaren       | McLaren MCL38                     | Mercedes   | P     | Andrea Stella                 | 81 | Oscar Piastri    | Ryō Hirakawa Patricio O'Ward Bianca Bustamante Gabriel Bortoleto                              |
| Aston Martin Aramco Formula One Team   | Aston Martin  | Aston Martin AMR24                | Mercedes   | P     | Mike Krack                    | 14 | Fernando Alonso  | Felipe Drugovich Jak Crawford                                                                 |
| Aston Martin Aramco Formula One Team   | Aston Martin  | Aston Martin AMR24                | Mercedes   | P     | Mike Krack                    | 18 | Lance Stroll     | Felipe Drugovich Jak Crawford                                                                 |
| BWT Alpine F1 Team                     | Alpine        | Alpine A524                       | Renault    | P     | Bruno Famin puis Oliver Oakes | 10 | Pierre Gasly     | Jack Doohan                                                                                   |
| BWT Alpine F1 Team                     | Alpine        | Alpine A524                       | Renault    | P     | Bruno Famin puis Oliver Oakes | 31 | Esteban Ocon     | Jack Doohan                                                                                   |
| BWT Alpine F1 Team                     | Alpine        | Alpine A524                       | Renault    | P     | Bruno Famin puis Oliver Oakes | 61 | Jack Doohan      | Jack Doohan                                                                                   |
| Williams Racing                        | Williams      | Williams FW46                     | Mercedes   | P     | James Vowles                  | 2  | Logan Sargeant   | Franco Colapinto                                                                              |
| Williams Racing                        | Williams      | Williams FW46                     | Mercedes   | P     | James Vowles                  | 23 | Alexander Albon  | Franco Colapinto                                                                              |
| Williams Racing                        | Williams      | Williams FW46                     | Mercedes   | P     | James Vowles                  | 43 | Franco Colapinto | Franco Colapinto                                                                              |
| Visa Cash App RB Formula One Team      | Racing Bulls  | Racing Bulls VCARB 01             | Honda RBPT | P     | Laurent Mekies                | 3  | Daniel Ricciardo | Liam Lawson Ayumu Iwasa                                                                       |
| Visa Cash App RB Formula One Team      | Racing Bulls  | Racing Bulls VCARB 01             | Honda RBPT | P     | Laurent Mekies                | 30 | Liam Lawson      | Liam Lawson Ayumu Iwasa                                                                       |
| Visa Cash App RB Formula One Team      | Racing Bulls  | Racing Bulls VCARB 01             | Honda RBPT | P     | Laurent Mekies                | 22 | Yuki Tsunoda     | Liam Lawson Ayumu Iwasa                                                                       |
| Stake F1 Team, Kick Sauber F1          | Kick Sauber   | Kick Sauber C44                   | Ferrari    | P     | Alessandro Alunni Bravi       | 24 | Zhou Guanyu      | Théo Pourchaire Zane Maloney                                                                  |
| Stake F1 Team, Kick Sauber F1          | Kick Sauber   | Kick Sauber C44                   | Ferrari    | P     | Alessandro Alunni Bravi       | 77 | Valtteri Bottas  | Théo Pourchaire Zane Maloney                                                                  |
| MoneyGram Haas F1 Team                 | Haas          | Haas VF-24                        | Ferrari    | P     | Ayao Komatsu                  | 20 | Kevin Magnussen  | Oliver Bearman Pietro Fittipaldi                                                              |
| MoneyGram Haas F1 Team                 | Haas          | Haas VF-24                        | Ferrari    | P     | Ayao Komatsu                  | 50 | Oliver Bearman   | Oliver Bearman Pietro Fittipaldi                                                              |
| MoneyGram Haas F1 Team                 | Haas          | Haas VF-24                        | Ferrari    | P     | Ayao Komatsu                  | 27 | Nico Hülkenberg  | Oliver Bearman Pietro Fittipaldi                                                              |

Monoplaces du championnat 2024
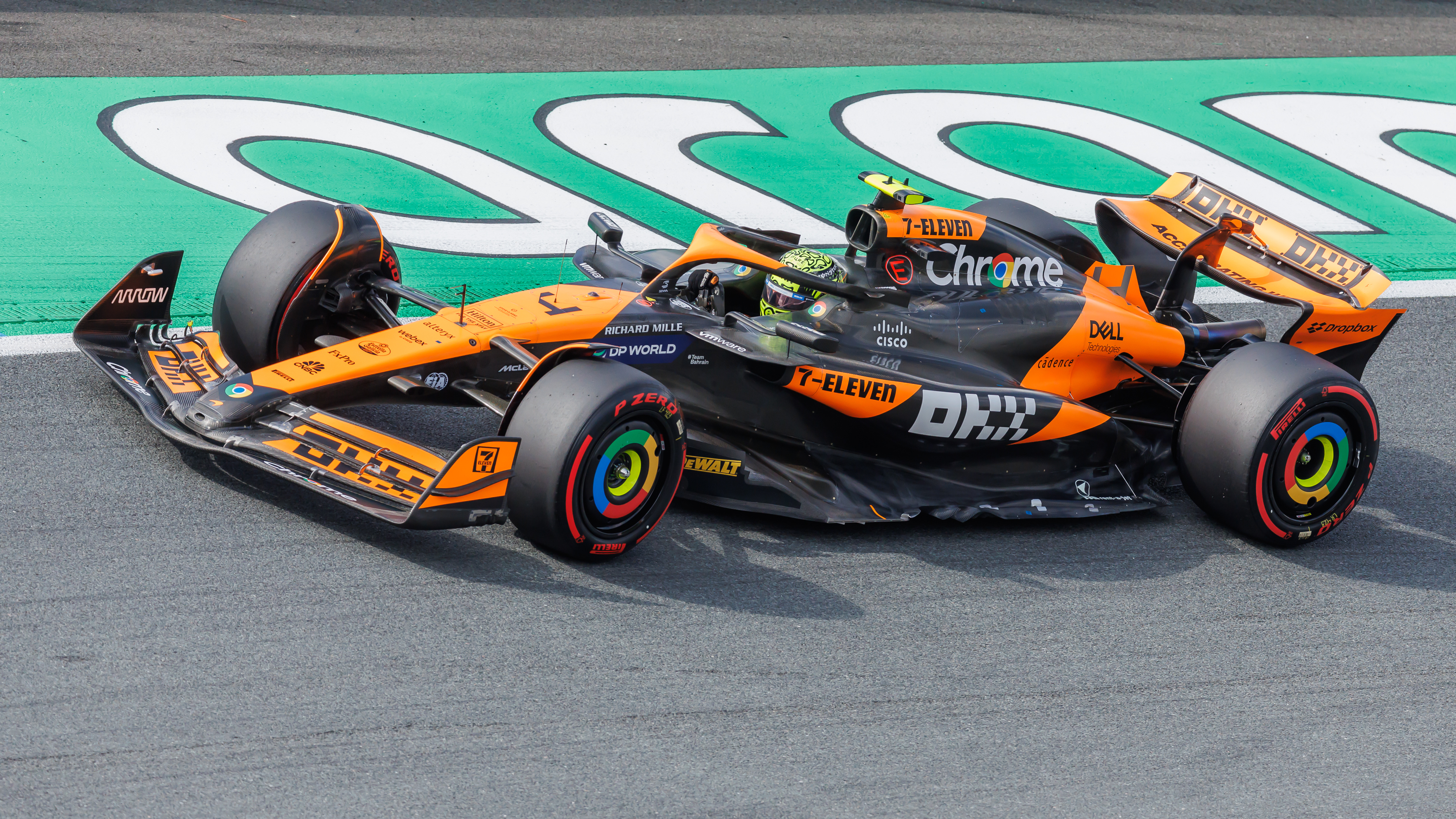
McLaren MCL38
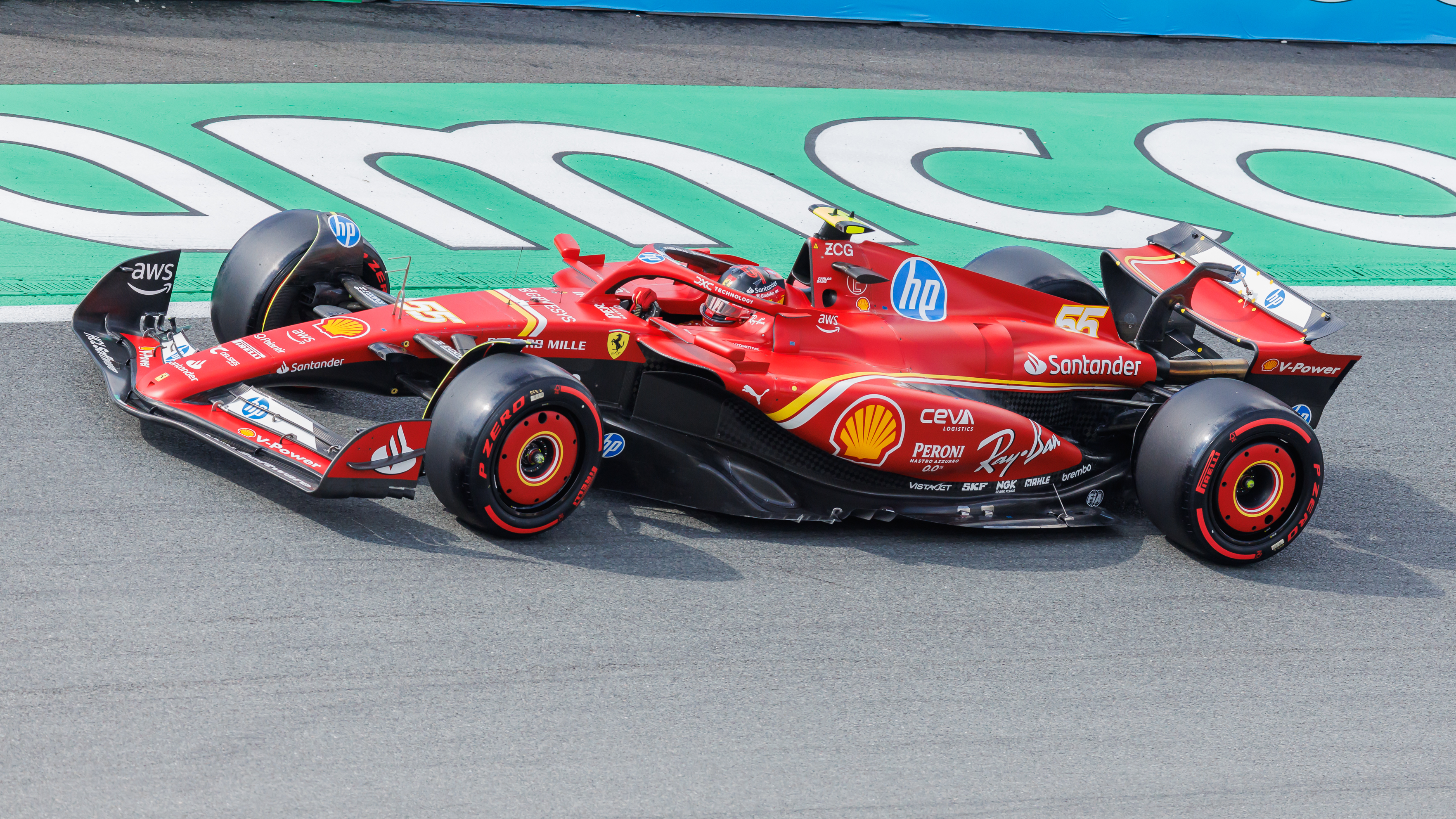
Ferrari SF-24
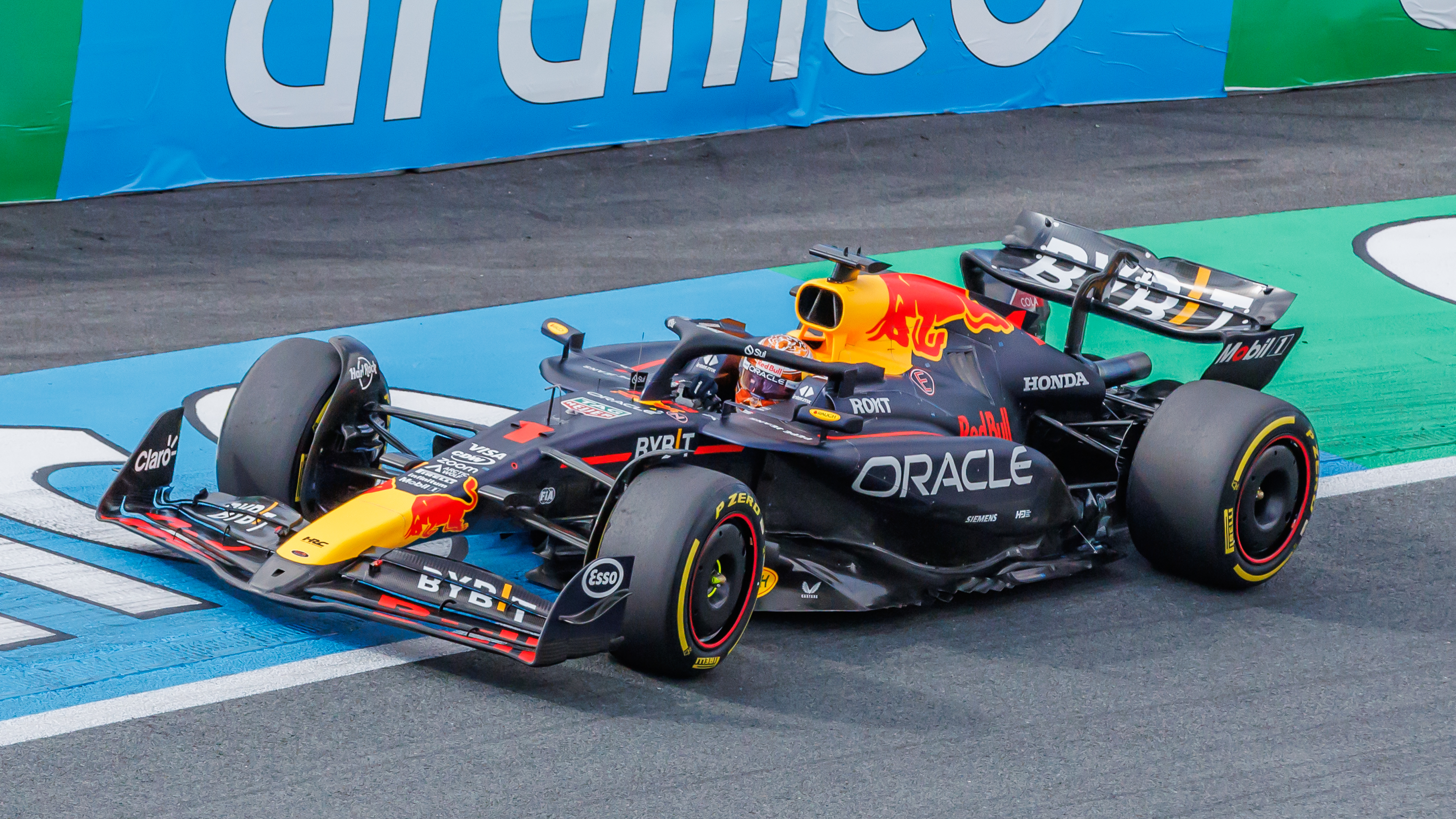
Red Bull RB20
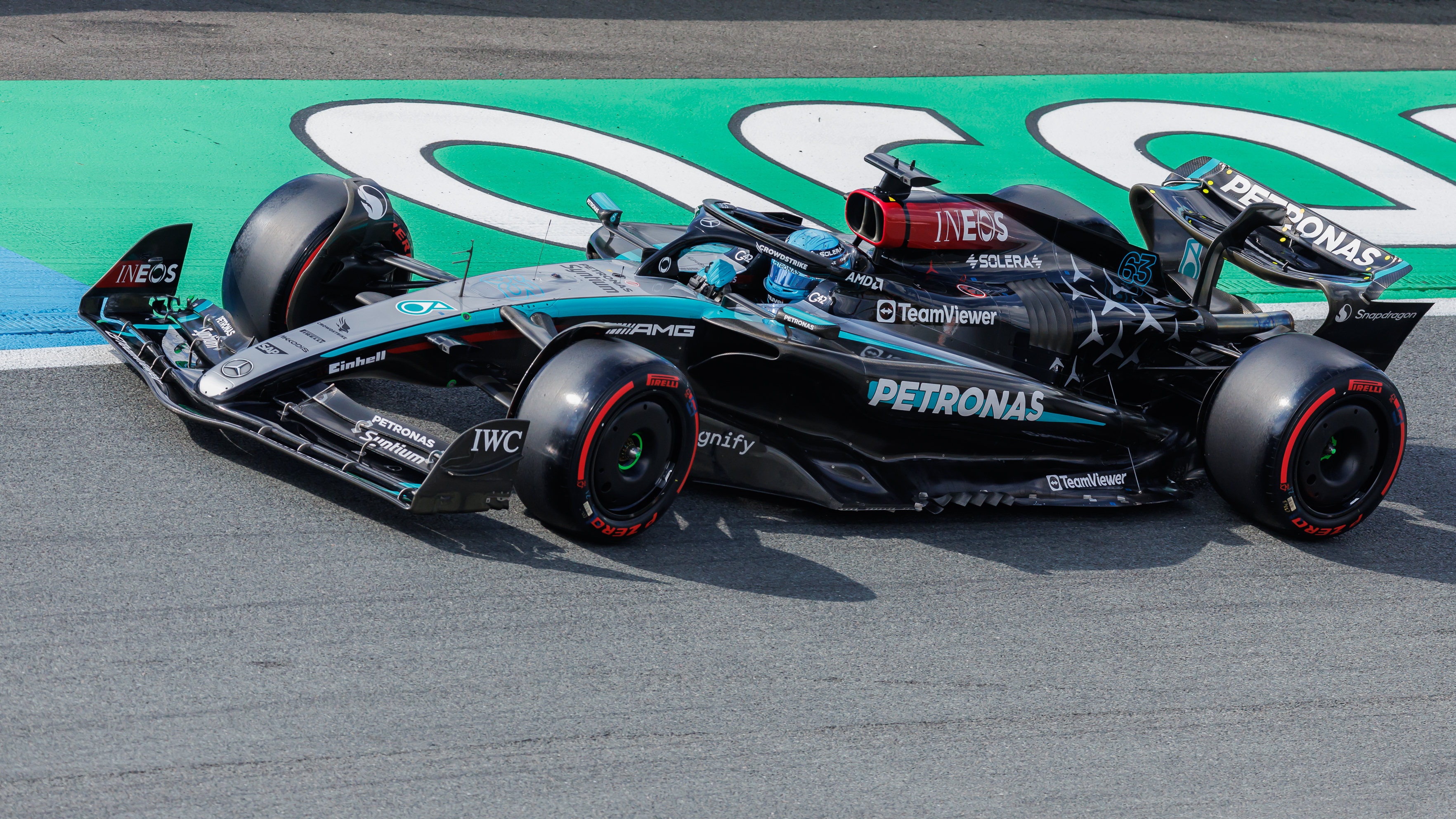
Mercedes-AMG F1 W15 E Performance
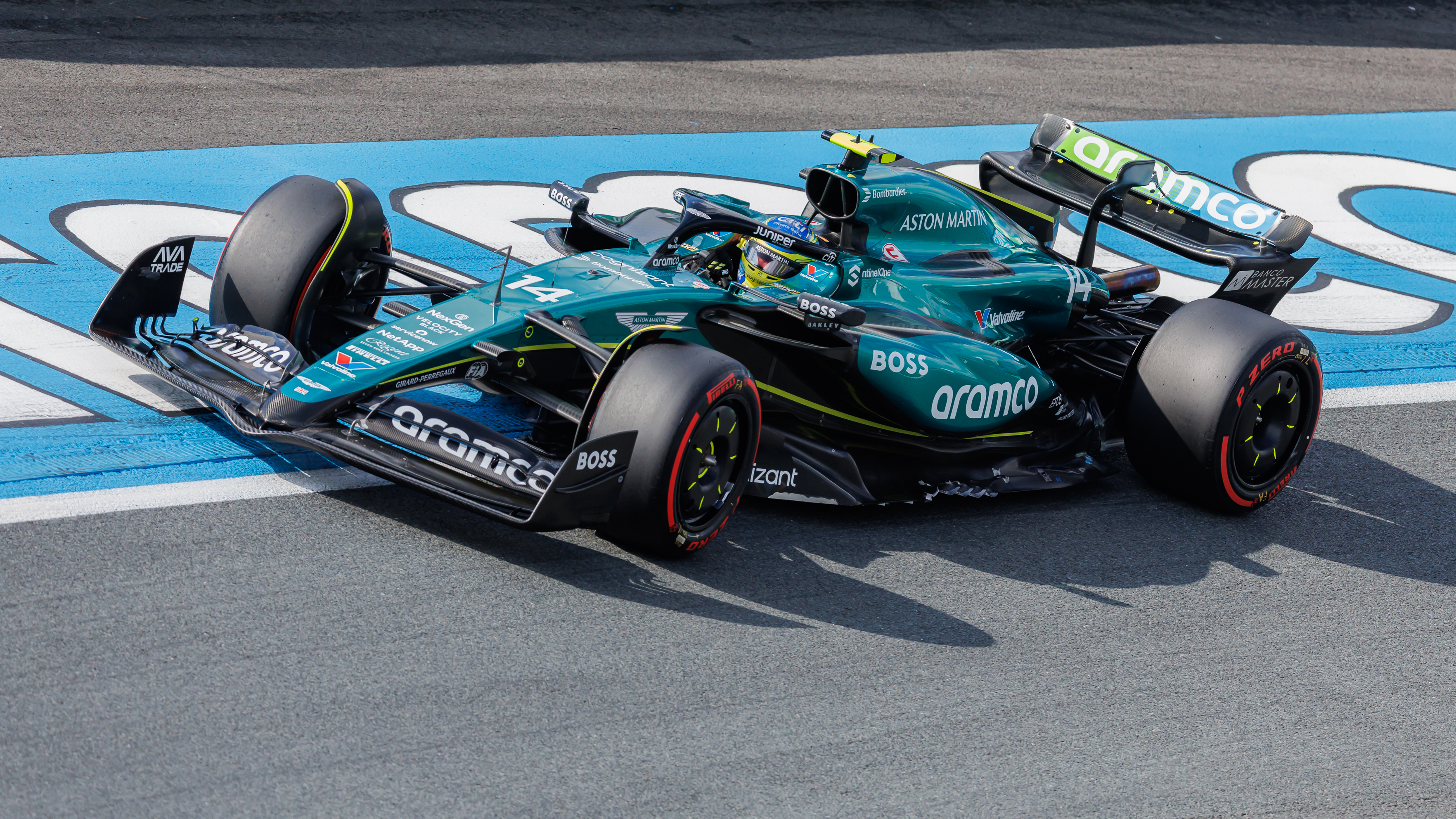
Aston Martin AMR24
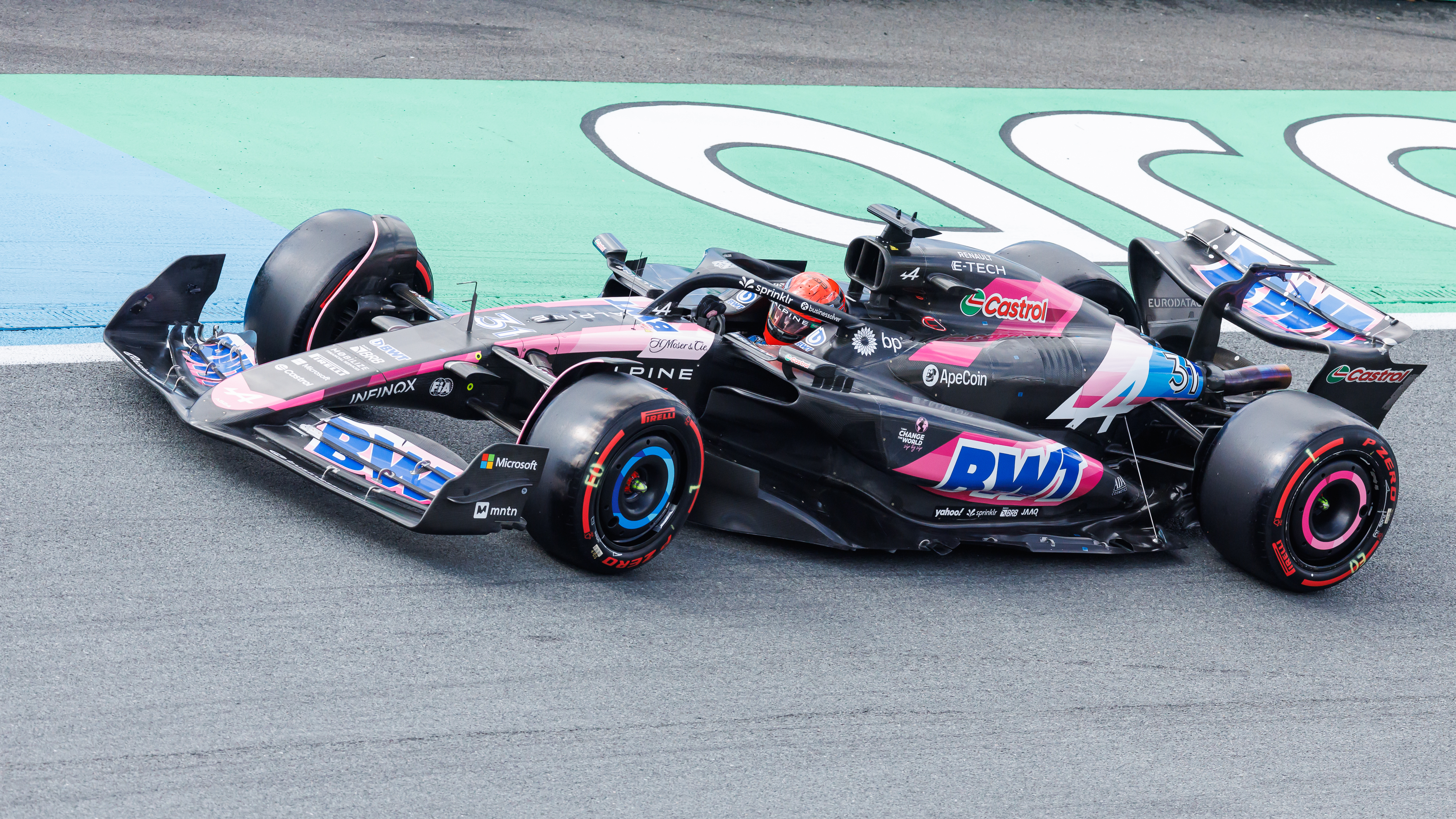
Alpine A524
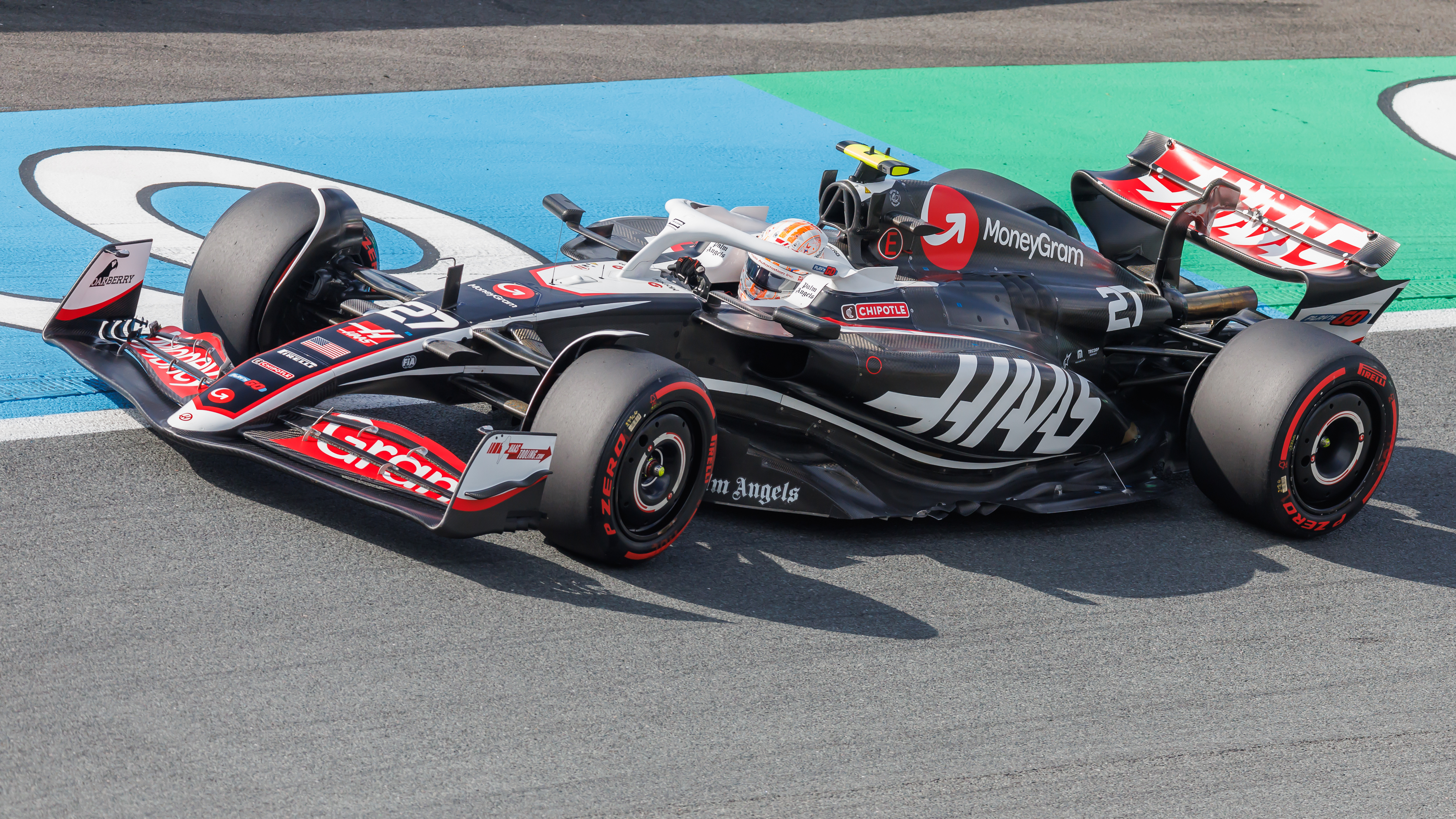
Haas VF-24
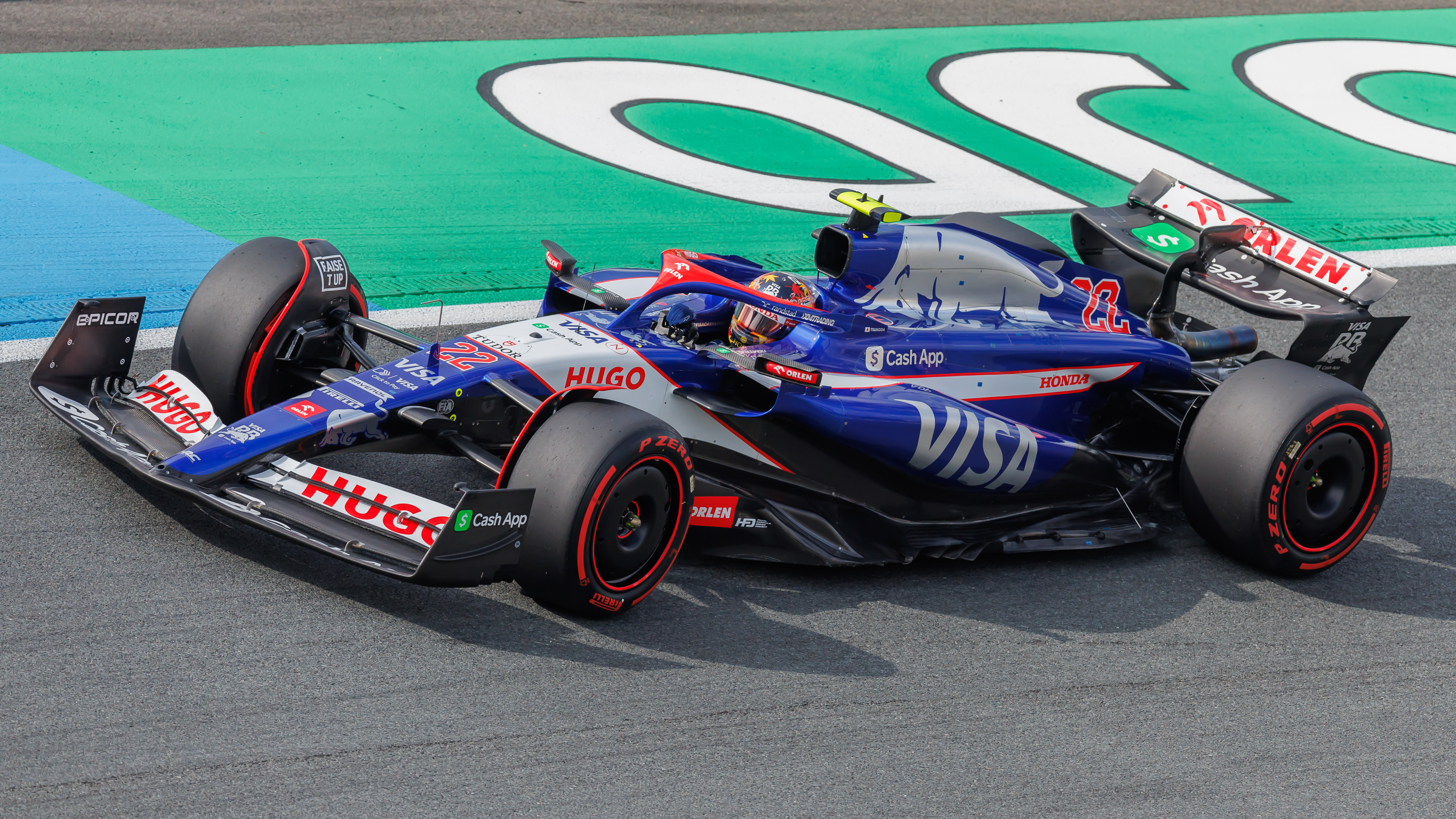
Racing Bulls VCARB 01
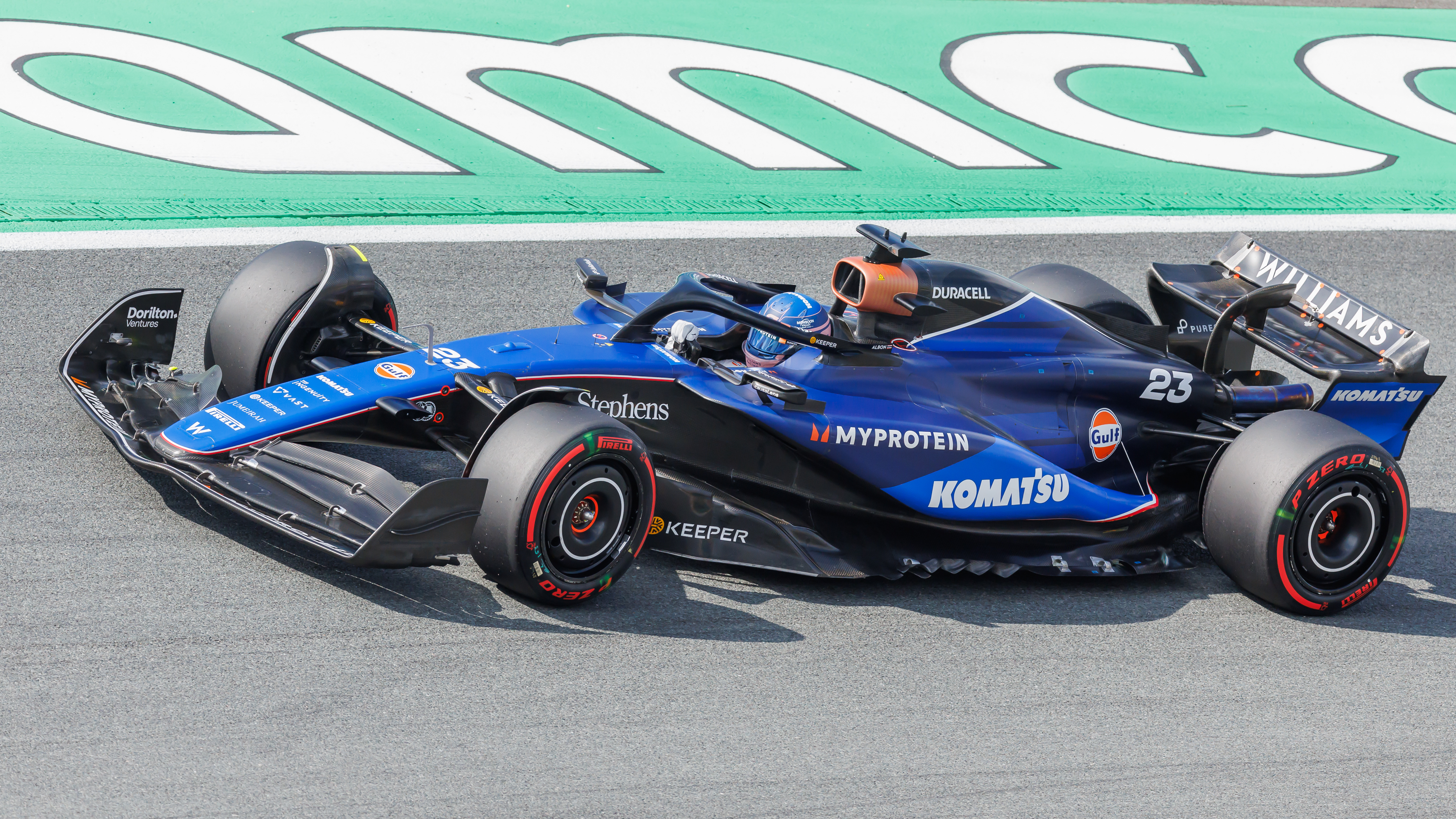
Williams FW46
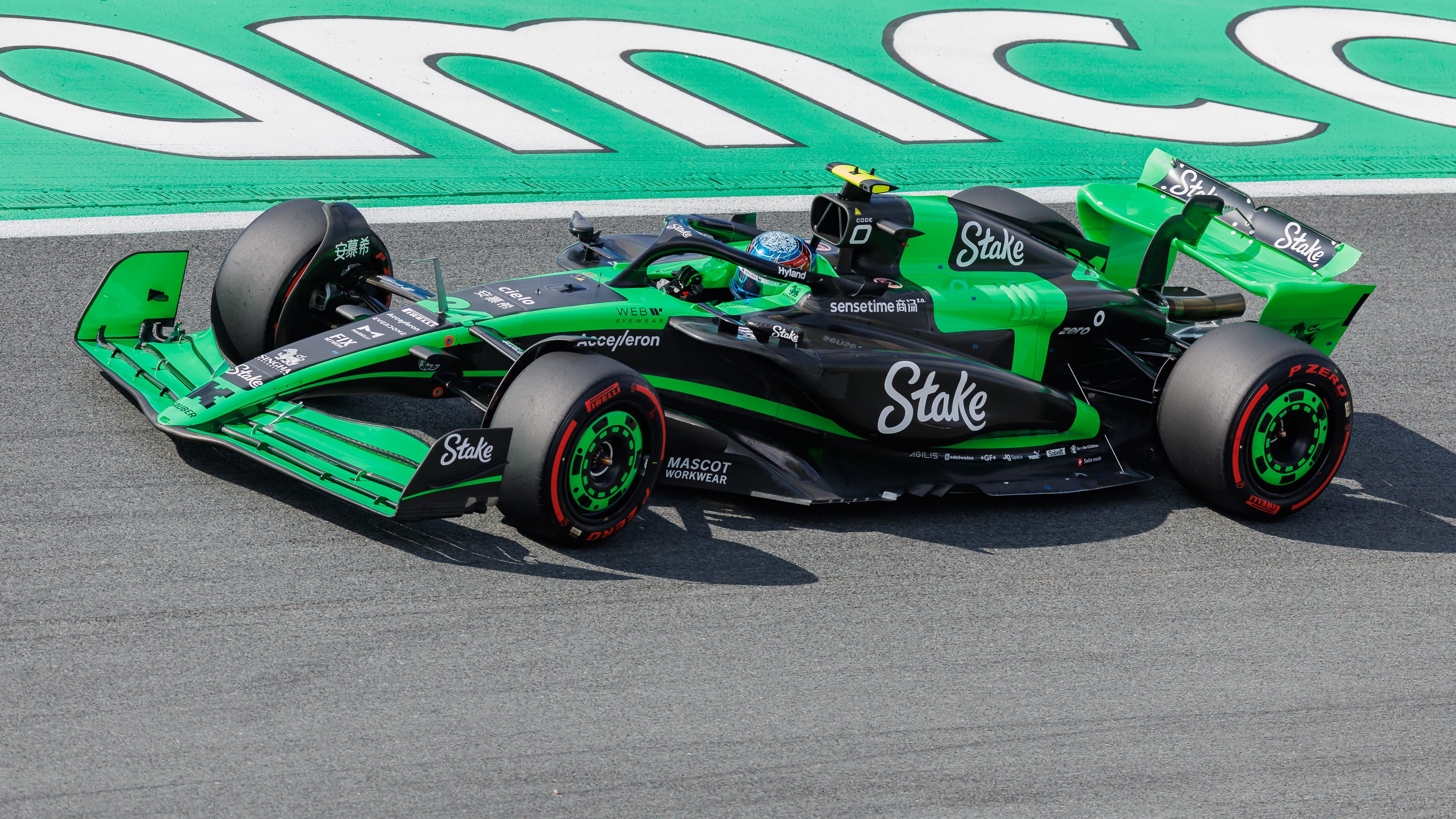
Kick Sauber C44

## Grands Prix de la saison 2024

Planisphère représentant les pays accueillant un Grand Prix en 2024.

Le calendrier du championnat 2024 est dévoilé le 5 juillet 2023. Comme devaient l'être initialement les championnats 2021, 2022 et 2023, le championnat 2024 constitue, avec 24 Grands Prix, un record.
Trois Grands Prix se déroulent un samedi, celui de Bahreïn, d'Arabie saoudite (en raison du ramadan qui débute le 10 mars 2024, la course à Djeddah doit avoir lieu la veille, et celle de Sakhir doit se tenir une semaine pleine avant, c'est-à-dire être disputée un samedi également), ainsi que celui de Las Vegas. Le Grand Prix automobile de Chine fait son retour après quatre années d'absence en raison des restrictions liées à la pandémie de Covid-19. Dans une démarche de régionalisation des Grands Prix et de limitations des déplacements, le Grand Prix du Japon est avancé au printemps, au 7 avril, tandis que celui d'Azerbaïdjan est reculé à la fin de l'été, au 15 septembre. La traditionnelle « trêve estivale » a lieu entre les Grand Prix de Belgique (28 juillet) et des Pays-Bas (25 août). Deux triple headers, c'est-à-dire trois Grands Prix enchaînés en trois semaines (États-Unis, Mexico et São Paulo  puis Las Vegas, Qatar et Abou Dabi) se succèdent pour finir le championnat, après un intervalle de presque un mois entre Singapour et Austin.
Les Grands Prix de Chine, de Miami, d'Autriche, des États-Unis, de São Paulo et du Qatar incluent une course sprint.
| no   | Date          | Grand Prix                    | Lieu              | Vainqueur        | Écurie              | Pole position    | Record du tour   | Pilote du jour   | Résumé |
| ---- | ------------- | ----------------------------- | ----------------- | ---------------- | ------------------- | ---------------- | ---------------- | ---------------- | ------ |
| 1102 | 2 mars        | Grand Prix de Bahreïn         | Sakhir            | Max Verstappen   | Red Bull-Honda RBPT | Max Verstappen   | Max Verstappen   | Carlos Sainz Jr. | Résumé |
| 1103 | 9 mars        | Grand Prix d'Arabie saoudite  | Djeddah           | Max Verstappen   | Red Bull-Honda RBPT | Max Verstappen   | Charles Leclerc  | Oliver Bearman   | Résumé |
| 1104 | 24 mars       | Grand Prix d'Australie        | Melbourne         | Carlos Sainz Jr. | Ferrari             | Max Verstappen   | Charles Leclerc  | Carlos Sainz Jr. | Résumé |
| 1105 | 7 avril       | Grand Prix du Japon           | Suzuka            | Max Verstappen   | Red Bull-Honda RBPT | Max Verstappen   | Max Verstappen   | Charles Leclerc  | Résumé |
| 1106 | 21 avril      | Grand Prix de Chine           | Shanghai          | Max Verstappen   | Red Bull-Honda RBPT | Max Verstappen   | Fernando Alonso  | Lando Norris     | Résumé |
| 1107 | 5 mai         | Grand Prix de Miami           | Miami Gardens     | Lando Norris     | McLaren-Mercedes    | Max Verstappen   | Oscar Piastri    | Lando Norris     | Résumé |
| 1108 | 19 mai        | Grand Prix d'Émilie-Romagne   | Imola             | Max Verstappen   | Red Bull-Honda RBPT | Max Verstappen   | George Russell   | Lando Norris     | Résumé |
| 1109 | 26 mai        | Grand Prix de Monaco          | Monaco            | Charles Leclerc  | Ferrari             | Charles Leclerc  | Lewis Hamilton   | Charles Leclerc  | Résumé |
| 1110 | 9 juin        | Grand Prix du Canada          | Montréal          | Max Verstappen   | Red Bull-Honda RBPT | George Russell   | Lewis Hamilton   | Lando Norris     | Résumé |
| 1111 | 23 juin       | Grand Prix d'Espagne          | Barcelone         | Max Verstappen   | Red Bull-Honda RBPT | Lando Norris     | Lando Norris     | Lando Norris     | Résumé |
| 1112 | 30 juin       | Grand Prix d'Autriche         | Spielberg         | George Russell   | Mercedes            | Max Verstappen   | Fernando Alonso  | Lando Norris     | Résumé |
| 1113 | 7 juillet     | Grand Prix de Grande-Bretagne | Silverstone       | Lewis Hamilton   | Mercedes            | George Russell   | Carlos Sainz Jr. | Lewis Hamilton   | Résumé |
| 1114 | 21 juillet    | Grand Prix de Hongrie         | Budapest          | Oscar Piastri    | McLaren-Mercedes    | Lando Norris     | George Russell   | Oscar Piastri    | Résumé |
| 1115 | 28 juillet    | Grand Prix de Belgique        | Spa-Francorchamps | Lewis Hamilton   | Mercedes            | Charles Leclerc  | Sergio Pérez     | Lewis Hamilton   | Résumé |
| 1116 | 25 août       | Grand Prix des Pays-Bas       | Zandvoort         | Lando Norris     | McLaren-Mercedes    | Lando Norris     | Lando Norris     | Lando Norris     | Résumé |
| 1117 | 1er septembre | Grand Prix d'Italie           | Monza             | Charles Leclerc  | Ferrari             | Lando Norris     | Lando Norris     | Charles Leclerc  | Résumé |
| 1118 | 15 septembre  | Grand Prix d'Azerbaïdjan      | Bakou             | Oscar Piastri    | McLaren-Mercedes    | Charles Leclerc  | Lando Norris     | Oscar Piastri    | Résumé |
| 1119 | 22 septembre  | Grand Prix de Singapour       | Marina Bay        | Lando Norris     | McLaren-Mercedes    | Lando Norris     | Daniel Ricciardo | Daniel Ricciardo | Résumé |
| 1120 | 20 octobre    | Grand Prix des États-Unis     | Austin            | Charles Leclerc  | Ferrari             | Lando Norris     | Esteban Ocon     | Charles Leclerc  | Résumé |
| 1121 | 27 octobre    | Grand Prix de Mexico          | Mexico            | Carlos Sainz Jr. | Ferrari             | Carlos Sainz Jr. | Charles Leclerc  | Carlos Sainz Jr. | Résumé |
| 1122 | 3 novembre    | Grand Prix de São Paulo       | São Paulo         | Max Verstappen   | Red Bull-Honda RBPT | Lando Norris     | Max Verstappen   | Max Verstappen   | Résumé |
| 1123 | 23 novembre   | Grand Prix de Las Vegas       | Las Vegas         | George Russell   | Mercedes            | George Russell   | Lando Norris     | Lewis Hamilton   | Résumé |
| 1124 | 1er décembre  | Grand Prix du Qatar           | Losail            | Max Verstappen   | Red Bull-Honda RBPT | George Russell   | Lando Norris     | Zhou Guanyu      | Résumé |
| 1125 | 8 décembre    | Grand Prix d'Abou Dabi        | Yas Marina        | Lando Norris     | McLaren-Mercedes    | Lando Norris     | Kevin Magnussen  | Charles Leclerc  | Résumé |

## Déroulement de la saison et faits marquants du championnat

### Grand Prix de Bahreïn
L'ambiance pesante dans le stand Red Bull n'affecte pas Max Verstappen, qui commence la saison comme il a achevé la précédente, en pole position, sa trente-troisième, rejoignant ainsi Alain Prost et Jim Clark. Au volant de son étonnante RB20, lors de sa seconde tentative en Q3, il devance de deux dixièmes de seconde Charles Leclerc, qui ne réédite pas sa performance de la Q2 où il a réalisé le meilleur temps absolu. George Russell, au volant de sa Mercedes W15, est troisième, devançant d'un souffle Carlos Sainz Jr. sur la deuxième ligne. À 358 millièmes de seconde de son coéquipier, Sergio Pérez part cinquième devant l'Aston Martin AMR24 de Fernando Alonso. Les McLaren MCL38 de Lando Norris et Oscar Piastri occupent la quatrième ligne. Lewis Hamilton ne peut faire mieux que neuvième et est accompagné, sur la cinquième ligne, par la Haas VF-24 de Nico Hülkenberg. Les neuf premiers se tiennent en cinq dixièmes de seconde.
La Red Bull RB20 conçue par l'équipe de Pierre Waché permet à Max Verstappen de réaliser un grand chelem dès la première manche de l'exercice 2024 avec plus de vingt-deux secondes d'avance sur le second, son coéquipier Sergio Pérez. Il remporte sa cinquante-cinquième victoire, la huitième consécutive à cheval sur deux saisons. Au départ, le triple champion du monde plonge à l'intérieur du premier virage pour écarter Charles Leclerc puis s'échappe à raison d'une seconde au tour sur le reste du plateau, sans perdre les commandes de la course lors de ses deux arrêts puisqu'il il y procède après tout le monde en gérant ses pneus comme il l'entend. Dans sa trente-neuvième boucle, il s'adjuge le meilleur tour en pneus tendres ; ce temps est d'une seconde et demie plus rapide que le suivant, réalisé par Charles Leclerc après trente-six tours. Le pilote Ferrari doit composer avec un dysfonctionnement de son système de freinage, une répartition erratique, qui le voit bloquer systématiquement ses roues au virage en épingle no 10 dans la première partie de sa course. Il est dépassé par Russell puis par Pérez qui s'installe définitivement en deuxième position dès le seizième tour.
En verve au volant de sa Ferrari SF-24 et élu « pilote du jour », Carlos Sainz dépasse deux fois son coéquipier, prend aussi le meilleur sur Russell, et termine sur le podium, en se rapprochant à trois secondes de la Red Bull du Mexicain. Moins handicapé qu'en début de course, Leclerc se classe quatrième devant Russell, victime d'une surchauffe, qu'il dépasse au quarante-sixième tour. Son coéquipier Hamilton achève la course au septième rang, entre les McLaren de Norris, sixième, et de Piastri. Alonso finit neuvième devant Lance Stroll, son coéquipier chez Aston Martin. Pour la première fois dans une manche d'ouverture, aucun abandon n'est enregistré.
Au championnat du monde des constructeurs, Red Bull Racing prend la tête avec le maximum de points possibles (44). Ferrari (27 points) devance Mercedes (16 points), McLaren (12 points) et Aston Martin (3 points). Les autres équipes, Kick Sauber, Haas, Racing Bulls, Williams et Alpine n'ont pas marqué.

### Grand Prix d'Arabie saoudite
« C'est assez fou de voir la vitesse avec laquelle on peut rouler ici ! » s'exclame Max Verstappen, après avoir dominé les trois phases des qualifications pour réaliser sa deuxième pole position de la saison en deux courses, et la trente-quatrième de sa carrière. Il compare son tour en Q3 avec celui de l'édition 2021 « sauf que cette fois, j'ai réussi à prendre le dernier virage ! » Il devance de trois dixièmes de secondes le trio constitué de Charles Leclerc, qui l'accompagne en première ligne, puis de Sergio Pérez et Fernando Alonso qui forment la deuxième ligne. Les McLaren d'Oscar Piastri et Lando Norris, en troisième ligne, précèdent les Mercedes de George Russell et Lewis Hamilton. À plus d'une seconde, Yuki Tsunoda, neuvième, et Lance Stroll, dixième, occupent la cinquième ligne. Le débutant Oliver Bearman, qui pallie, au pied levé, le forfait de Carlos Sainz, se classe onzième, éliminé en Q2 par Lewis Hamilton, de 36 millièmes de seconde.
Max Verstappen, parti de la pole position, conserve la tête au premier virage, et remporte à Djeddah la cinquante-sixième victoire de sa carrière, sa neuvième consécutive, à cheval sur deux saisons ; il monte également sur son centième podium. La voiture de sécurité sort au huitième tour après que Lance Stroll tire tout droit et percute les barrières dans le virage no 14 après avoir brisé sa suspension avant gauche en accrochant le mur dans la courbe précédente. Les cartes et les stratégies des arrêts aux stand s'en trouvent rebattues. Si Lando Norris, qui choisit de ne pas s'arrêter, roule en tête durant quelques tours, il s'incline dans le douzième et laisse les commandes de l'épreuve au Néerlandais ; à bord de sa RB20, le triple champion du monde n'est plus inquiété et obtient un succès facile à 230 km/h de moyenne. Sergio Pérez qui dépasse rapidement Leclerc, termine deuxième, à distance respectable de son leader et sans que sa position ne soit menacée, permettant à Red Bull d'obtenir un second doublé en deux épreuves.
Charles Leclerc, qui roule jusqu'au bout isolé à la troisième place, arrache le point bonus du meilleur tour dans la cinquantième et dernière boucle, obtenant le meilleur résultat possible pour Ferrari dans l'état actuel des forces en présence. Il résume bien la situation : « La course a été un peu ennuyeuse parce que Red Bull est trop rapide. » Si, Oscar Piastri, Fernando Alonso et George Russell, cette fois dans cet ordre derrière Leclerc, marquent à nouveau des points comme la semaine précédente, l'inattendu débutant de 18 ans Oliver Bearman les éclipse ; arrivé le vendredi pour remplacer Carlos Sainz victime d'une appendicite, il inscrit, au volant de la SF-24, les points de la septième place pour son premier Grand Prix en devançant Lando Norris, Lewis Hamilton et Nico Hülkenberg qui prend l'ultime point en lice. Les pilotes britanniques effectuent un exceptionnel tir groupé dans les points, de la sixième à la neuvième place.
Verstappen, avec 51 points, est en tête du championnat du monde devant Pérez (36 points) et Leclerc (28 points). Russell (18 points) devance de peu Piastri (16 points) et Sainz (15 points) ; suivent Alonso et Norris (12 points chacun), Hamilton (8 points) et Bearman (6 points). Au championnat du monde des constructeurs, Red Bull Racing, avec deux doublés, est logiquement en tête (87 points). Ferrari (49 points) devance McLaren (28 points) qui a pris le meilleur sur Mercedes (26 points) ; suivent Aston Martin (13 points) et Haas (1 point). Les autres équipes, Williams, Kick Sauber, Racing Bulls et Alpine n'ont pas marqué.

### Grand Prix d'Australie
Si la concurrence, et en particulier Ferrari a pu nourrir l'espoir de prendre les devants sur la grille de départ, Max Verstappen la refroidit dès sa première tentative en Q3 et enfonce le clou lors de son deuxième tour rapide qu'il est le seul à boucler en moins de 1 min 16 s. Il réalise sa 35e pole position et reste invaincu dans cet exercice en 2024. Chassant son rival, Charles Leclerc part au large dans le virage no 12 et avorte son ultime tentative. Carlos Sainz, de retour après son opération de l'appendicite, se hisse toutefois en première ligne, à 27 centièmes de seconde du triple champion du monde. Derrière eux, l'ordre de départ est chamboulé puisque Sergio Pérez, auteur du troisième temps, est pénalisé d'un recul de trois places pour avoir gêné Nico Hülkenberg lors de la Q1. Ainsi, Leclerc accède à la deuxième ligne, derrière Lando Norris. Oscar Piastri s'élance cinquième, devant Pérez sur la troisième ligne. Suivent, en quatrième ligne, George Russell et Yuki Tsunoda puis, sur la cinquième ligne, les Aston Martin de Lance Stroll et de Fernando Alonso.
Toute série connait une fin ; à Melbourne en 2022, Max Verstappen avait abandonné pour la dernière fois avant d'enchaîner quarante-trois Grands Prix dans les points, dont trente-cinq victoires, et neuf consécutives depuis la saison précédente. Il abandonne, frein arrière droit en feu, dès le troisième tour, tandis que Carlos Sainz s'envole vers la victoire à peine deux semaines après avoir quitté l'hôpital. L'Espagnol prend la tête de la course dès la fin du premier tour, lorsque les ennuis du Néerlandais commencent, et n'est plus inquiété jusqu'au terme. Il remporte ainsi la troisième victoire de sa carrière, après avoir été le seul à battre les Red Bull en 2023. Charles Leclerc, auteur du meilleur tour à deux boucles de l'arrivée, termine dans son sillage et permet à la Scuderia Ferrari d'obtenir un 86e doublé, le premier depuis le Grand Prix de Bahreïn 2022. Battues par Leclerc sur la stratégie et la rapidité des arrêts aux stands, les McLaren terminent juste derrière. Lando Norris s'adjuge la troisième place après un ordre donné au vingt-neuvième tour à Oscar Piastri, moins rapide que lui, pour qu'il le laisse 
passer afin de tenter de chasser la position de Leclerc ; il termine à trois secondes de la Ferrari n°16.
Au volant de l'autre RB20, Sergio Pérez mène une course sans relief qu'il achève au cinquième rang à presque une minute du vainqueur. Fernando Alonso et George Russell sont en bagarre pour la sixième place quand, dans le dernier tour, le pilote Aston Martin lève le pied plus tôt que d'habitude dans l'enchainement rapide des virages 6 et 7. Russell, déventé, perd le contrôle de sa Mercedes qui part dans le gravier, rebondit contre le mur et achève sa course sur le flanc au milieu de la piste. Le Grand Prix se termine sous le régime de la voiture de sécurité virtuelle et Sainz, élu pilote du jour, demande par radio à Leclerc de s'approcher pour que les SF-24 passent triomphalement de concert la ligne d'arrivée. Alonso, jugé responsable du crash de Russell par les commissaires contre l'avis du commissaire-pilote Johnny Herbert, écope ultérieurement d'une pénalité de vingt secondes et recule au huitième rang. Son coéquipier Lance Stroll se classe dès lors sixième. Derrière, Yuki Tsunoda apporte à son écurie Racing Bulls ses premiers points de la saison. Les Haas VF-24 de Nico Hülkenberg et de Kevin Magnussen prennent les points restants. Le vainqueur du jour ne manque pas de rappeler que ces premiers mois de 2024 ont constitué pour lui des « montagnes russes » et qu'il est encore sans contrat pour 2025.
Au classement du championnat, Verstappen, malgré son abandon, conserve la tête avec 51 points alors que Leclerc (47 points) se rapproche. Tirant parti de cette victoire, Sainz (40 points) grimpe au quatrième rang, derrière Pérez (46 points). Suivent les pilotes McLaren, Piastri (28 points) et Norris (27 points), Russell (18 points) et Alonso (16 points) ; Stroll (9 points) devance Hamilton (8 points) qui concède vivre le plus mauvais début de saison de toute sa carrière. Comme chez les pilotes, Red Bull (97 points) possède quatre unités d'avance sur Ferrari (93 points). McLaren, troisième, (55 points) est suivi par Mercedes (26 points) et Aston Martin (25 points). Racing Bulls entre au classement à la sixième place (4 points) devant Haas (4 points). Wiliams, Kick Sauber, et Alpine n'ont pas encore marqué.

### Grand Prix du Japon

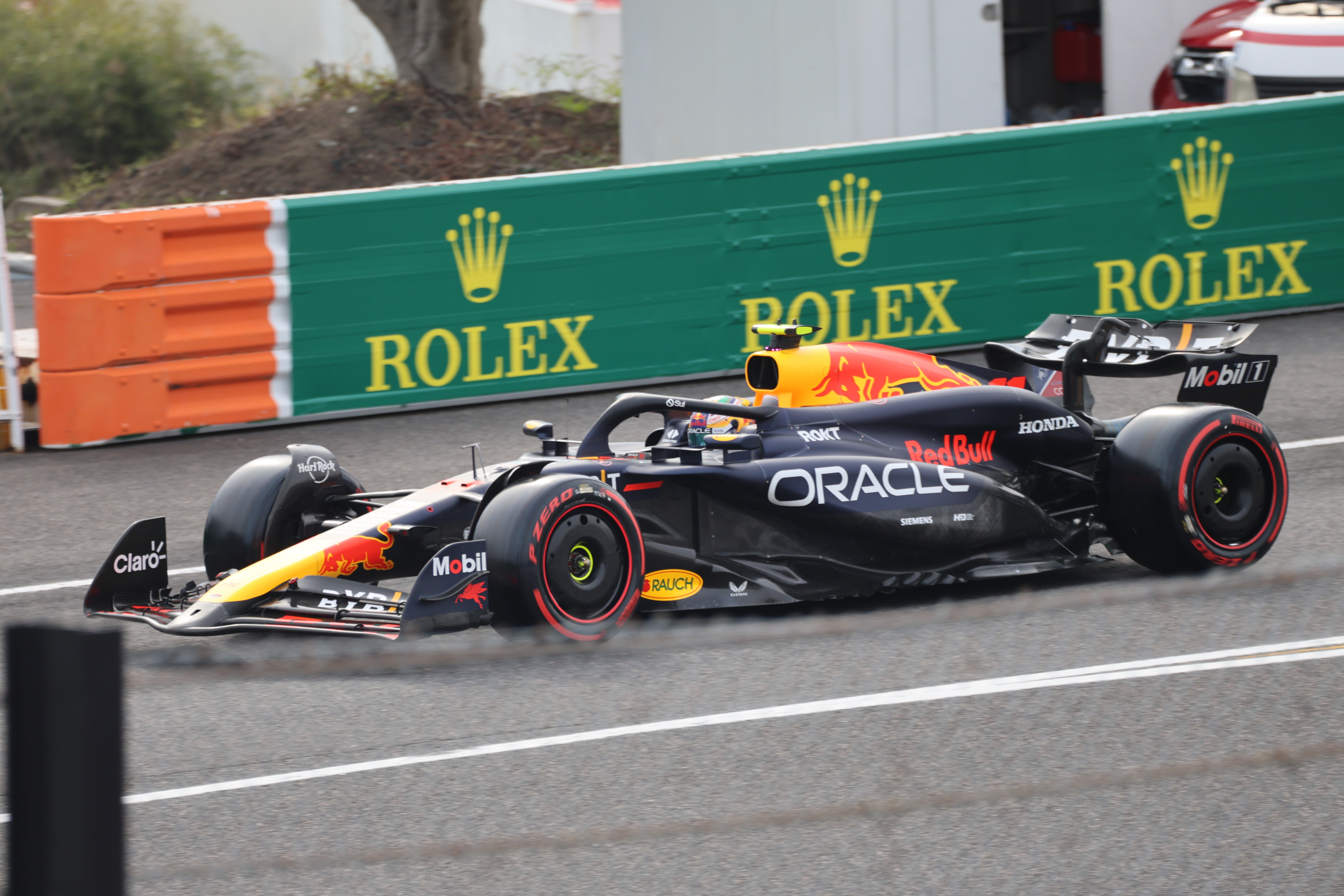
Sergio Pérez au Grand Prix du Japon 2024.

Max Verstappen reste invaincu dans l'exercice des qualifications cette saison : à la quatrième étape du championnat, il obtient une nouvelle pole position, la trente-sixième de sa carrière. Meilleur temps de tous les essais libres auxquels il a participé (il n'est pas sorti de son garage lors de la deuxième séance) et de chacune des trois phases des qualifications, il reste intouchable en Q3, bien que son coéquipier Sergio Pérez se rapproche à 66 millièmes de seconde. Les écarts sont plus conséquents derrière les RB20 qui verrouillent la première ligne : Lando Norris, à deux dixièmes de seconde, et Carlos Sainz, à quatre dixièmes, se partagent la deuxième ligne, suivis par Fernando Alonso et Oscar Piastri, sixième. Sur la quatrième ligne, Lewis Hamilton devance Charles Leclerc, en manque d'adhérence au volant de sa SF-24. Yuki Tsunoda, le « régional de l'étape », à nouveau en Q3, part dixième derrière George Russell.
S'il n'est pas trahi par la mécanique comme deux semaines plus tôt à Melbourne, Max Verstappen repousse loin la concurrence, comme son coéquipier Sergio Pérez qui, pour la troisième fois de la saison, termine derrière lui, à plus de dix secondes. Le Néerlandais s'impose pour la troisième fois consécutive à Suzuka, s'offrant le meilleur tour en course, son treizième Hat trick et sa cinquante-septième victoire, la troisième de l'année. Si elles ne sont pas en mesure de se battre contre les Red Bull, les Ferrari dominent les McLaren, notamment grâce à une meilleure stratégie, et Carlos Sainz poursuit sur la lancée de son très bon début de saison en montant sur le podium, suivi par son coéquipier Charles Leclerc.
La première partie de la course ne dure que jusqu'au troisième virage quand, dans le peloton, Daniel Ricciardo accroche Alexander Albon ; leurs monoplaces s'écrasant dans le mur de pneus, le drapeau rouge est instantanément brandi. L'interruption dure une demi-heure, le temps que les monoplaces soient dégagées et les protections réparées. Au second départ, Vertstappen conserve à nouveau sa première place, suivi de son coéquipier, et se met presque immédiatement hors de portée de son aileron arrière mobile. Charles Leclerc, parti en pneus medium, que sa SF-24 ne dégrade pas comme sa devancière, observe une stratégie d'un seul arrêt au stand, si bien que son long premier relais lui permet de prendre la tête, pour quelques boucles, à partir du 17e tour quand tous ceux qui évoluaient devant lui se sont arrêtés. Il change ses pneumatiques au 26e tour, en même temps que Lando Norris qui effectue quant à lui son deuxième arrêt ; la célérité de ses mécaniciens lui permet de ressortir devant lui et de maintenir cet avantage jusqu'à la fin. Sainz est quant à lui sur une stratégie à deux passages au stand et son dernier train de pneus est de dix tours plus frais que celui de son équipier ; il efface facilement Norris et dépasse, sans coup férir, Leclerc au 46e tour pour aller chercher le podium, le meilleur résultat possible d'une équipe qui ne peut pas défier les Red Bull, faute de meilleures performances en qualifications.
Alors que Verstappen effectue une course solitaire en tête et que la position de Pérez n'est nullement menacée, les bagarres en piste et les dépassements sont légions ; Norris prend la cinquième place sans menacer Leclerc mais en repoussant Alonso à plus de quinze secondes. Ce dernier utilise son expérience de la course pour sauver sa sixième place : il se met à portée de DRS de Piastri afin que celui-ci empêche le retour de Russell ; le Britannique le double toutefois dans le dernier tour. Hamilton, qui a décidé à la mi-course de laisser passer son coéquipier car il n'arrivait pas à faire tourner sa voiture « dans aucun des virages », ne peut faire mieux que neuvième. Une course solide et un bon travail de ses mécaniciens qui lui permet de gagner trois places en ressortant des stands, offrent le point de la dixième place à Tsunoda devant son public ; pour la première fois depuis Kamui Kobayashi sur le podium en 2012, un Japonais marque à Suzuka.
Au classement du championnat, derrière Verstappen (77 points), Pérez (64 points) reprend la deuxième place à Leclerc (59 points), suivi de près par Sainz (55 points) ; suivent les pilotes McLaren, Norris (37 points) devant Piastri (32 points). Russell et Alonso sont septième et huitième, à égalité de points (24 points). Hamilton est neuvième (10 points) devant Stroll (9 points). Chez les constructeurs, Red Bull (141 points) se détache par rapport à Ferrari (120 points) qui possède pratiquement le double de points de McLaren (69 points). Suivent Mercedes et Aston Martin dans un mouchoir de poche (34 et 33 points), Racing Bulls (7 points) et Haas (4 points). Le score reste vierge pour les écuries Wiliams, Kick Sauber, et Alpine.

### Grand Prix de Chine

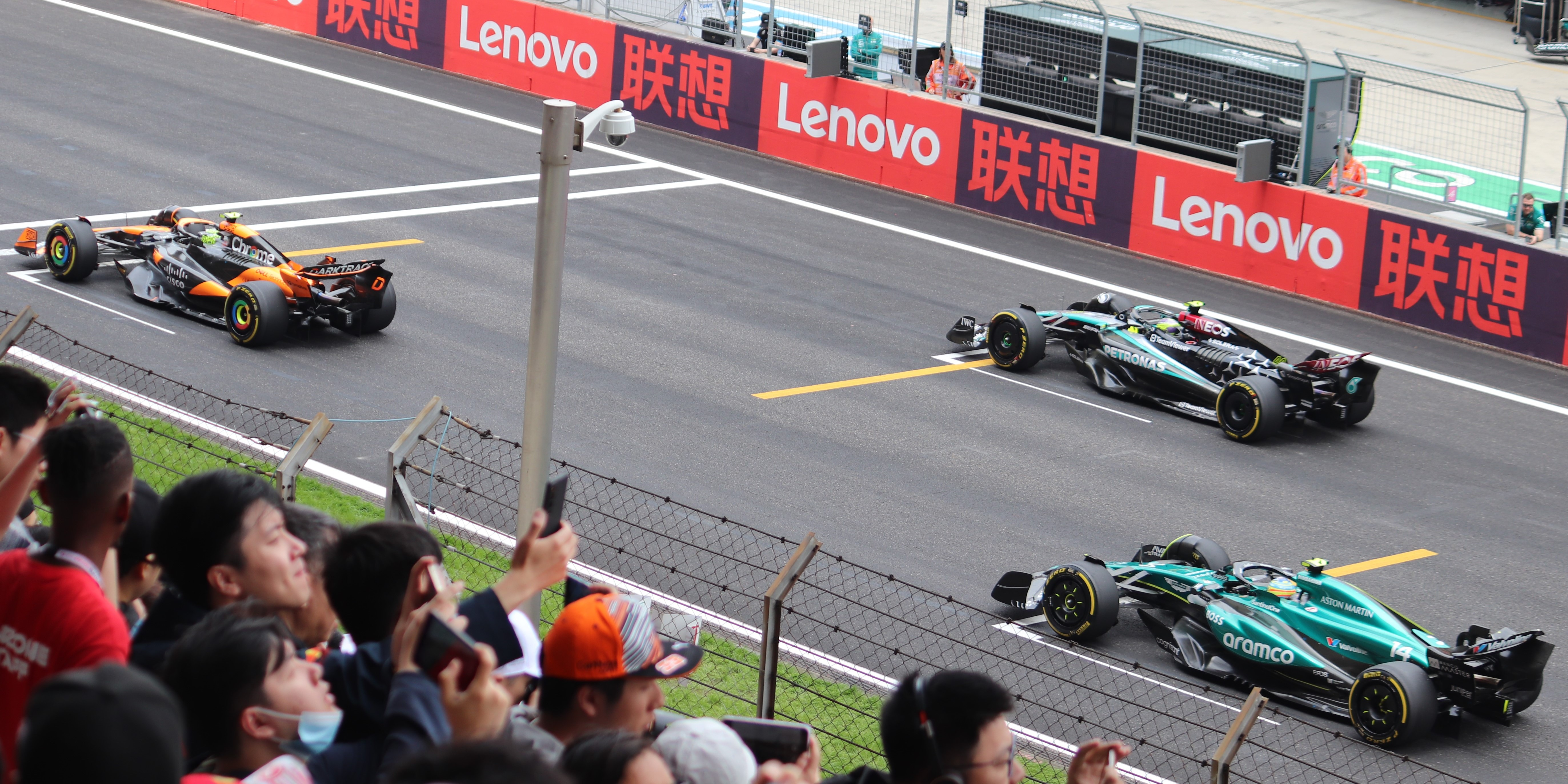
Grille de départ du sprint du Grand Prix de Chine 2024.

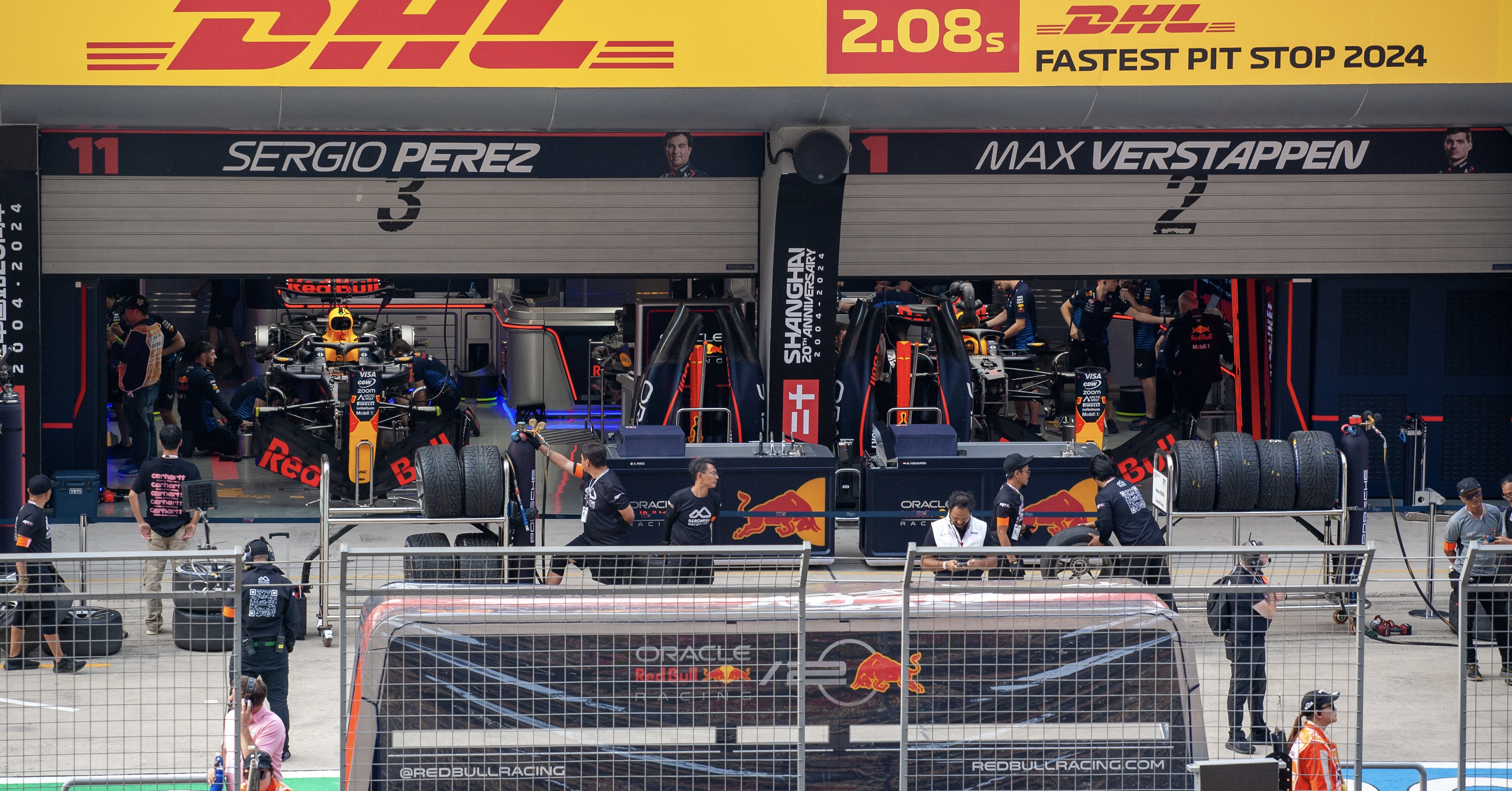
Stand de l'écurie Red Bull.

En treize sprints disputés depuis la création de cette formule de course en 2021, Max Verstappen en est à sa huitième victoire. Celle-ci entre dans la catégorie des succès faciles : quatrième sur la grille de départ, il prend les commandes au bout de neuf tours pour gagner, dix boucles plus tard, avec plus de treize secondes d'avance sur Lewis Hamilton qui conserve sa position de départ face à Sergio Pérez, suivi de Charles Leclerc et de Carlos Sainz. Parti en tête, Lando Norris sort de la piste au premier virage et termine sixième devant son coéquipier Oscar Piastri et George Russell qui prennent les derniers points en lice.
Quelques heures plus tard, Verstappen domine sans coup férir les trois phases des qualifications et les deux tentatives en Q3. Il réalise sa cinquième pole position de la saison, restant invaincu dans cet exercice, et la trente-septième de sa carrière. Derrière son coéquipier Sergio Pérez qui part à ses côtés en première ligne, ses rivaux se tiennent en trois dixièmes, à une demi-seconde du Poleman. Fernando Alonso est troisième, accompagné sur la deuxième ligne par Lando Norris ; suivent, séparés par quelques millièmes de seconde, Oscar Piastri et Charles Leclerc. Carlos Sainz Jr., malgré un accident en Q2, est en quatrième ligne, devant George Russell. Les « invités de la Q3 », Nico Hülkenberg et Valtteri Bottas, se partagent la cinquième ligne.
Max Verstappen, jamais inquiété et largement dominateur remporte aisément l'épreuve, avec treize secondes d'avance sur Lando Norris, auteur d'un changement de pneus opportuniste sous le régime de la voiture de sécurité ; son rythme de course, qui l'étonnera lui-même, lui permet de mettre Sergio Pérez, troisième, à distance respectable. Ces deux pilotes terminant sur le podium à l'issue d'une course ouverte et indécise et qui ne concerne pas le triple champion du monde leader du championnat.
Au départ, Fernando Alonso enroule le long premier virage par l'extérieur pour dépasser Sergio Pérez et boucler le premier tour en deuxième position, derrière Verstappen qui s'est mis, en quelques virages, hors de portée d'aileron mobile. Le Mexicain met six tours à reprendre le pilote Aston Martin mais use tellement ses pneus qu'il se retrouve à plus de six secondes de son coéquipier. Dans la foulée, Norris dépasse aussi Alonso pour le gain de la troisième place. Leclerc prend le meilleur sur Russell puis sur Piastri et roule en quatrième position après onze tours quand Alonso rentre, le premier, au stand. Verstappen change ses pneus au treizième tour, suivi de son coéquipier, ce qui laisse Norris en tête, devant Leclerc. Le leader du championnat met quatre tours pour reprendre les commandes, en roulant deux secondes au tour plus vite que tout le monde.
Au vingtième tour, Valtteri Bottas abandonne sa Kick Sauber C44, moteur cassé, en bord de piste, ce qui déclenche une procédure de voiture de voiture de sécurité virtuelle. À un tour d'écart, Leclerc et Norris bénéficient d'un arrêt avantageux, quand, au vingt-quatrième passage, la voiture de sécurité entre en piste. Les Red Bull en profitent pour changer à nouveau leurs pneus ; si Verstappen conserve la première place, Pérez ressort derrière Norris et Leclerc. Il dépasse le Monégasque au bout de trente-huit tours mais échoue à rattraper Norris.
Au moment de la relance, dans le virage en épingle no 14, Lance Stroll, coupable d'un manque d'attention, percute la VCARB 01 de Daniel Ricciardo qui se soulève et emboutit la McLaren de Piastri ; seul Ricciardo abandonne tandis que Stroll est pénalisé. Au même moment, Kevin Magnussen expédie Yuki Tsunoda en tête-à-queue et le contraint à l'abandon, provoquant une seconde sortie de la voiture de sécurité. Verstappen gère parfaitement la deuxième relance et s'échappe à nouveau. Derrière, la course reste animée, notamment entre les coéquipiers Ferrari qui tourne à l'avantage de Leclerc, quatrième devant Sainz. Russell finit cinquième avec quelques secondes d'avance sur Alonso, qui effectue une remontée éclair depuis la douzième place après un troisième changement de pneus ; il obtient aussi le point bonus du meilleur tour. Piastri se classe huitième en maintenant Hamilton dans son sillage tandis que Nico Hülkenberg prend le dernier point en jeu.
Grâce à sa quatrième victoire de la saison, la cinquante-huitième de sa carrière, bonifiée par son succès lors du sprint, Verstappen inscrit 33 points et mène le championnat avec 110 points. Son coéquipier Sergio Pérez reste deuxième (85 points) devant Charles Leclerc (76 points) et l'autre pilote Ferrari Carlos Sainz Jr. (69 points). Lando Norris (58 points) possède désormais une avance de 20 points sur son coéquipier Oscar Piastri, sixième. George Russell (33 points) occupe la septième place, devant Fernando Alonso (31 points) , Lewis Hamilton (19 points) et lance Stroll (9 points). Chez les constructeurs, Red Bull (195 points) se détache encore par rapport à Ferrari (151 points) et McLaren (96 points). Suivent Mercedes (52 points) et Aston Martin (40 points). Plus loin encore, Racing Bulls (7 points) et Haas (5 points) sont les dernières équipes à avoir marqué. En fond de classement évoluent Williams et Alpine qui laisse la dernière place à Kick Sauber.

### Grand Prix de Miami

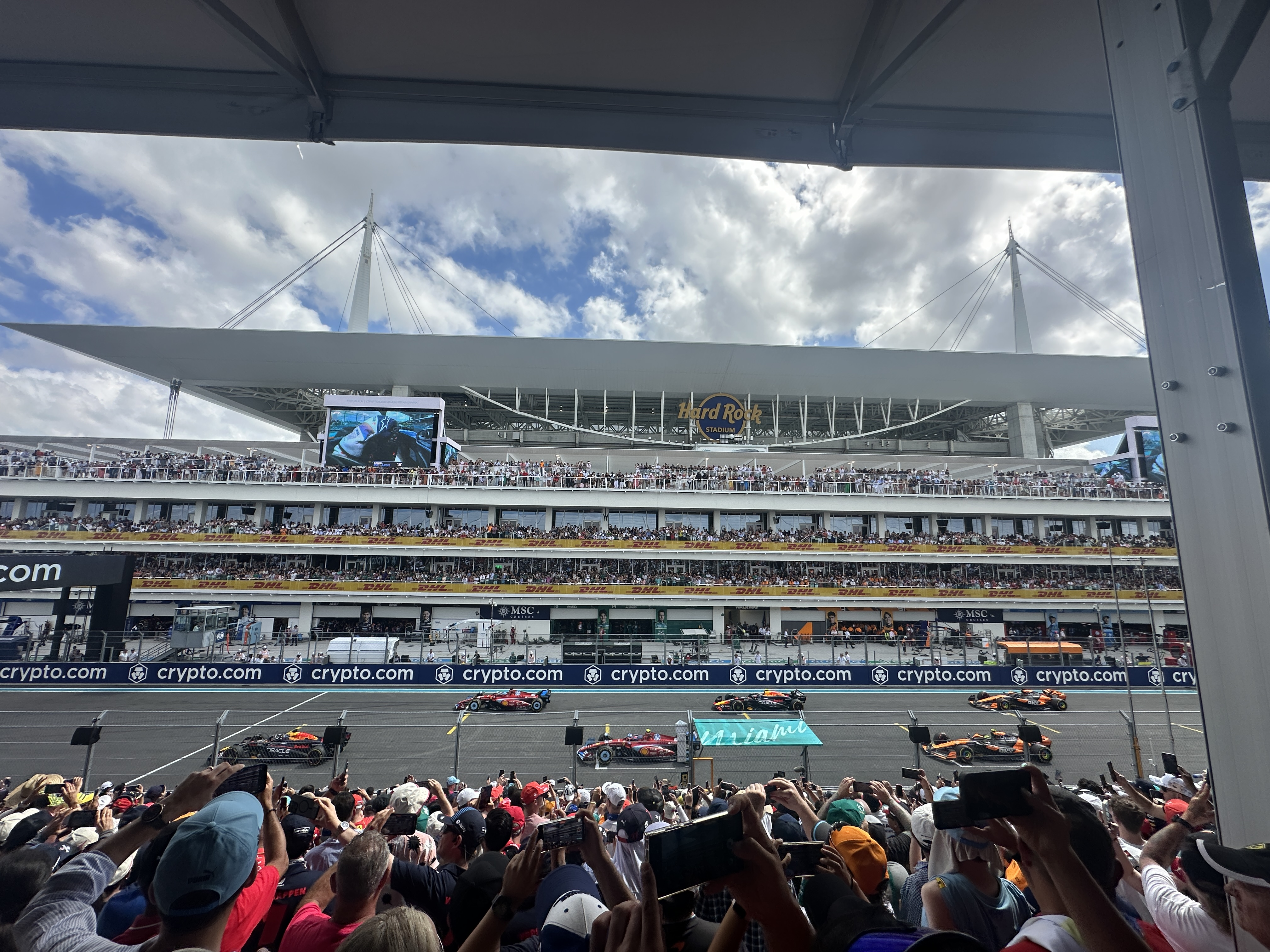
Grille de départ du Grand Prix de Miami 2024.

Parti en tête du sprint, Max Verstappen remporte sans problème sa neuvième victoire en quatorze courses disputées dans ce format depuis 2021 ; il lui a suffi de contrôler Charles Leclerc dans le premier virage. Sous le drapeau à damier, les six premiers sont les mêmes que sur la grille de départ, Sergio Pérez reprenant l'avantage sur  Daniel Ricciardo pour le gain de la troisième place après que l'Australien a pris un meilleur départ que lui. Ce dernier résiste au duo formé par Carlos Sainz et Oscar Piastri jusqu'au bout pour se classer quatrième. Nico Hülkenberg, remonté du dixième rang et Yuki Tsunoda, du quinzième, prennent les derniers points en jeu à la suite de la pénalisation de Lewis Hamilton.
Comme en Chine, deux semaines auparavant, Verstappen domine ensuite les qualifications et reste invaincu dans cet exercice cette saison. Il obtient sa sixième pole position de l'année, la trente-huitième de sa carrière en devançant Leclerc de 141 millièmes de seconde dès sa première tentative en Q3. Aucun des trois premiers n'améliore lors des deuxièmes tentatives. La deuxième ligne présente également un duo Red Bull-Ferrari, Sainz s'élançant troisième devant Pérez ; suivent les pilotes McLaren, Lando Norris devant Piastri. Les Mercedes de George Russell, septième, et Lewis Hamilton occupent la quatrième ligne. Comme lors du sprint, Hülkenberg et Tsunoda se mettent en valeur en partant de la cinquième ligne.
Max Verstappen et sa RB20 n'avaient pas encore été dominés sur la piste cette saison. Grâce à son très bon rythme général, une monoplace très rapide, une course sans erreur et un coup de chance, Lando Norris réussit à battre le Néerlandais pour devenir le 114e vainqueur en Formule 1, s'imposant après quinze podiums, huit deuxièmes places, 110 départs en six saisons. Il prend la tête après vingt-sept tours alors que ses rivaux passent au stand, puis bénéficie, au moment de son propre arrêt dans la trentième boucle, de la sortie de la voiture de sécurité qui se poste devant Verstappen, le ralentissant considérablement, alors qu'il regagne la piste. Ainsi installé à l'avant, Norris augmente régulièrement son avance sur le leader du championnat pour l'emporter avec plus de sept secondes d'avance ; à deux secondes du Batave, Charles Leclerc complète le podium.
Les MCL38 se présentent à Miami avec de nombreuses évolutions et une dizaine de pièces neuves ; ce pari risqué se transforme en un gain de performance substantiel pour ses deux pilotes ; Oscar Piastri manque néanmoins d'inscrire de gros points (dont celui du meilleur tour réalisé dans sa 43e boucle) à cause d'un accrochage avec Sainz au trente-neuvième tour qui ruine sa course puisqu'il repart du dernier rang après avoir dû changer de museau. Son coéquipier Lando Norris lui dispute durant toute la course le qualificatif de pilote le plus rapide en piste. Au départ, Sergio Pérez manque de provoquer un chaos en ratant le premier virage et en revenant brutalement en piste ; Leclerc, qui avait raté son envol, se faufile pour reprendre sa deuxième place. Comme d'habitude cette saison, quelques virages suffisent à Verstappen pour se mettre hors de portée d'aileron mobile ; toutefois, la meute ne se fait pas trop distancer. Au bout de quatre tours, Piastri dépasse Leclerc pour le gain de la deuxième place puis, dans le dix-septième tour, Norris double Pérez pour rouler en cinquième position.
Leclerc est le premier des leaders à changer ses pneus, au vingtième tour, tandis que Norris enchaîne les meilleurs tours. Verstappen s'arrête à la fin de la vingt-troisième boucle, Piastri et Sainz dans la vingt-septième, laissant les commandes à Norris. Au tour suivant, Logan Sargeant et Kevin Magnussen s'accrochent, provoquant la sortie de la voiture de sécurité au moment où Norris s'engage dans la voie des stands. Elle se positionne devant Verstappen, le ralentissant, alors que le Britannique reprend la piste sans personne devant lui ; le temps que tout le peloton dépasse la Safety Car, la relance n'intervient qu'au trente-deuxième tour. Norris ne laisse aucune chance à Verstappen qui se plaint d'une voiture avec laquelle « il ne peut pas tourner ». Leclerc se rapproche ainsi du triple champion du monde et termine non loin sous le drapeau à damier. Débarrassé de Piastri qu'il a accroché en le dépassant, Sainz passe la ligne d'arrivée en quatrième position mais, pénalisé, laisse sa place à Pérez. Lewis Hamilton prend la sixième place sans avoir pu lutter pour une meilleure position et Yuki Tsunoda fait à nouveau briller les couleurs de Racing Bulls en s'intercalant entre les Mercedes, devant George Russell. En délicatesse avec son Aston Martin AMR24 durant tout le weekend, Fernando Alonso remonte jusqu'au neuvième rang en dépassant, à dix tours du but, Esteban Ocon qui apporte à Alpine son premier point de la saison.
Bien que battu, Verstappen n'engrange pas moins de 26 points à Miami (grâce à sa victoire dans le sprint), plus que le vainqueur du jour. Il augmente son avance en tête du championnat avec 136 points, 33 de mieux que son coéquipier Sergio Pérez (103 points). Charles Leclerc conforte sa troisième place (98 points) alors que Norris prend le quatrième rang devant Sainz à égalité de points (83 points) ; suivent Piastri (41 points), Russell (37 points), Alonso (33 points), Hamilton (27 points) et Tsunoda, dixième avec 14 points. Chez les constructeurs, Red Bull (239 points) devance Ferrari (187 points) et McLaren (124 points). Mercedes reste quatrième (64 points) devant Aston Martin (42 points). Racing Bulls augmente son capital (19 points) et précède Haas (7 points). Alpine est désormais huitième avec 1 point ; en fond de classement évoluent Williams et Kick Sauber qui n'ont pas marqué.

### Grand Prix d'Émilie-Romagne
Si les difficultés rencontrées par Max Verstappen au volant de sa RB20 sur le tracé romagnol lors des essais libres laissent imaginer une qualification plus ouverte et la possibilité offerte aux McLaren ou aux Ferrari de jouer le premier rôle, il n'en est finalement rien. Le triple champion du monde et homme fort de la saison en cours domine les trois phases qualificatives et réalise sa septième pole position consécutive, la trente-neuvième de sa carrière, restant invaincu dans cet exercice cette saison. Les McLaren MCL38 démontrent leur niveau de performance, avec Lando Norris, deuxième sur la grille, prenant la place d'Oscar Piastri (à 74 millièmes de seconde du Néerlandais en Q3) pénalisé d'un recul de trois places pour avoir gêné Kevin Magnussen en Q1. Charles Leclerc et son coéquipier Carlos Sainz composent une deuxième ligne Ferrari, devant Piastri et George Russell qui s'élancent de la troisième ligne. Yuki Tsunoda, septième, part en quatrième ligne, devant Lewis Hamilton. Pour la première fois en Q3 en 2024, Daniel Ricciardo partage la cinquième ligne avec Nico Hülkenberg.
Max Verstappen remporte sa cinquième victoire de la saison, la cinquante-neuvième de sa carrière, mais dans la difficulté car il doit composer avec la dégradation de ses pneus en fin de course et résister au retour de Lando Norris qui franchit la ligne d'arrivée, aileron arrière mobile ouvert, à seulement 725 millièmes de seconde. Charles Leclerc qui n'a pas pu se mêler à cette lutte finale, finit sur le podium, à sept secondes.
Le début de course ressemble à beaucoup d'épreuves disputées depuis 2022 : Verstappen s'élance en tête et creuse, dès le premier relais, un écart qui lui permet de rouler à sa main sans être menacé. Ainsi, il tient facilement Norris à un peu plus de six secondes, suivi par Leclerc et Sainz qui doit défendre sa quatrième place face à Piastri, très pressant. Les Mercedes roulent de concert derrière, sans pouvoir espérer mieux, et Pérez démontre à nouveau que la Red Bull RB20 n'a pas le même rendement entre ses mains. Les changements de pneus modifient la donne, à commencer par la quatrième place subtilisée par Piastri à Sainz grâce à un undercut parfaitement maîtrisé.
Verstappen, les McLaren et les Ferrari connaissent une deuxième partie de course liée à la bonne tenue des gommes dures chaussées lors du second relais. Ainsi, Leclerc se rapproche de Norris jusqu'à pouvoir ouvrir son DRS, puis décroche quand le Britannique hausse son rythme pour partir chasser Verstappen qui se plaint d'une dégradation excessive de ses pneumatiques : il glisse au point de risquer une pénalité pour trop de dépassements des limites de la piste. Norris, qui n'a pas ce problème, comble les six secondes d'écart pour animer, dans les dix derniers tours, une course assez avare en spectacle. Le pilote McLaren ouvre son aileron mobile dans la dernière ligne droite mais échoue sous le drapeau à damier à dépasser Verstappen. Les Mercedes d'Hamilton, sixième, et de Russell, septième après avoir effectué un arrêt supplémentaire pour s'attribuer le point bonus du meilleur tour dans sa cinquante-quatrième boucle, finissent loin du vainqueur, des McLaren et des Ferrari. Pérez, auteur d'une course insipide, termine huitième. Stroll, dernier pilote dans le tour du vainqueur, se classe neuvième devant Tsunoda qui prend le dernier point restant.
Au championnat, Verstappen (161 points) devance désormais, de 48 points, Leclerc (113 points) qui n'est pas sorti des quatre premiers en sept courses, et qui prend le dessus sur Pérez (107 points). Ce dernier n'a plus que six points d'avance sur Norris (101 points), suivi de Sainz (93 points). Plus loin, Piastri (53 points) est sixième devant Russell (44 points), Hamilton (35 points), Alonso (33 points) et Tsunoda, dixième avec 15 points. Chez les constructeurs, Red Bull (268 points) conserve une confortable avance sur Ferrari (212 points) dont la deuxième place n'est pas menacée par McLaren (154 points) solide troisième. Mercedes, qui ne compte au mieux qu'une cinquième place en course cette saison, navigue en quatrième position (79 points), suivie d'Aston Martin (44 points), Racing Bulls (20 points), Haas (7 points) et Alpine (1 point) ; en fond de classement évoluent Williams et Kick Sauber qui n'ont pas marqué.

### Grand Prix de Monaco
Pour son Grand Prix national, Charles Leclerc réalise la vingt-quatrième pole position de sa carrière et met fin à la série de huit départs en tête consécutifs de Max Verstappen, en se montrant le plus rapide lors de ses deux tentatives en Q3 au volant de sa Ferrari SF-24 ; il s'agit de sa troisième pole position à Monaco après 2021 et 2022, aucune n'ayant été convertie en victoire ou en podium. Les Red Bull RB20 étant en difficulté sur le tracé de la principauté (Sergio Pérez éliminé en Q1 et Verstappen sixième), les Ferrari et McLaren prennent la lumière, Oscar Piastri partant en première ligne tandis que la deuxième est composée de Carlos Sainz et Lando Norris. Cinquième, George Russell devance le leader du championnat sur la troisième ligne. Lewis Hamilton place sa W15 juste derrière, accompagné en quatrième ligne par Yuki Tsunoda. Alexander Albon et Pierre Gasly, qui composent la cinquième ligne, sont les premiers pilotes de leurs écuries, Williams et Alpine à atteindre la Q3 cette saison.
À l'issue d'une épreuve où les dix premiers au départ sont les mêmes à l'arrivée, Charles Leclerc remporte la victoire dont il a toujours rêvé, devant son public, sa famille et ses amis, arrachant même des larmes au Prince Albert II. Il obtient le sixième succès de sa carrière en contrôlant Oscar Piastri durant toute la course tandis que son coéquipier Carlos Sainz termine troisième en le protégeant, ralentissant Lando Norris juste derrière lui. Cette victoire de prestige vaut à Leclerc et à Frédéric Vasseur une plongée festive dans le port monégasque.
Juste après le départ, à la sortie de Sainte-Dévote, Sainz touche le flanc de la monoplace de Piastri et crève son pneu avant gauche ce qui le contraint à s'immobiliser dans l'échappatoire de Massenet. Plus loin dans un peloton qui s'engage dans la montée de Beau Rivage, Kevin Magnussen tente de s'infiltrer entre Sergio Pérez et le rail ; les monoplaces se touchent, partent en toupie, accrochant au passage Nico Hülkenberg qui ne peut les éviter. La RB20 est pulvérisée, les deux Haas au tapis et la piste jonchée de débris. Juste avant que ne soit brandi le drapeau rouge, Esteban Ocon attaque son coéquipier Pierre Gasly au virage du Portier, faute de place, l'Alpine d'Ocon s'engrène avec la roue avant de Gasly, décolle et retombe lourdement. Si Gasly peut continuer la course, Ocon, jugé coupable de l'accrochage, abandonne et écope d'une pénalité de cinq places de recul sur la grille de départ de Montréal. L'interruption de quarante-cinq minutes, durant laquelle les commissaires réparent notamment le rail à Beau Rivage, permet à Sainz de conserver le bénéfice de sa troisième place lors du second départ et aux pilotes partis en gommes medium de les changer pour des composants durs, avec la possibilité de rallier l'arrivée sans nouvel arrêt.
Au deuxième départ, dès le premier tour, le scénario de la course se met en place. En tête, Leclerc ménage ses pneus en accélérant uniquement aux endroits stratégiques pour empêcher Piastri de l'attaquer. L'écart se maintient ainsi autour de la seconde durant la majeure partie de l'épreuve. Derrière eux, Sainz ralentit Norris avec un objectif bien précis : le Britannique ne doit pas creuser un écart de plus de dix-neuf secondes sur Russell, en cinquième position, pour éviter qu'il puisse bénéficier d'un « arrêt gratuit » et devenir une menace pour les Ferrari. Sainz exécute parfaitement ce plan et ainsi, protège Leclerc qui, dans les dix derniers tours, augmente son rythme de course et repousse Piastri à plus de huit secondes en trois boucles. Il triomphe devant le drapeau à damier brandi par Kylian Mbappé, sous les vivats de la foule ; il est par ailleurs élu pilote du jour.
Sixième et septième, Verstappen et Hamilton, ayant creusé un écart suffisant sur leurs poursuivants, se chaussent de pneus neufs après le cinquantième tour dans le but marquer le point dévolu au détenteur du meilleur tour en course, le dernier mot revenant au pilote Mercedes dans son soixante-troisième tour ; Verstappen, censé rattraper Russell, n'y parvient pas. Tandis que les sept premiers se tiennent en quatorze secondes à l'arrivée, Tsunoda convertit sa bonne position sur la grille en prenant quatre points, à un tour du vainqueur. Albon marque les premiers points de Williams cette saison et termine devant Gasly qui hérite du dernier point en jeu. Tous les autres, qui ont offert les seuls dépassements de la course en fond de peloton, finissent à deux tours.
L'avance de Verstappen (169 points) en tête du championnat se réduit à 31 points sur Leclerc (138 points) alors que Norris (113 points) et Sainz (108 points) dépassent Pérez (107 points) qui recule au cinquième rang. Piastri (71 points) continue sa progression devant Russell (54 points), Hamilton (42 points), Alonso (33 points) et Tsunoda, dixième avec 19 points. Chez les constructeurs, Ferrari (252 points) se rapproche du leader Red Bull (276 points). Au troisième rang, McLaren (184 points) continue d'accumuler les gros points, presque le double de Mercedes (96 points), détaché par rapport à Aston Martin (44 points). Racing Bulls (24 points) est sixième, suivi par Haas (7 points), Williams qui ouvre son score, et Alpine (2 points) ; seul Kick Sauber n'a pas encore marqué.

### Grand Prix du Canada
Au volant d'une W15 en verve sur le tracé de l'Île Notre-Dame, George Russell obtient la deuxième pole position de sa carrière, presque deux ans après son premier départ en tête, en 2022 à Budapest. Il réalise sa meilleure performance dès sa première tentative en Q3, alors que Max Verstappen améliore en fin de séance pour le rejoindre en première ligne avec un temps identique. Très performantes aussi sur la piste resurfacée, les McLaren MCL38 occupent la deuxième ligne, Lando Norris devant Oscar Piastri. Daniel Ricciardo retrouve son brio en réalisant le cinquième temps, accompagné en troisième ligne par Fernando Alonso. N'ayant pas réussi à extraire de sa machine tout son potentiel en Q3, Lewis Hamilton se poste en quatrième ligne, devant Yuki Tsunoda, au moment où Racing Bulls annonce le conserver pour 2025. Lance Stroll et Alexander Albon composent la cinquième ligne, après qu'un coup de théâtre a marqué la Q2 avec l'élimination des deux Ferrari, incapables de faire correctement fonctionner leurs pneus. Charles Leclerc part onzième, Carlos Sainz douzième ; comme à Monaco, Sergio Pérez ne sort pas de la Q1.
Max Verstappen émerge en vainqueur d'une course disputée par une météo changeante sur une piste tour à tour très mouillée, sèche sur une seule trajectoire, arrosée à nouveau et complètement praticable par les pneus lisses pour finir. Il s'impose pour la troisième fois consécutive à Montréal, pour la sixième fois de la saison et la soixantième fois de sa carrière après avoir bénéficié, au moment opportun, d'une sortie de la voiture de sécurité, rendant à Lando Norris la monnaie de sa pièce par rapport aux événements menant à la victoire du Britannique au Grand Prix de Miami.
Plus rapide en piste lors du premier relais en pneus intermédiaires, Norris dépasse Verstappen puis Russell au vingtième tour, prend la tête de la course et se ménage une avance supérieure à dix secondes quand Logan Sargeant tape le mur au virage no 2, provoquant la sortie de la voiture de sécurité qui entre en piste alors que le pilote McLaren vient de dépasser l'entrée de la voie des stands ; ses poursuivants s'empressent, eux, de plonger dans les stands pour bénéficier d'un « arrêt gratuit ». Quand il s'arrête, une boucle plus tard, Norris se retrouve troisième et Verstappen leader ; il prend ensuite le meilleur sur Russell qui offre à Mercedes son premier podium de la saison. Aucune Ferrari ne rejoint l'arrivée.
Lewis Hamilton se classe quatrième après avoir bataillé avec Fernando Alonso puis dépassé Oscar Piastri en fin de course. Lance Stroll termine septième, derrière son coéquipier, Daniel Ricciardo confirme ses bonnes dispositions actuelles après sa cinquième place en qualifications en marquant ses quatre premiers points en Grand Prix et les Alpine profitent d'une stratégie optimale pour revenir de loin et entrer toutes deux dans les points, Pierre Gasly dépassant Esteban Ocon pour le gain de la neuvième place à un tour de l'arrivée. Victime de problèmes moteur, Leclerc abandonne après quarante tours, alors que son coéquipier Sainz abandonne sur une erreur de pilotage, entraînant Alexander Albon dans son crash au cinquante-deuxième tour. Le Thaïlandais avait réalisé un double dépassement spectaculaire au vingt-neuvième tour sur le mouillé, par l'extérieur sur Ricciardo puis par l'intérieur sur Ocon pour accéder à la zone des points.
Au classement du championnat, Verstappen (194 points) reprend 56 unités d'avance sur Leclerc (138) qui, s'il conserve sa deuxième place sans marquer, voit Norris (131 points) désormais sur ses talons ; suivent Sainz (108 points) et Pérez (107 points) qui rentrent bredouilles de Montréal. Sixième, Piastri (81 points) devance Russell (69 points), Hamilton (55 points), Alonso (41 points) et Tsunoda, dixième (19 points). Chez les constructeurs, Red Bull (301 points) se ménage une avance de 49 points sur Ferrari (252 points) qui voit revenir McLaren (212 points). Encore loin du podium, Mercedes (124 points) conserve deux fois plus de points que le cinquième Aston Martin (58 points) ; suivent Racing Bulls (28 points), Haas (7 points), Alpine (5 points) et Williams (2 points). Seul Kick Sauber n'a pas encore marqué.

### Grand Prix d'Espagne

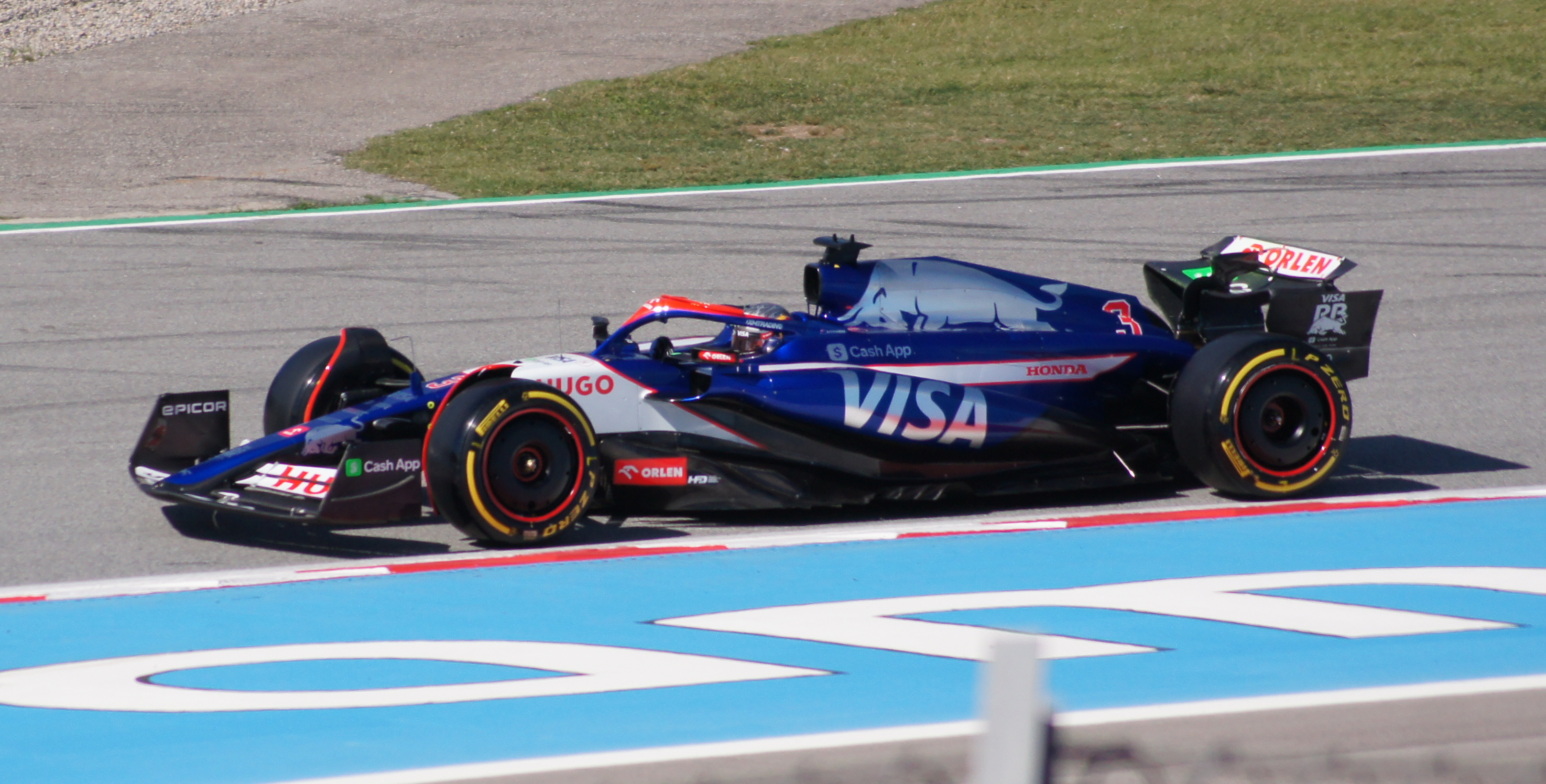
Daniel Ricciardo au Grand Prix d'Espagne 2024.

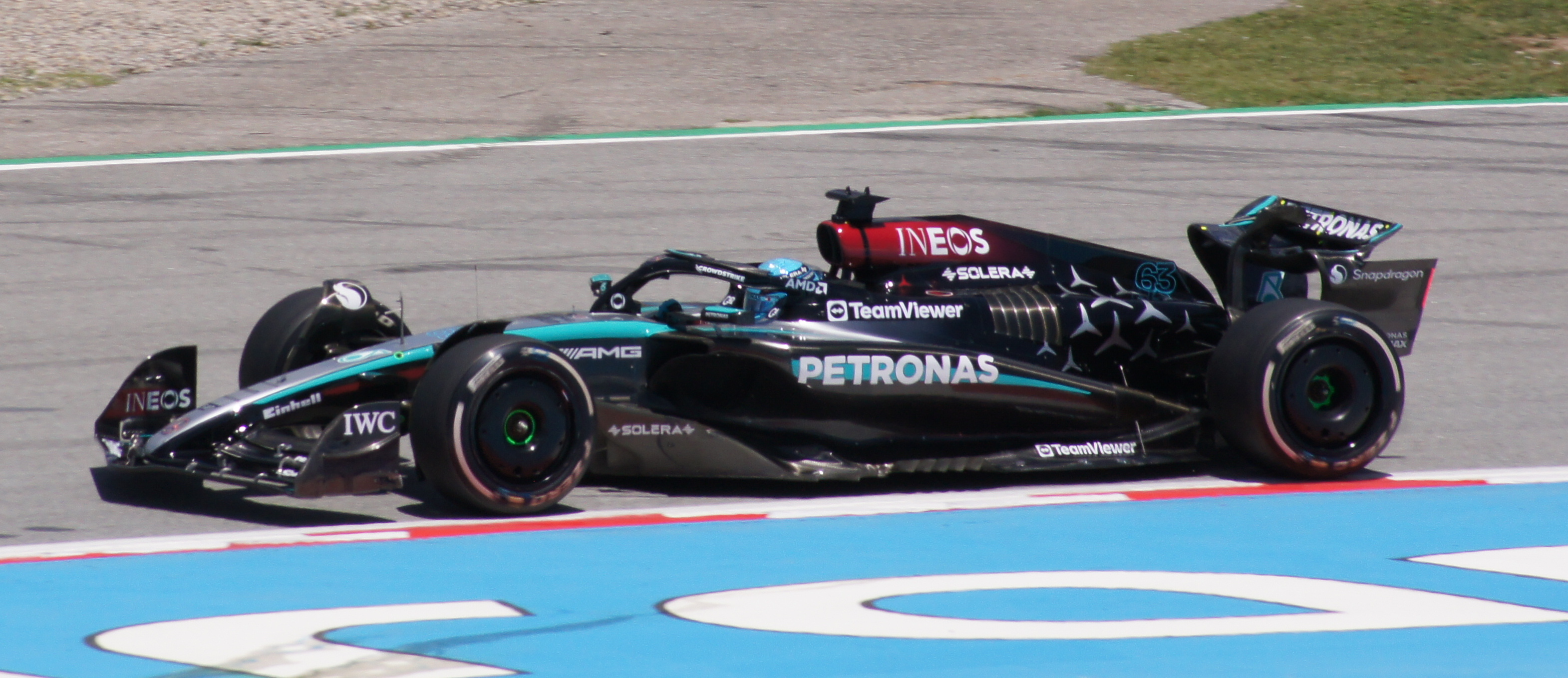
George Russell au Grand Prix d'Espagne 2024.

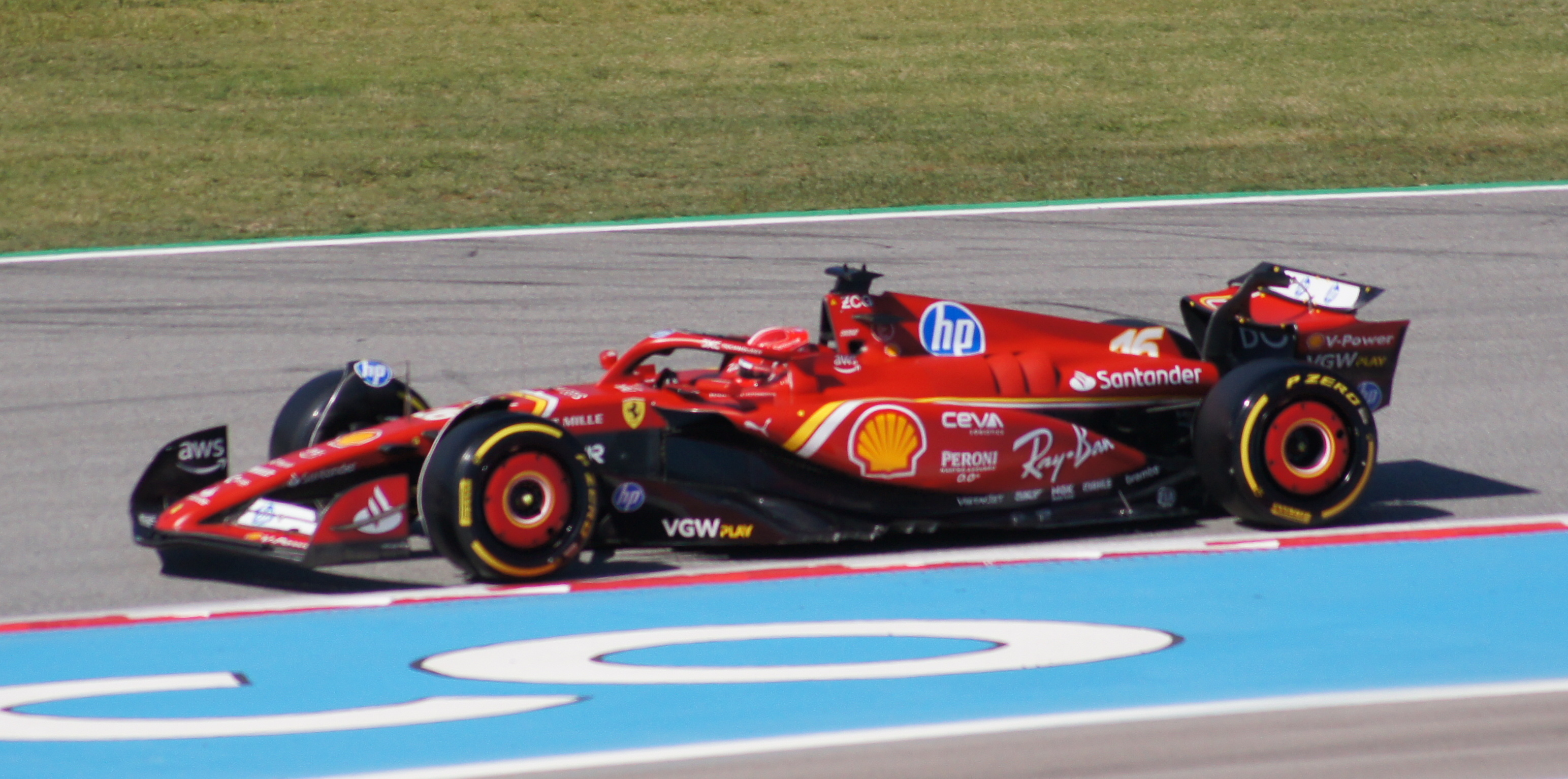
Charles Leclerc au Grand Prix d'Espagne 2024.

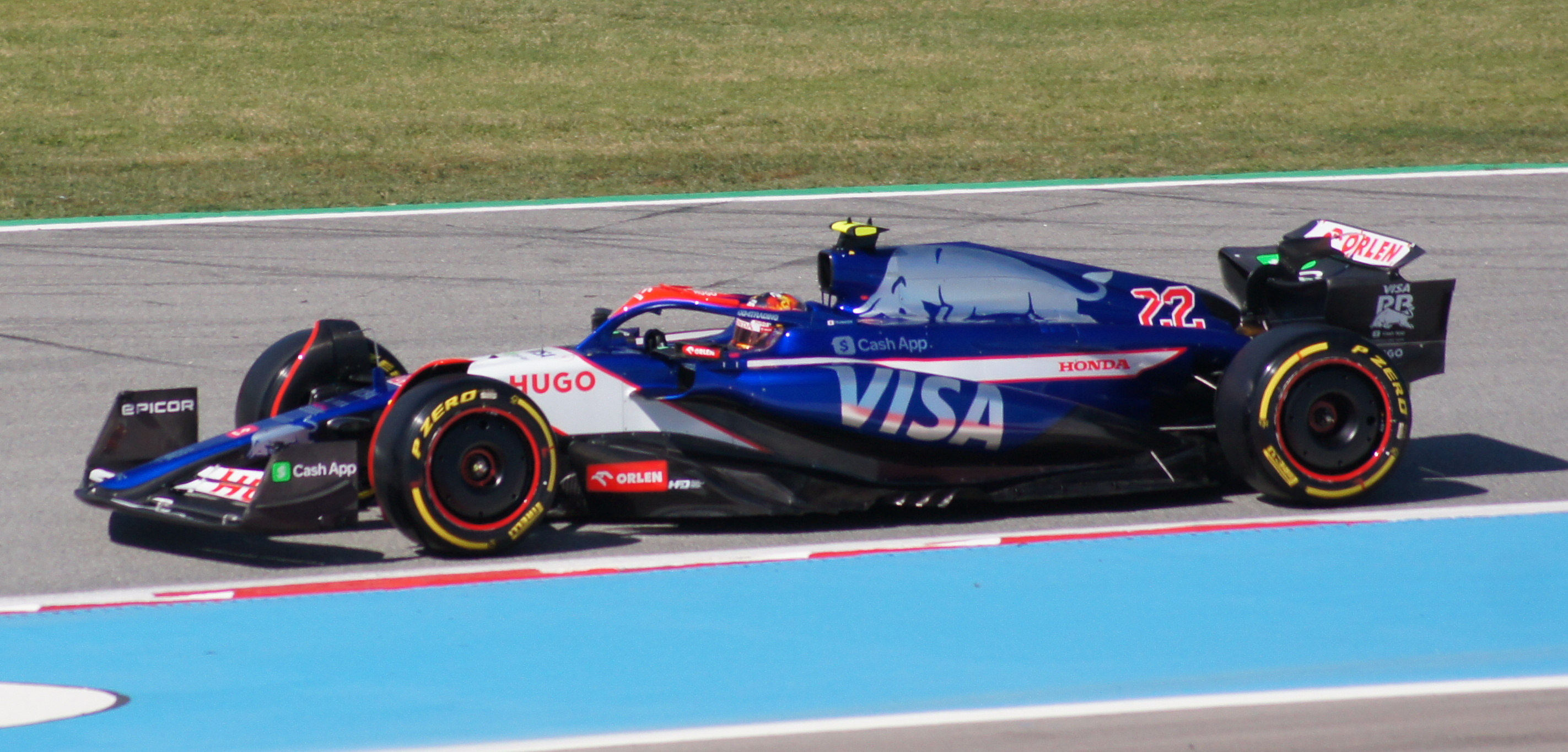
Yuki Tsunoda au Grand Prix d'Espagne 2024.

Lando Norris confirme la forme actuelle des McLaren MCL38 en surprenant Max Verstappen lors des qualifications : lors de sa deuxième tentative en Q3, il le bat de vingt millièmes de seconde pour réaliser la deuxième pole position de sa carrière, après celle obtenue à Sotchi en 2021. Derniers pilotes à réaliser un temps, les pilotes Mercedes, Lewis Hamilton et George Russell, se partagent la deuxième ligne, séparés par deux millièmes de seconde. Les écarts sont tout aussi faibles pour devancer les Ferrari de Charles Leclerc, cinquième, et de Carlos Sainz qui s'élancent de la troisième ligne. Pour la première fois de la saison, les deux Alpine atteignent la dernière phase qualificative : Pierre Gasly part septième, sur la quatrième ligne, devant Esteban Ocon. En cinquième ligne, Oscar Piastri, qui n'a pas établi de temps en Q3, et Fernando Alonso, éliminé en Q2, sont neuvième et dixième à la suite de la pénalité infligée à Sergio Pérez, auteur du huitième temps, qui recule de trois places.
Max Verstappen remporte sa septième victoire de la saison, la soixante-et-unième de sa carrière, là où, huit ans plus tôt, il a gagné sa première. S'il ne domine pas autant qu'en 2022 et surtout 2023, il gagne sans trop de difficultés : sans creuser un écart abyssal sur la concurrence, il maîtrise tout du long Lando Norris, qui termine à deux secondes et s'affirme désormais comme son principal rival, et qui de l'avis du vainqueur comme du sien, avait, sur la piste catalane, « la voiture la plus rapide du plateau ». Lewis Hamilton monte sur son premier podium de la saison, le 198e de sa carrière et établit un nouveau record de dix-huit saisons consécutives avec au moins une place parmi les trois premiers. Parti quatrième, George Russell finit à la même place, juste devant Charles Leclerc et Carlos Sainz, sixième.
À l'extinction des feux, Russell bondit de son quatrième emplacement sur la grille et enroule le premier virage par l'extérieur pour en ressortir en tête devant Verstappen et Norris qui rate son envol. Au bout de deux tours, le leader du championnat reprend le commandement et commence à s'échapper. Dans une course à deux arrêts pour chacun, la bagarre fait rage à tous les étages pour les meilleures places, notamment entre les pilotes Ferrari, et entre Russell et Hamilton. Lorsque les stratégies s'affinent, Norris, qui paye son départ raté, choisit de décaler son arrêt. Deuxième à partir du quinzième tour quand Russell rentre au stand, il effectue un premier relais plus long de six tours que son rival néerlandais, mais rien n'y fait. Alors que Pérez peine autour de la neuvième place durant la majeure partie de l'épreuve, la RB20 reste redoutable entre les mains de Verstappen qui ne ménage pas ses efforts. En fin de course, sur le dernier relais, Norris se rapproche et obtient le point bonus du meilleur tour dans sa 51e boucle, Hamilton double Russell pour accéder au podium, Leclerc dépasse Sainz pour la cinquième place et revient sur Russell tandis que Piastri remonte jusqu'au septième rang. Pérez, en dépassant Gasly, s'adjuge la huitième place dans le dernier tour ; les deux Alpine finissent dans les points, comme à Montréal, avec l'unité restante pour Ocon.
Lando Norris, avec 150 points, est désormais le nouveau dauphin de Max Verstappen qui mène le championnat avec 219 points. Charles Leclerc (148 points) recule à la troisième place, Carlos Sainz (116 points) reste quatrième devant Sergio Pérez (111 points). Oscar Piastri (87 points) et George Russell (81 points) se suivent de près devant Lewis Hamilton (70 points). Fernando Alonso (41 points) est neuvième, suivi par Yuki Tsunoda (19 points). Chez les constructeurs, Red Bull (330 points) possède 60 unités d'avance sur Ferrari (270 points), talonné par McLaren (237 points). Mercedes (151 points) occupe la quatrième place devant Aston Martin (58 points), Racing Bulls (28 points), Alpine (8 points), qui passe devant Haas (7 points) et Williams (2 points). Après dix courses, Kick Sauber ne compte toujours aucun point.

### Grand Prix d'Autriche

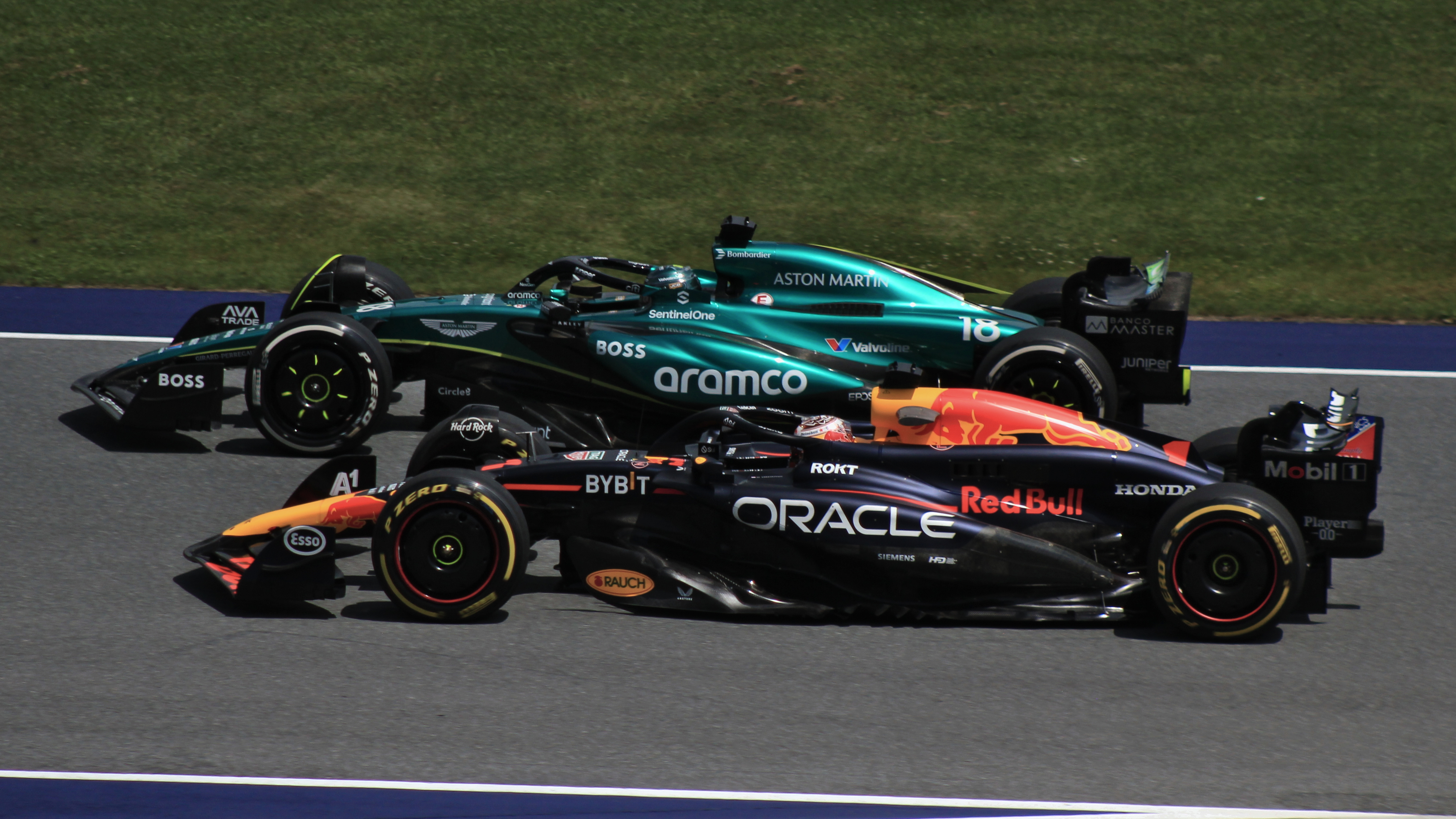
Lance Stroll et Max Verstappen au Grand Prix d'Autriche 2024.

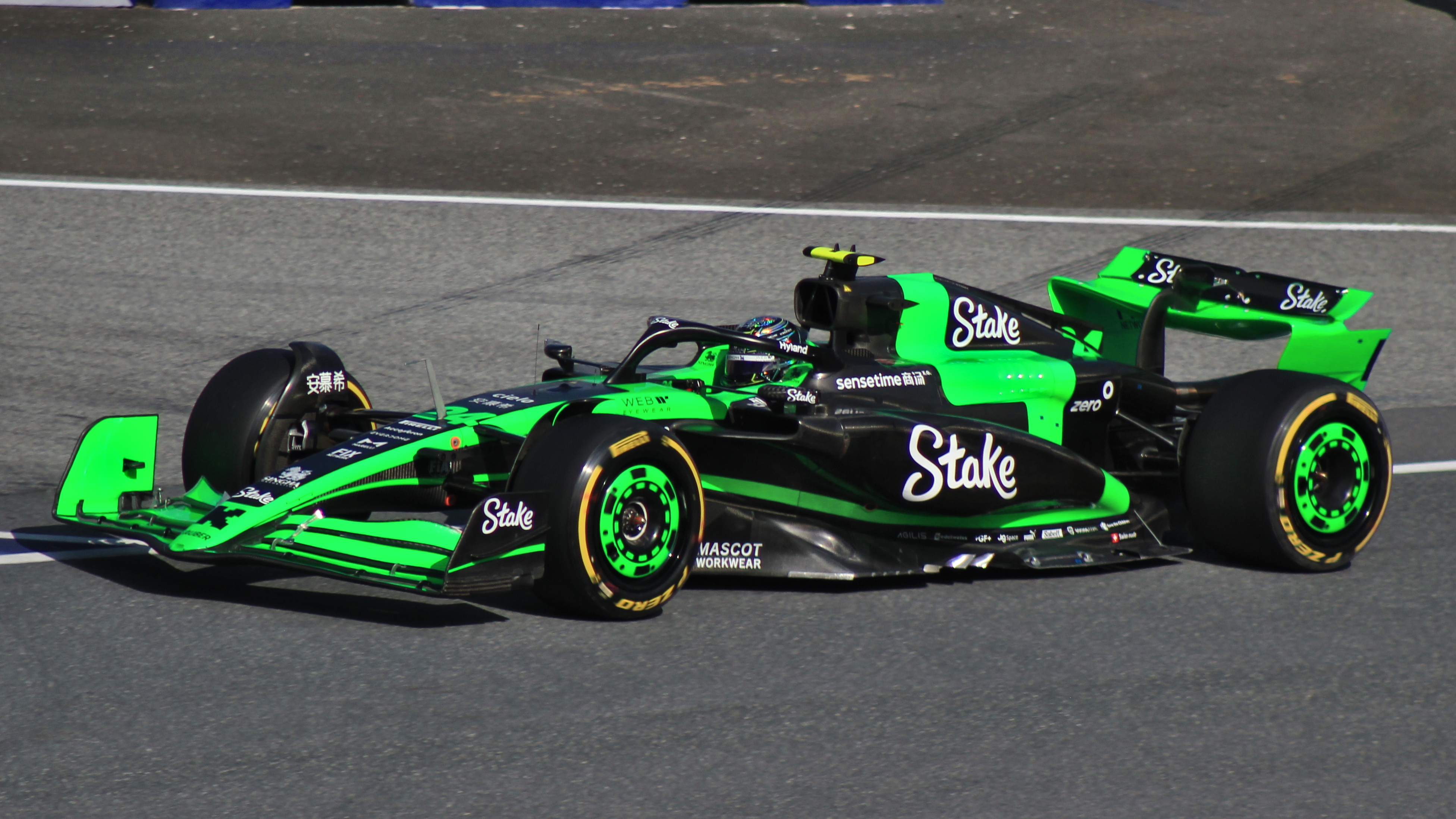
Guanyu au Grand Prix d'Autriche 2024.

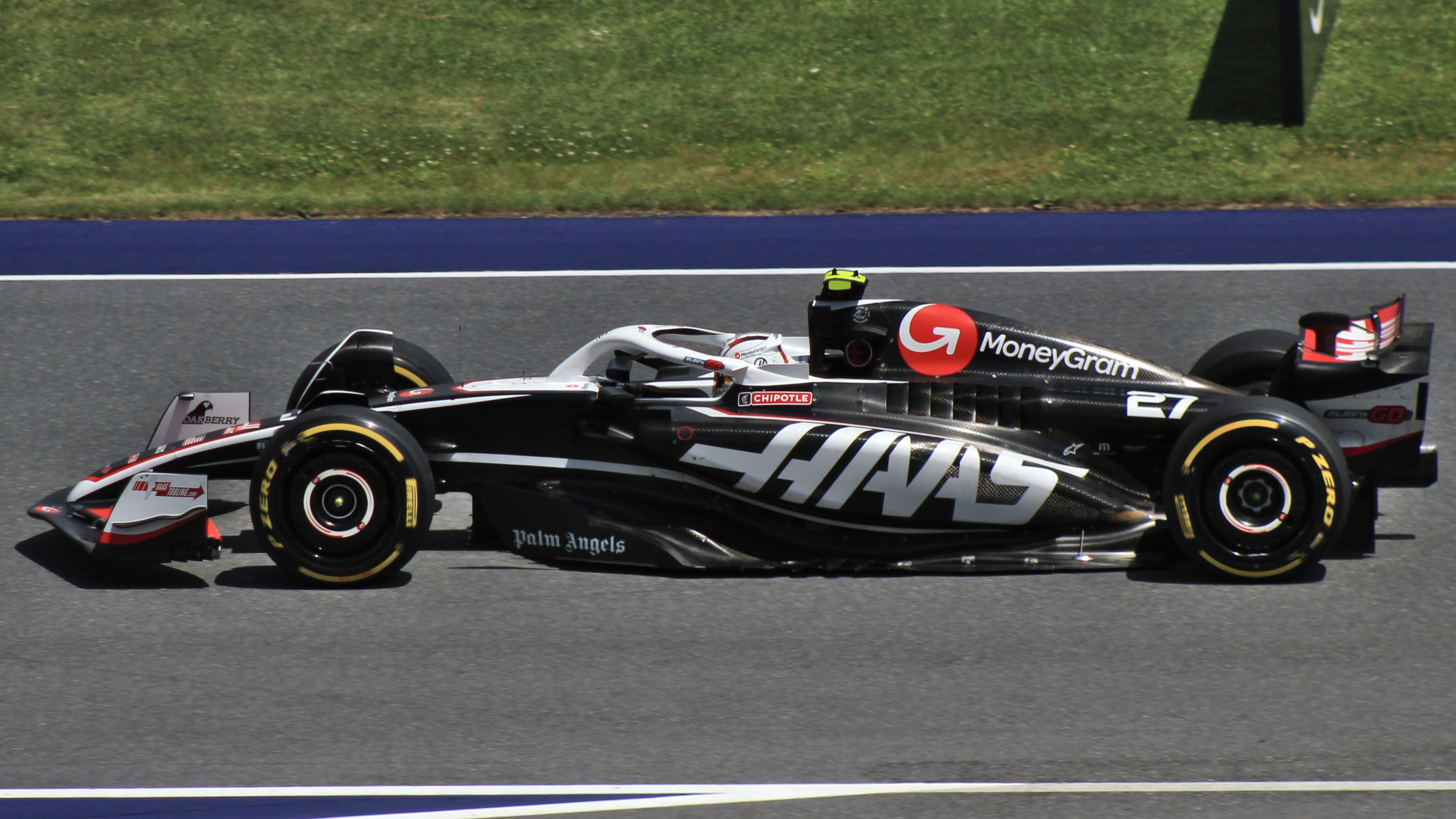
Nico Hülkenberg au Grand Prix d'Autriche 2024.

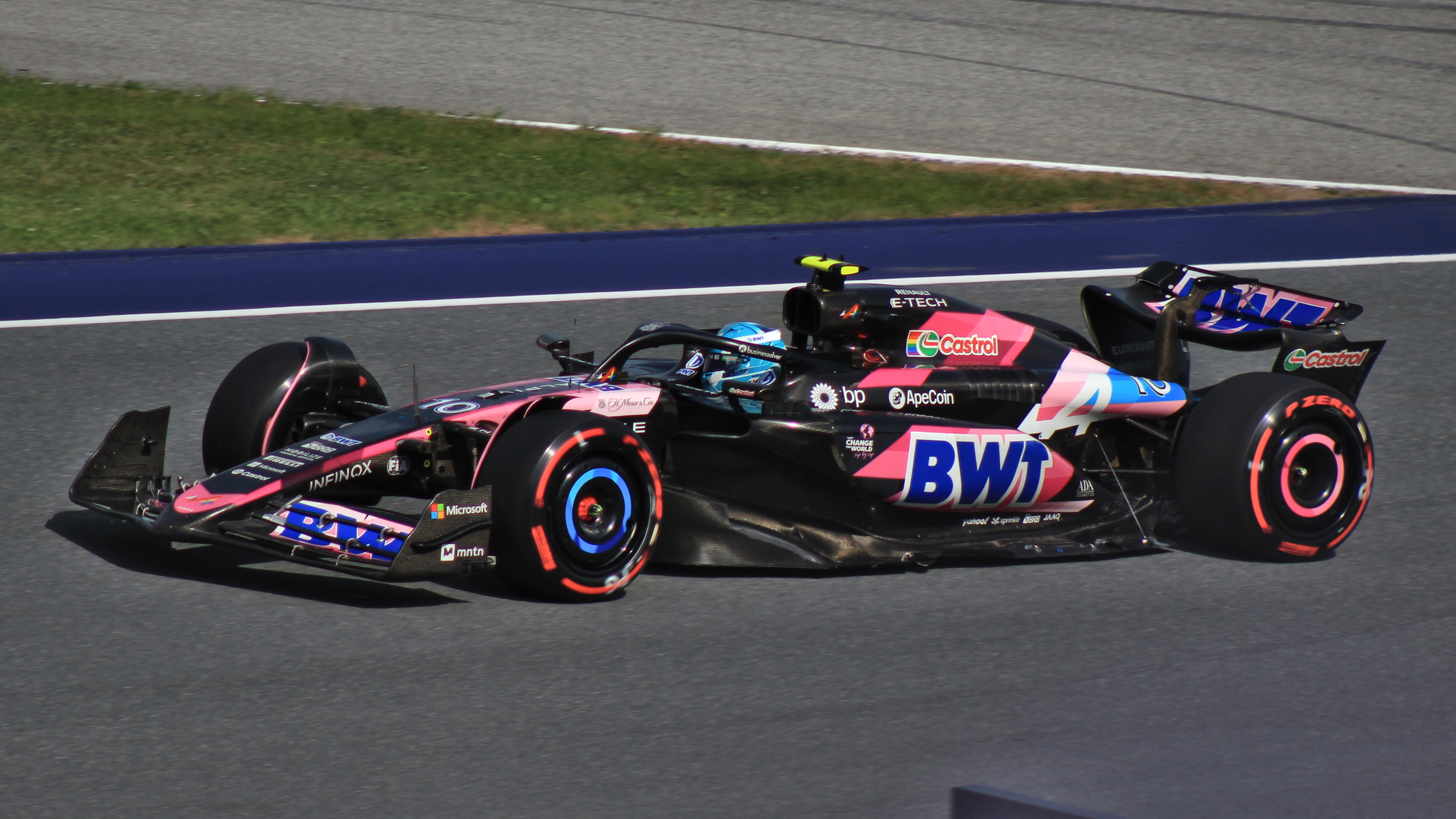
Pierre Gasly au Grand Prix d'Autriche 2024.

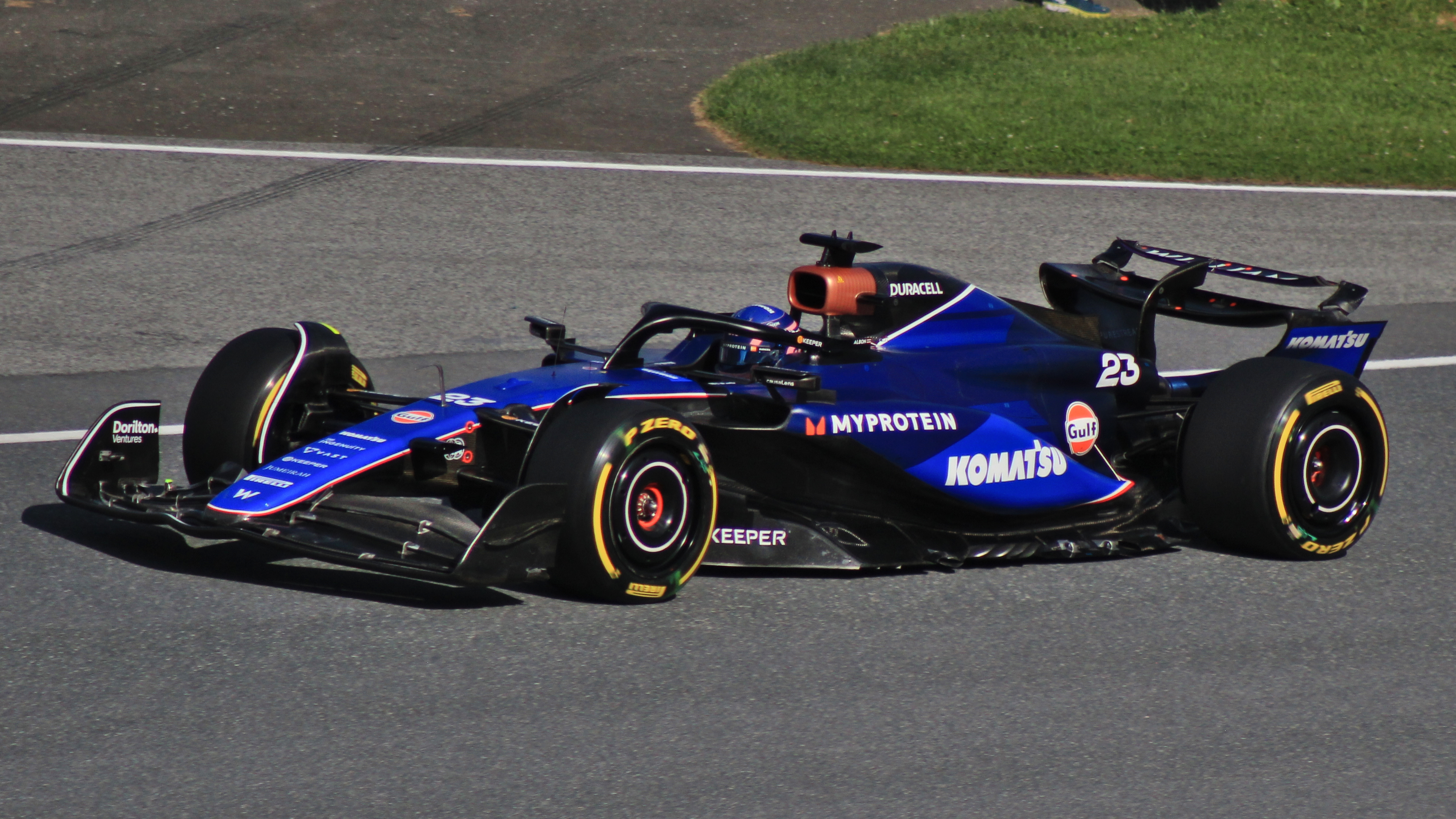
Alexander Albon au Grand Prix d'Autriche 2024.

Le départ du tour de formation de la troisième course sprint de la saison est avorté à cause d'un photographe présent sur la piste ; la direction de course ordonne une nouvelle boucle d'installation et l'épreuve est amputée d'un tour. Verstappen conserve la tête au départ tandis que Lando Norris contient Oscar Piastri, suivi de Russell, Sainz et Hamilton. Dès le premier tour, Piastri tente, en vain, de doubler Norris tandis que Sainz passe Russell. Lorsque l'aileron mobile est autorisé, Norris, talonné par Piastri, attaque Verstappen dans la descente vers Schlossgold, sans succès. Norris retente sa chance au tour suivant mais le Hollandais le serre à gauche et garde l'avantage. Au cinquième tour, Norris plonge à l'intérieur à Remus et dépasse Verstappen ; à la réaccélération, le Néerlandais bénéficie d'une meilleure traction, ouvre son aileron arrière mobile et repasse en tête tandis que Norris vire au large et se fait doubler par Piastri par l'extérieur au virage Rauch. Au onzième tour, Verstappen repousse Piastri à plus d'une seconde ce qui l'empêche d'utiliser son DRS. Norris, qui a déjà reçu deux avertissements pour le franchissement des limites de la piste, cesse ses attaques sur son coéquipier et la course perd en intensité. Max Verstappen remporte le Sprint devant Piastri et Norris ; George Russell finit quatrième devant Carlos Sainz, Lewis Hamilton et Charles Leclerc, le dernier point revenant à Sergio Pérez ; les huit pilotes en tête du championnat ont tous marqué des points lors de ce sprint.
Quatre heures plus tard, après un résultat jamais encore vu en Q1 (l'écart entre le premier et le dernier est inférieur à 8 dixièmes de seconde), Verstappen survole les qualifications : lors de la deuxième phase, il établit un temps de 1 min 04 s 577 et relègue la concurrence à une demi-seconde ; seul pilote à améliorer ce temps lors de la Q3, il obtient la quarantième pole position de sa carrière, sa huitième de la saison. Norris, en première ligne à quatre dixièmes de seconde, estime que le Néerlandais évolue « dans une ligue à part ». Piastri perdant le bénéfice de son meilleur temps pour être sorti des limites de la piste, Russell hérite de la troisième place et s'élance devant Sainz en deuxième ligne ; mêmes couleurs et même ordre sur la troisième ligne avec Hamilton et Leclerc. Piastri, septième, part aux côtés de Pérez tandis que Nico Hülkenberg et Esteban Ocon occupent la cinquième ligne.
George Russell expliquait avant la course qu'il allait laisser Max Verstappen et Lando Norris se battre à l'avant et se tiendrait prêt à ramasser la mise en cas d'accrochage entre les deux. À huit boucles de l'arrivée, Norris lance une énième manœuvre de dépassement dans le virage no 3 ; Verstappen se décale au freinage et le percute, ce qui provoque une double crevaison. Alors que Britannique regagne son stand avec un pneumatique en lambeaux qui détruit sa carrosserie et son fond plat, il reçoit cinq secondes de pénalité pour avoir trop souvent dépassé les limites de la piste en tentant, depuis plusieurs tours déjà, de ravir la tête au leader du championnat ; il effectue sa pénalité et abandonne tandis que le Néerlandais ressort des stands en cinquième position. Russell obtient ainsi la deuxième victoire de sa carrière après São Paulo 2022, une délivrance pour Mercedes qui n'avait plus gagné depuis tout ce temps. Un tour après l'accrochage Norris-Verstappen, Oscar Piastri dépasse Carlos Sainz par l'extérieur dans le virage Würth et prend la deuxième place.
Alors que la procédure de voiture de sécurité virtuelle est enclenchée pour permettre aux commissaires de ramasser des débris semés par Norris, Russell n'a que deux secondes d'avance sur Piastri. À la relance, Russell accroît l'écart sur l'Australien à trois secondes, Sainz étant une seconde derrière ; suivent Hamilton, Verstappen qui, jugé responsable de la collision avec Norris, reçoit dix secondes de pénalité, Pérez, Magnussen, Ricciardo et Gasly.Dans l'avant-dernier tour Pérez double Hülkenberg à Remus mais le pilote Haas reprend l'avantage grâce à son aileron arrière mobile dans le virage no 4. Après avoir chaussé des pneus frais, Fernando Alonso chausse des pneumatiques neufs et établit le meilleur tour en course.
Russell remporte donc le Grand Prix devant Piastri et Sainz ; Hamilton se classe quatrième devant Verstappen qui ne perd pas de place malgré sa pénalité. En terminant sixième et huitième, Hülkenberg et Magnussen, qui encadrent Pérez, marquent 12 points pour Haas. Ricciardo et Gasly prennent les derniers points en lice.
Avec 237 points, Max Verstappen mène le championnat devant Norris (156 points) et Charles Leclerc (150 points). Carlos Sainz (135 points) reste quatrième devant Sergio Pérez (118 points), désormais talonné par Oscar Piastri (112 points) et George Russell (111 points). Plus loin, Lewis Hamilton pointe au huitième rang (70 points), Fernando Alonso (41 points) est neuvième, suivi par Yuki Tsunoda (19 points). Chez les constructeurs, Red Bull (355 points) possède 64 unités d'avance sur Ferrari (291 points), talonné par McLaren (268 points). Mercedes (196 points) occupe la quatrième place devant Aston Martin (58 points), Racing Bulls (30 points), Haas (19 points) qui passe devant Alpine (9 points) et Williams (2 points). Après onze courses, Kick Sauber ne compte toujours aucun point.

### Grand Prix de Grande-Bretagne

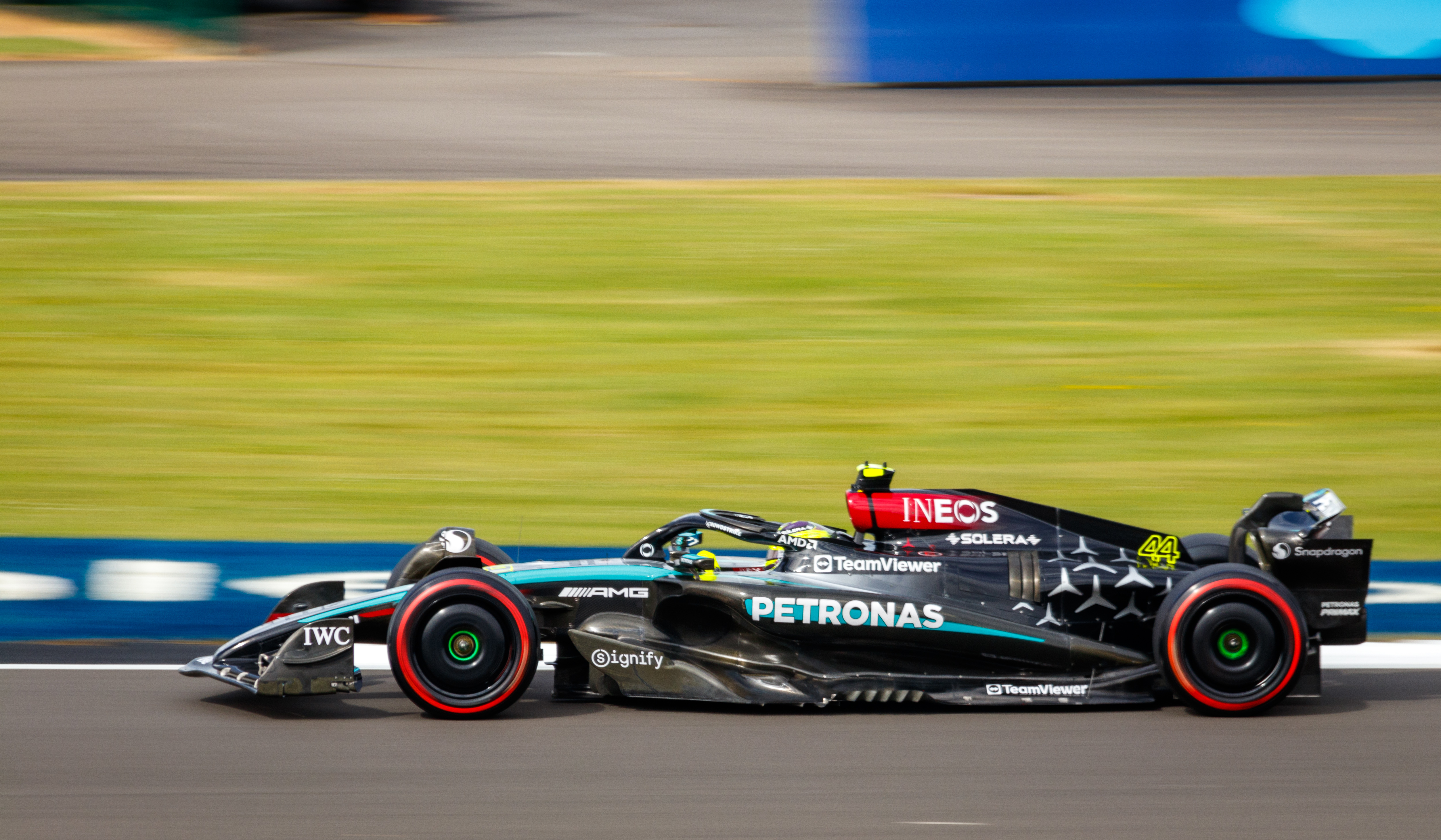
Lewis Hamilton, à nouveau vainqueur, au Grand Prix de Grande-Bretagne 2024.

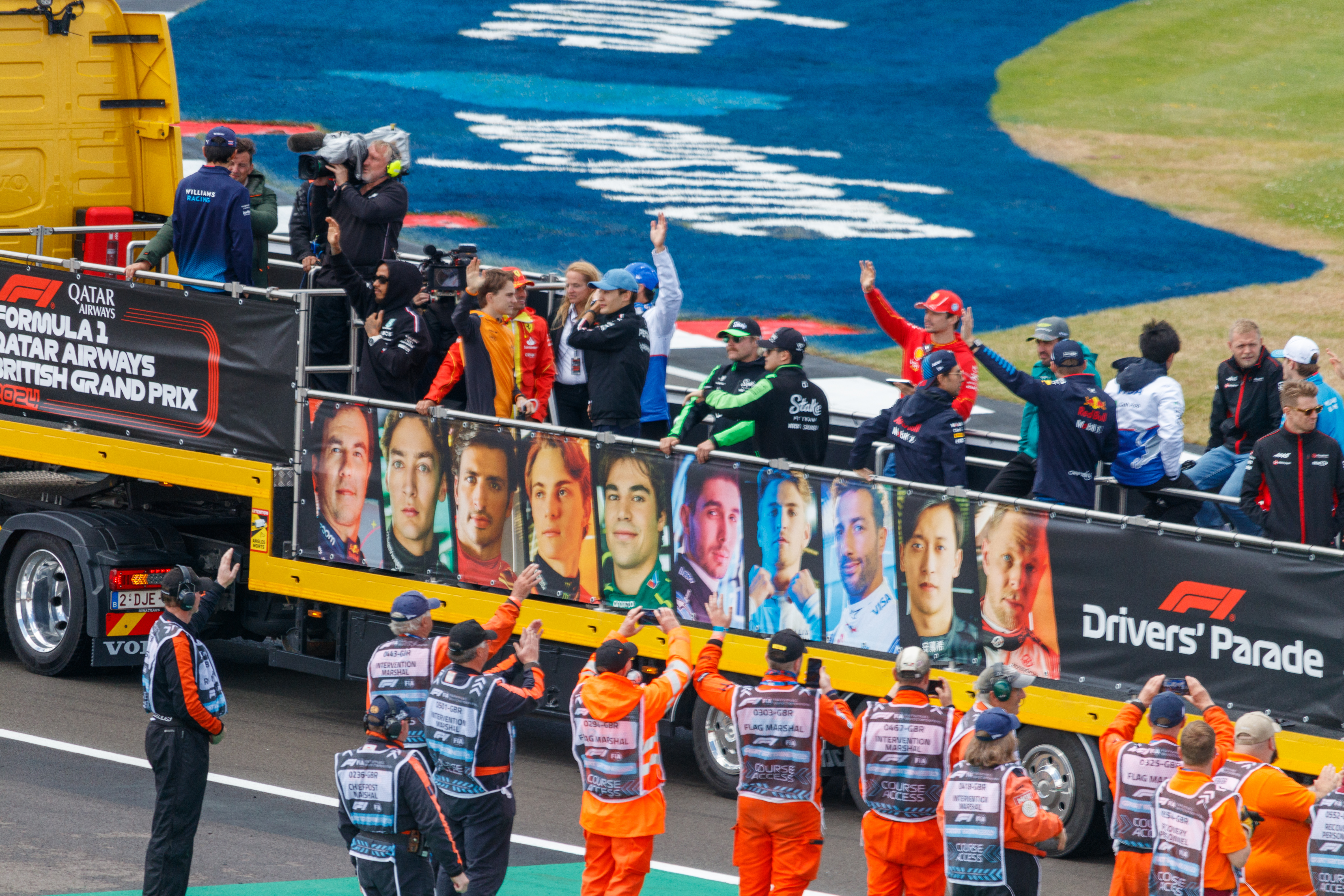
Parade des pilotes.

La séance de qualifications débute sur une piste très humide avec les pneumatiques intermédiaires ; en fin de Q1, certains chaussent les pneus tendres et Sergio Pérez termine dans le bac à graviers de Copse. À trois minutes de la fin de la Q3, pour sa dernière tentative, Lewis Hamilton réalise le meilleur temps tandis que Max Verstappen ne peut faire mieux que quatrième. George Russell obtient, dans la foulée, la troisième pole position de sa carrière, sa première pour son Grand Prix national. Derrière les pilotes Mercedes qui verrouillent pour la 84e fois la première ligne, ce qui constitue un nouveau record, Lando Norris complète un trio britannique au départ du Grand Prix de Grande-Bretagne. Verstappen s'élance quatrième tandis que la troisième ligne est constituée d'Oscar Piastri et Nico Hülkenberg ; suivent Carlos Sainz Jr. et Lance Stroll qui devancent une cinquième ligne occupée par Alexander Albon et Fernando Alonso.
Devant son public, au terme de 52 de tours d'une course ponctuée par des aléas météorologiques, Lewis Hamilton obtient la 104e victoire de sa carrière après 57 Grands Prix de disette pour le septuple champion du monde britannique, la dernière victoire remontant au 5 décembre 2021, à Djeddah ; aucun pilote ne s'était imposé en Formule 1 après 300 départs, aucun n'avait gagné neuf fois le même Grand Prix sur le même circuit et aucun ne s'était imposé dix-sept ans après son premier succès. Pour l'emporter devant une foule aux anges, Hamilton fait parler sa science des conditions d'adhérence sur tracé humide, et bénéficie des errements stratégiques de McLaren, pour devancer Max Verstappen, Lando Norris et Oscar Piastri.
Au départ, Verstappen prend le meilleur sur Norris et s'installe en troisième position d'une course menée par Russell devant Hamilton. Dès l'apparition de la pluie, après dix-huit tours, Hamilton se joue des conditions de piste, mouillée par endroits, sèche à d'autres, et dépasse rapidement son coéquipier pour prendre les commandes. Les pilotes McLaren brillent ensuite, en pneus lisses, par cette météo toute britannique : Norris dépasse en effet Verstappen, Russell et Hamilton et s'empare de la tête ; son coéquipier Piastri réalise la même série de dépassements pour accéder à la deuxième position. Alors que la piste commence à sécher, une nouvelle averse s'abat sur Silverstone et, au vingt-septième tour, les premiers rentrent simultanément au stand pour chausser des pneus intermédiaires hormis Piastri qui, sur consigne de son stand, effectue un tour supplémentaire qui ruine ses espoirs de victoire.
Après cette première séquence d'arrêts, Norris mène, sans être inquiété par Hamilton suivi de Verstappen alors que Russell abandonne en raison d'une fuite d'eau. En bagarre avec Piastri pour la quatrième place, Sainz sauve l'honneur de Ferrari quand Leclerc se perd dans les profondeurs du classement. La trajectoire s'assèche à nouveau et la course se joue au trente-huitième tour lorsque le pilote Mercedes délaisse ses gommes sculptées pour des pneus tendres alors que Verstappen opte pour des gommes dures. Non seulement Norris effectue un tour de plus mais il glisse au freinage et rate son emplacement devant son box, ce qui lui fait perdre de précieuses secondes : quand il reprend la piste, en pneus medium, Hamilton est déjà passé. Il conserve jusqu'au bout sa première place, Verstappen revenant dans ses rétroviseurs en exploitant au mieux ses pneumatiques qui lui ont permis de reléguer Norris en troisième position. Une immense clameur jaillit des gradins quand Brian May abaisse le drapeau à damier. Piastri s'adjuge la quatrième place devant Sainz qui obtient le point bonus du meilleur tour à une boucle de l'arrivée alors que Leclerc finit quatorzième. Auteur d'une course solide, Hülkenberg termine sixième, devant les pilotes Aston Martin, Stroll et Alonso. Dans le même tour que le vainqueur, Albon apporte deux points à Williams et Tsunoda prend l'unité restante.
Avec 255 points, Max Verstappen augmente encore son avance au championnat sur ses poursuivants, Lando Norris (171 points) et Charles Leclerc (150 points). Carlos Sainz (146 points) reste quatrième devant Oscar Piastri (124 points) qui dépasse Sergio Pérez (118 points), désormais talonné par George Russell (111 points) et Lewis Hamilton (110 points). Plus loin, Fernando Alonso (45 points) est neuvième, suivi par Lance Stroll (23 points) et Nico Hülkenberg (22 points). Chez les constructeurs, Red Bull (373 points) possède 71 unités d'avance sur Ferrari (302 points), talonné par McLaren (295 points). Mercedes (221 points) occupe la quatrième place devant Aston Martin (68 points), Racing Bulls (31 points) et Haas (27 points), Alpine (9 points) et Williams (4 points). Après douze courses, Kick Sauber ne compte toujours aucun point.

### Grand Prix de Hongrie
Avec 265 points, Max Verstappen conserve la tête du championnat devant Lando Norris (189 points) et Charles Leclerc (162 points). Carlos Sainz (154 points) reste quatrième devant Oscar Piastri (149 points) et Lewis Hamilton (125 points), qui dépasse de peu Sergio Pérez (124 points), lui-même talonné par George Russell (111 points). Plus loin, Fernando Alonso (45 points) est neuvième, suivi par Lance Stroll (24 points) et Nico Hülkenberg (22 points). Chez les constructeurs, Red Bull (389 points) possède 51 unités d'avance sur McLaren (338 points) qui prend le dessus sur Ferrari (322 points). Mercedes (241 points) occupe la quatrième place devant Aston Martin (69 points), Racing Bulls (33 points) et Haas (27 points), Alpine (9 points) et Williams (4 points). Après treize courses, Kick Sauber ne compte toujours aucun point.

### Grand Prix de Belgique
Avec 277 points, Max Verstappen conserve la tête du championnat devant Lando Norris (199 points) et Charles Leclerc (177 points). Oscar Piastri (167 points) est désormais quatrième devant Carlos Sainz (162 points) qui voit revenir Lewis Hamilton (150 points) ; Sergio Pérez (131 points) est septième, devant George Russell (116 points). Plus loin, Fernando Alonso (49 points) reste neuvième, suivi par Lance Stroll (24 points) et Nico Hülkenberg (22 points). Chez les constructeurs, Red Bull (408 points) possède 42 unités d'avance sur McLaren (366 points) qui précède Ferrari (345 points). Mercedes (266 points) occupe la quatrième place devant Aston Martin (73 points), Racing Bulls (34 points) et Haas (27 points), Alpine (11 points) et Williams (4 points). Après quatorze courses, Kick Sauber ne compte toujours aucun point.

### Grand Prix des Pays-Bas

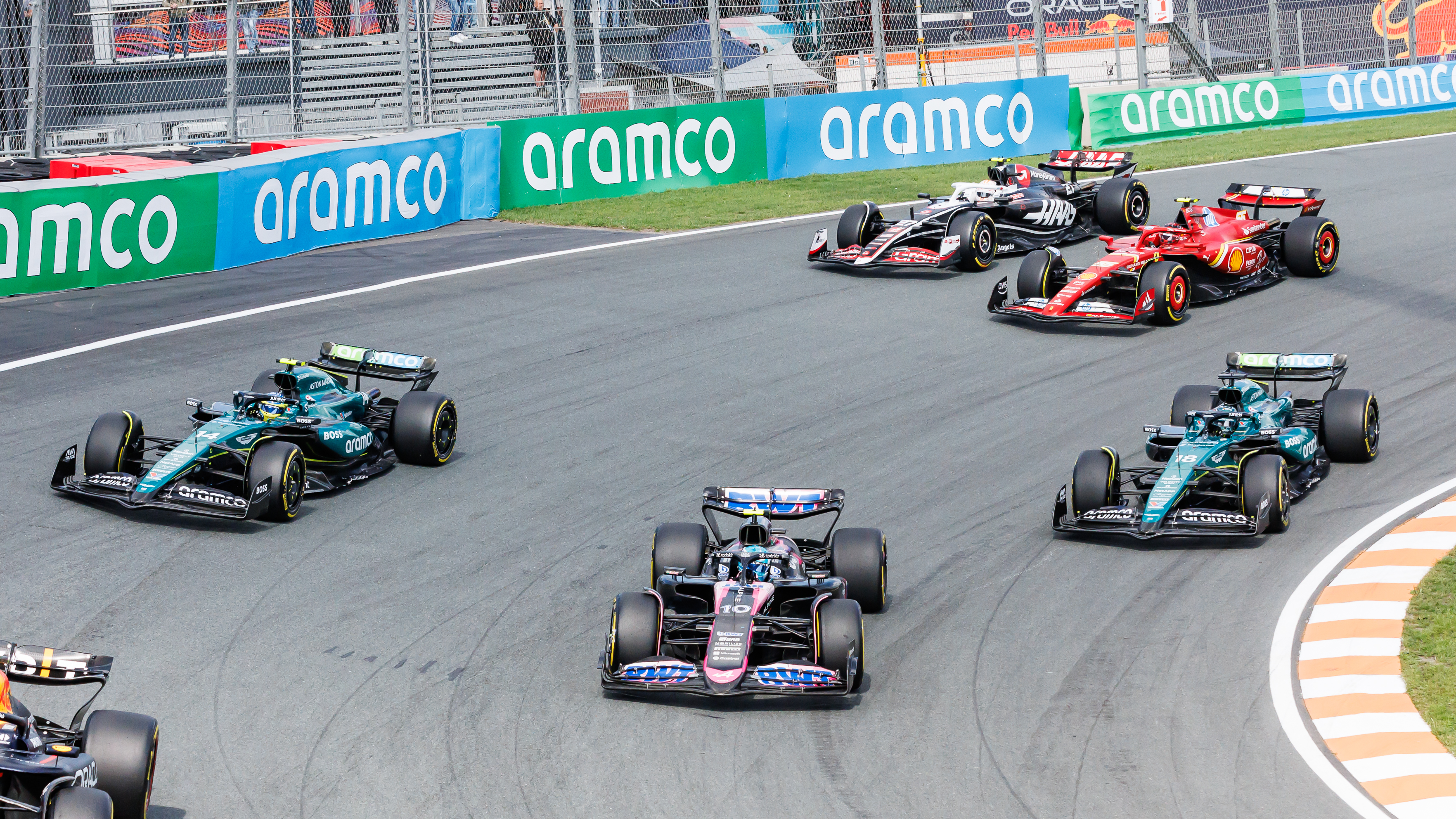
Peloton lors du premier tour du Grand Prix des Pays-Bas 2024.

Avec 295 points, Max Verstappen conserve la tête du championnat devant Lando Norris (225 points) et Charles Leclerc (192 points). Oscar Piastri (179 points) est quatrième devant Carlos Sainz (172 points) et Lewis Hamilton (154 points) ; Sergio Pérez (139 points) est septième, devant George Russell (122 points). Plus loin, Fernando Alonso (50 points) reste neuvième, suivi par Lance Stroll (24 points) et Nico Hülkenberg (22 points). Chez les constructeurs, Red Bull (434 points) ne possède plus que 30 unités d'avance sur McLaren (404 points) qui précède Ferrari (370 points). Mercedes (276 points) occupe la quatrième place, loin devant devant Aston Martin (74 points), Racing Bulls (34 points) et Haas (27 points), Alpine (13 points) et Williams (4 points). Après quinze courses, Kick Sauber ne compte toujours aucun point.

### Grand Prix d'Italie
Dominateur en Q3, Lando Norris obtient sa quatrième pole position de la saison, la cinquième de sa carrière. Avec Oscar Piastri à 109 millièmes de seconde, McLaren verrouille la première ligne pour la soixante-quatrième fois de son histoire et pour la deuxième fois de la saison après Budapest. George Russell réalise le troisième temps pour obtenir un départ en deuxième ligne, devant Charles Leclerc, déçu. Carlos Sainz précède Lewis Hamilton sur la troisième ligne alors que les Red Bull RB20 sont à nouveau en difficulté : Max Verstappen est septième devant son coéquipier Sergio Pérez. Alexander Albon et Nico Hülkenberg forment la cinquième ligne.
Grâce à une stratégie audacieuse consistant à n'effectuer qu'un seul changement de pneumatiques et à une technique de pilotage lui permettant de ménager, durant trente-huit tours, son train de gommes dures, Leclerc fait exploser de joie les centaines de milliers de tifosi du Parco Reale de Monza, en battant les McLaren pour s'imposer pour la seconde fois de la saison après Monaco et pour la septième fois dans sa carrière. Dépités, Piastri et Norris l'accompagnent sur le podium.
L'étonnante statistique qui veut que, depuis ses débuts en Formule 1, Lando Norris n'a jamais bouclé un premier tour en tête depuis la pole position se vérifie sur la piste lombarde. Dès la variante della Roggia, Piastri l'attaque par l'extérieur et ressort en tête de la chicane. Surpris, Norris se fait également dépasser par Leclerc, le Monégasque s'installant en deuxième position alors que Russell, qui a raté son premier freinage et est parti hors piste, se relance dans le peloton avec l'aileron avant abîmé. Leclerc subit ensuite un undercut de Norris qui s'arrête au quatorzième tour et prend l'avantage sur la Ferrari rentrée chausser des pneus durs une boucle plus tard. Il retrouve la deuxième place quand Norris procède à son deuxième arrêt, au trente-deuxième tour, et reste proche de Piastri qui mène la course. Interrogé par son stand qui lui demande s'il pense pouvoir aller au bout avec son train de pneus, L'Australien répond par la négative ; il s'arrête au trente-huitième tour et ressort, chaussé de neuf, en troisième position, à dix-huit secondes de Leclerc désormais en tête. Piastri perd du temps pour doubler Sainz, qui protège son coéquipier et, à huit tours de l'arrivée, possède encore onze secondes de retard sur Leclerc qui a bien ménagé ses gommes et continue à tourner dans des temps qui lui permettent de triompher, sous les clameurs de la foule. Norris passe Sainz dans la quarante-huitième boucle pour prendre la troisième place et s'adjuge le point bonus du meilleur tour sur la ligne d'arrivée. Distancé par Sainz, Hamilton prend la cinquième place loin devant Verstappen qui fait le dos rond en résistant au retour de Russell. Pérez amène l'autre RB20 en huitième position, Albon finit comme il est parti, neuvième et Kevin Magnussen prend l'unité restante malgré dix secondes de pénalité et une suspension pour le Grand Prix d'Azerbaïdjan.
Avec 303 points, Max Verstappen conserve la tête du championnat mais qualifie désormais de « Monstre » sa Red Bull RB20 qui lui a permis de gagner sept fois cette année mais est devenue, selon les propos de Christian Horner, la « quatrième force du plateau », derrière McLaren, Ferrari et Mercedes. Il voit revenir Lando Norris (241 points) et Charles Leclerc (217 points). Oscar Piastri (197 points) est quatrième devant Carlos Sainz (184 points) et Lewis Hamilton (164 points) ; Sergio Pérez (143 points) est septième, devant George Russell (128 points). Plus loin, Fernando Alonso (50 points) reste neuvième, suivi par Lance Stroll (24 points). Chez les constructeurs, Red Bull (446 points), dont l'avance a nettement fondu, ne possède plus que 8 unités de plus que McLaren (438 points) qui précède Ferrari (407 points). Esseulée, l'équipe Mercedes (292 points) occupe la quatrième place, loin devant devant Aston Martin (74 points), Racing Bulls (34 points) et Haas (28 points), Alpine (13 points) et Williams (6 points). Après seize courses, Kick Sauber ne compte toujours aucun point.

### Grand Prix d'Azerbaïdjan
Charles Leclerc est comme dans son jardin, le samedi, dans les rues de Bakou. Il y réalise sa quatrième pole position consécutive, en reléguant Oscar Piastri à plus de trois dixièmes de seconde lors de la dernière phase qualificative. Suivent Carlos Sainz et Sergio Pérez, qui se montre plus rapide que son coéquipier Max Verstappen pour la première fois en trente-trois courses. Sur la troisième ligne, George Russell devance Verstappen ; Lewis Hamilton et Fernando Alonso occupent la quatrième ligne tandis que le rookie argentin Franco Colapinto devance son coéquipier Alexander Albon sur la cinquième ligne.
Grâce à une attaque tranchante sur Leclerc au bout de la longue ligne droite des stands, au vingtième tour, puis à une défense agressive face au Monégasque, qui tente à plusieurs reprises de reprendre les commandes, Piastri remporte sa deuxième victoire de la saison et de sa carrière au terme des cinquante-et-un tour de course. Il devance Leclerc tandis que Russell hérite de la troisième place après un accrochage, dans l'avant-dernier tour, entre Sainz et Pérez qui bataillaient pour le podium. Lando Norris, remonté de la quinzième place sur la grille, termine quatrième et s'adjuge le point bonus du meilleur tour. Pour la première fois depuis la course inaugurale de la saison 2014, McLaren s'empare de la première place du classement des constructeurs.
À l'extinction des feux, Leclerc réussit son départ et creuse l'écart sur Piastri ; ils sont suivis, jusqu'au bout de la course, par Sainz et Pérez. Quand l'Australien s'arrête au stand, au quatorzième tour, il accuse un retard de six secondes sur Leclerc qui l'imite, une boucle plus tard, et n'a plus qu'une seconde d'avance à la fin de son tour de sortie. Au vingtième tour, calé dans l'aspiration de la SF-24 dans la grande ligne droite, Piastri, aileron arrière mobile ouvert, part de loin, freine tard, plonge à l'intérieur du premier virage et en ressort en tête. Leclerc qui bénéficie ensuite à son tour du DRS pense pouvoir rapidement le dépasser, mais malgré plusieurs attaques dans le virage no 1, il ne trouve jamais l'ouverture, d'autant qu'il observe la MCL38 « voler dans les lignes droites ». En fin de course, ses pneus arrière étant fortement dégradés, Leclerc lâche prise et se concentre sur le sauvetage de sa position face à Pérez et Sainz. Dans l'avant-dernier tour, Leclerc en difficulté est attaqué par Pérez à l'extérieur au premier virage. Le Monégasque se jette à l'intérieur et conserve sa position tandis que le pilote Red Bull est dépassé par Sainz qui tente, dans la foulée, de doubler Leclerc dans le deuxième virage, sans succès. Dans le bout de ligne droite qui suit, Pérez est revenu sur Sainz qui se décale légèrement ; ils s'accrochent et percutent le mur dans un double abandon aux torts partagés selon la décision de la direction de course.
La course s'achève alors sous le régime de la voiture de sécurité virtuelle. Russell, qui a dépassé Verstappen au trente-quatrième tour, se retrouve sur la troisième marche du podium, devant Lando Norris qui, à deux tours de l'arrivée, dépasse le leader du championnat qui ne cesse de se plaindre de ses freins et d'un manque d'adhérence. Alonso termine sixième grâce à une course solide tandis que Colapinto, septième, fait mieux en une course que son prédécesseur Logan Sargeant en trente-six Grands Prix. Son coéquipier Albon prend la place suivante, permettant à Williams de dépasser Alpine au championnat. Hamilton, parti de la voie des stands, termine neuvième devant le novice Oliver Bearman qui devient le premier pilote de l'histoire à marquer des points pour deux écuries différentes lors de ses deux premiers Grands Prix.
Avec 313 points, Max Verstappen conserve la tête du championnat devant un trio de poursuivants constitué de Lando Norris (241 points), Charles Leclerc (235 points) et Oscar Piastri (222 points). Carlos Sainz (184 points), Lewis Hamilton (166 points), George Russell (143 points) et Sergio Pérez (143 points) évoluent un peu plus loin. Fernando Alonso (50 points) reste neuvième, suivi par Lance Stroll (24 points). Chez les constructeurs, McLaren (476 points) est désormais en tête du championnat avec 20 points d'avance sur Red Bull (456 points) qui ne possède que 31 unités de plus que Ferrari (425 points). Esseulée, Mercedes (309 points) occupe la quatrième place, loin devant devant Aston Martin (82 points), Racing Bulls (34 points) et Haas (28 points). Williams (16 points), dont les deux monoplaces ont marqué à Bakou, devance désormais Alpine (13 points) et Kick Sauber qui ne compte toujours aucun point après dix-sept courses.

### Grand Prix de Singapour
Pour la cinquième fois de la saison, Lando Norris réalise la pole position, avec 203 millièmes de seconde d'avance sur Max Verstappen qui l'accompagne en première ligne. Lewis Hamilton, auteur du troisième temps, part en deuxième ligne devant son coéquipier George Russell. Oscar Piastri, à presque une demi-seconde de son coéquipier, part cinquième, devant l'étonnant Nico Hülkenberg. Fernando Alonso et Yuki Tsunoda forment la quatrième ligne. À la suite du crash de Carlos Sainz dans son tour de lancement en Q3, le drapeau rouge est brandi alors que quasiment personne n'a pu réaliser un temps ; les pilotes en sont quittes pour une seule tentative bouclée sous le drapeau à damier. À ce jeu, Charles Leclerc se retrouve piégé : sorti des limites de la piste au premier virage, son temps est annulé ; les pilotes Ferrari, sans temps enregistré, s'élancent neuvième et dixième.
Pour la première fois en quinze éditions depuis 2008, la voiture de sécurité n'intervient pas sur la piste urbaine de Singapour. Dans ces conditions, Lando Norris, qui parvient enfin à boucler le premier tour en tête, mène la course de bout en bout et obtient sa troisième victoire de la saison et de sa carrière. Il gagne avec plus de vingt secondes d'avance sur Max Verstappen en expliquant « avoir volé tout du long » ; l'écart aurait pu être encore plus conséquent sans quelques erreurs du Britannique au cours de sa chevauchée solitaire. Le leader du championnat, largement dominé, ne concède toutefois que sept points à son rival et peut remercier Daniel Ricciardo, perdu dans les tréfonds du classement, qui réalise le meilleur tour en toute fin d'épreuve et prive Norris d'un point supplémentaire. Oscar Piastri se défait des Mercedes pour terminer troisième, une semaine après son succès à Bakou.
Derrière George Russell, dominé par Piastri mais qui a tenu son rang en se classant quatrième, Charles Leclerc et Lewis Hamilton connaissent des fortunes contraires. Le Monégasque, parti neuvième et qui bute longtemps sur l'Aston Martin de Fernando Alonso, bénéfice d'une bonne stratégie consistant à rester en piste durant trente-sept tours, puis chausser des pneus durs lui permettant de dépasser Alonso, son coéquipier Sainz (sur ordre du stand) puis Hamilton pour atteindre la cinquième place, juste derrière Russell. Hamilton, parti en gommes tendres pour tenter d'améliorer sa position en début de course, sans succès, s'arrête dès le dix-septième tour et doit composer, pour le restant de la course, avec un train de pneus durs ; il se contente de la sixième place, devant Sainz remonté du dixième rang. L'Espagnol est le dernier pilote classé dans le tour du vainqueur. Alonso amène son Aston Martin en huitième position, Hülkenberg tire parti de sa bonne qualification pour finir neuvième et Sergio Pérez, éliminé en Q2, prend le point restant. Le meilleur tour de Ricciardo, qui ne lui rapporte aucun point et crée une polémique entre McLaren et Red Bull, est justifié par Laurent Mekies comme un cadeau fait à l'Australien qui a vraisemblablement disputé sa dernière course en Formule 1.
Avec 331 points, Max Verstappen conserve la tête du championnat devant le trio de poursuivants constitué de Lando Norris (279 points), Charles Leclerc (245 points) et Oscar Piastri (237 points). Carlos Sainz (190 points), Lewis Hamilton (174 points), George Russell (155 points) et Sergio Pérez (144 points) évoluent un peu plus loin. Fernando Alonso (62 points) reste neuvième, suivi par Lance Stroll et Nico Hülkenberg (24 points chacun). Chez les constructeurs, McLaren (516 points) augmente son avance en tête du championnat avec 41 points d'écart sur Red Bull (475 points) qui ne possède que 34 unités de plus que Ferrari (441 points). Toujours esseulée, Mercedes (329 points) occupe la quatrième place, loin devant devant Aston Martin (86 points), Racing Bulls (34 points) et Haas (31 points), Williams (16 points) et Alpine (13 points) ; Kick Sauber ne compte toujours aucun point après dix-huit courses.

### Grand Prix des États-Unis
Max Verstappen et sa Red Bull RB20 retrouvent leur superbe lors de la course sprint ; parti de la première place, le Néerlandais domine l'exercice de bout en bout sans jamais être inquiété. Carlos Sainz, particulièrement affûté, remonte du cinquième rang sur la grille grâce à des dépassements agressifs et s’adjuge la deuxième place en prenant le meilleur sur Lando Norris dans le dernier tour ; le Britannique, troisième, devance dans les points, Charles Leclerc, George Russell, Lewis Hamilton et les Haas de Kevin Magnussen et Nico Hülkenberg.
Plus tard, le samedi, Norris obtient une deuxième pole position consécutive, sa sixième de la saison et la septième de sa carrière, dès sa première tentative en Q3. Alors que Verstappen semble bien parti pour combler son retard de 31 millièmes de seconde lors de son second essai, Russell perd le contrôle de sa Mercedes et percute les barrières dans le dernier virage, provoquant un drapeau jaune, ruinant les espoirs du pilote Red Bull, qui part deuxième. Les Ferrari partagent la deuxième ligne, Sainz plus rapide que Leclerc, suivies par la Mclaren d'Oscar Piastri et Russell, alors qu'Hamilton est éliminé dès la première phase qualificative. Pierre Gasly hisse au septième rang son Alpine A524 à la livrée orangée, pour partir juste devant Fernando Alonso. La cinquième ligne est composée de Magnussen et Sergio Pérez dont le temps a été annulé pour être sorti des limites de la piste.
En s'infiltrant à l'intérieur du premier virage alors que Verstapppen emmène Norris hors de la piste, Leclerc prend les commandes d'une course qu'il remporte sans coup férir cinquante-six tours plus tard pour sa troisième victoire de l'année, la huitième de sa carrière. Avec Sainz, Ferrari fête son deuxième doublé de la saison, le quatre-vingt septième de son histoire. Le podium se joue sur tapis vert après un dépassement hors piste de Norris sur Verstappen à quatre tours de l'arrivée. Bien que ce soit le Néerlandais qui l'ait, à nouveau, emmené au large, le pilote McLaren est sanctionné de cinq secondes et doit rendre la troisième place à son rival ; ce dernier avec sa victoire en sprint et les quinze points pris en course, effectue un pas supplémentaire vers un quatrième titre mondial.
Profitant des « chamailleries » (dixit Frédéric Vasseur) entre Norris et Verstappen, Leclerc sort en tête du premier virage tandis que Sainz prend la troisième position en dépassant Norris. Le Monégasque se trouve déjà hors de portée de l'aileron arrière mobile du triple champion du monde à la fin du premier tour. Lors du premier relais, les Ferrari sont les plus rapides du plateau, ce qui permet à Sainz de réaliser un énorme undercut sur le Néerlandais pour lui ravir la deuxième place, entre son arrêt du vingt-et-unième tour et celui de Verstappen au vingt-cinquième. Leclerc caracole en tête avec plus de dix secondes d'avance quand il chausse ses pneus durs au tour suivant ; il laisse brièvement les commandes à Norris qui prolonge son relais pour disposer de pneus plus frais en fin de course face à Verstappen. Quand le Britannique stoppe enfin, au trente-et-unième tour, le doublé Ferrari est d'ores et déjà acté. Aux alentours de la quarantième boucle, Norris est revenu sur Verstappen qu'il attaque à plusieurs reprises mais le tenant du titre déploie une défense agressive. Au cinquante-deuxième passage, au bout de la longue ligne droite de retour, Norris profite de son aileron ouvert pour entrer dans le virage no 12 en tête par l'extérieur. Verstappen élargit sa trajectoire et emmène son rival avec lui hors piste ; Si Norris double Verstappen et prend la troisième position, il est ensuite pénalisé de cinq secondes pour cette action et rétrograde au quatrième rang ; il déclare : « Verstappen attaque en sortant de la piste et défend en sortant de la piste. »
Cinquième sur la grille, Piastri l'est aussi à l'arrivée, à l'issue d'une course où il n'a jamais pu viser mieux. De son côté, Russell surmonte un départ depuis la voie des stands et cinq secondes de pénalité purgées en course pour un dépassement hors-piste sur Valtteri Bottas pour achever sa remontée à la sixième place en dépassant Sergio Pérez dans l'avant-dernier tour. Huitième, Nico Hülkenberg devance les deux rookies, Liam Lawson sur sa Racing Bulls et Franco Colapinto sur sa Williams. Dans les points, le Néo-Zélandais et l'Argentin, quatorzième et seizième à la fin du premier tour, font mieux que leurs coéquipiers Yuki Tsunoda et Alexander Albon. Alors que Colapinto réalise le meilleur tour dans sa quarante-sixième boucle, Ocon, chaussé de pneus tendres, le lui subtilise à trois tours de la fin pour priver Williams d'un point supplémentaire dans le match des constructeurs. Six fois vainqueur du Grand Prix des États-Unis, Lewis Hamilton termine sa course dans les graviers après seulement un tour.
Max Verstappen (354 points) fait une bonne opération au championnat par rapport à Lando Norris (297 points) puisqu'il porte son avance à 57 unités à cinq courses du terme. Charles Leclerc (275 points) se rapproche et consolide sa troisième place devant Oscar Piastri (247 points) et Carlos Sainz (215 points). Les pilotes Mercedes évoluent plus loin, Lewis Hamilton (177 points) et George Russell, septième (157 points) devançant Sergio Pérez (150 points). Suivent Fernando Alonso (62 points) et Nico Hülkenberg, dixième avec 29 points. Chez les constructeurs, le match reste indécis entre McLaren (544 points), Red Bull (504 points) et Ferrari (496 points) qui obtient son meilleur total en une course depuis l'introduction du sprint (55 unités) et se rapproche à huit points de Red Bull. Esseulée, Mercedes (344 points) occupe la quatrième place, loin devant devant Aston Martin (86 points), alors que Haas (38 points) progresse d'un rang en délogeant Racing Bulls (36 points) de la sixième place. Williams (16 points) et Alpine (13 points) occupent le fond du classement, devant Kick Sauber qui ne compte toujours aucun point en dix-neuf courses.

### Grand Prix de Mexico
Carlos Sainz se montre intouchable au volant de sa Ferrari SF-24 dans la troisième phase des qualifications : il est, par deux fois, le plus rapide et, lors de sa seconde tentative, leur seul à tourner en moins de 1 minute et 16 secondes. L'Espagnol obtient sa sixième pole position, la première depuis le Grand Prix de Singapour 2023. Max Verstappen, dont le premier temps est annulé pour une sortie des limites de piste, se rattrape et le rejoint en première ligne, battu de 225 millièmes de seconde. Lando Norris, le plus rapide lors des deux premières phases qualificatives, est en deuxième ligne, devant Charles Leclerc ; ils sont suivis par les Mercedes de George Russell et de Lewis Hamilton, sixième. Kevin Magnussen et Pierre Gasly (ce dernier en Q3 pour la deuxième fois consécutive) occupent la quatrième ligne. Derrière Alexander Albon, en cinquième ligne, Nico Hülkenberg, l'autre pilote Haas, confirme les progrès de l'écurie américaine. Oscar Piastri et Sergio Pérez sont éliminés dès la Q1.
Parti de la pole position mais dépassé au premier virage par Verstappen, Sainz lui reprend la première place par une attaque surprise au huitième tour et s'envole vers sa deuxième victoire de la saison. Poussé deux fois hors de la piste par Verstappen (pénalisé de 20 secondes pour cette raison), Norris dépasse Leclerc en vue de l'arrivée pour se classer deuxième. Le Monégasque agrémente sa troisième place du point bonus du meilleur tour obtenu dans la dernière boucle. Grâce à ce résultat d'ensemble, Ferrari s'empare de la deuxième place du classement constructeurs aux dépens de Red Bull.
Au départ, au bout de la longue ligne droite, Verstappen tasse Sainz pour lui prendre la première place. Mais dans le peloton, Gasly se décale légèrement et provoque un accrochage entre Tsunoda et Albon. La voiture de sécurité sort dans la foulée pour permettre l'évacuation des monoplaces et des débris de carbone. La course reprend au septième tour et, dans le suivant, l'utilisation de l'aileron arrière mobile est permise. Tout de suite, au bout de la longue ligne droite des stands, Sainz déboîte, prend l'intérieur du premier virage et ressort en tête du pif-paf ; Verstappen ne cherche même pas à contre-attaquer, d'autant qu'il doit maintenant se défendre face à Norris. Dans le dixième tour, quand le Britannique se porte à sa hauteur dans le virage no 4, il vire large et l'emmène hors-piste. Alors qu'il récidive dans le virage no 8, entrainant les deux monoplaces au-delà des vibreurs, Leclerc s'infiltre pleine piste et s'empare de la deuxième place. Si Verstappen conserve sa troisième position, les commissaires lui infligent d'abord dix secondes de pénalité pour la première manœuvre puis dix supplémentaires pour la seconde.
Après le premier relais, alors que Sainz caracole en tête, Verstappen, qui purge sa pénalité au vingt-sixième tour, ressort des stands quinzième et entame sa remontée. Après leurs arrêts, Leclerc a une avance de cinq secondes sur Norris. Elle reste longtemps stable jusqu'à ce que le Monégasque arrive sur un groupe de retardataires ; le temps perdu à les dépasser permet à Norris de revenir au contact. Au soixante-troisième tour, sous pression à l'attaque du dernier virage, Leclerc perd l'arrière de sa voiture et rattrape miraculeusement un énorme « coup de raquette » qui l'envoie hors-piste, dans la poussière. Norris en profite pour le dépasser et prive la Scuderia d'un deuxième doublé consécutif ; le podium est ainsi constitué. La deuxième partie de course voit les coéquipiers chez Mercedes se battre pour la quatrième place ; Hamilton trouve finalement l'ouverture à cinq tours de l'arrivée. Verstappen plafonne derrière eux et se contente de la sixième place, derrière Russell. Très rapide durant tout le weekend, Magnussen emmène sa Haas en septième position, devant Piastri remonté de la dix-septième place de la grille. À un tour du vainqueur, Hülkenberg apporte deux points supplémentaires à l'écurie américaine. Enfin, Gasly concrétise sa bonne qualification par une course solide qui lui offre le point de la dixième place.
Si Max Verstappen (362 points) conserve la tête du championnat, Lando Norris (315 points) réduit de 10 points son retard à quatre courses du terme. Charles Leclerc (291 points) se rapproche encore et consolide sa troisième place devant Oscar Piastri (251 points) et Carlos Sainz (240 points). Les pilotes Mercedes évoluent plus loin, Lewis Hamilton (189 points) et George Russell, septième (177 points) devançant Sergio Pérez (150 points). Suivent Fernando Alonso (62 points) et Nico Hülkenberg, dixième avec 31 points. Chez les constructeurs, le match reste indécis entre McLaren (566 points), Ferrari (537 points) et Red Bull (512 points) qui chute encore d'une place. Esseulée, Mercedes (366 points) occupe la quatrième place, loin devant devant Aston Martin (86 points), Haas (46 points) et Racing Bulls (36 points). Williams (17 points) et Alpine (14 points) occupent le fond du classement, devant Kick Sauber qui ne compte toujours aucun point en vingt courses.

### Grand Prix de São Paulo
Auteur du meilleur temps des qualifications pour le sprint, Oscar Piastri mène 22 des 24 tours avant de céder sa place, sur l'injonction de son stand, à son coéquipier Lando Norris, qui le suit comme son ombre depuis le départ, dans le but d'améliorer sa situation face à Max Verstappen dans la quête du championnat du monde. Cet échange de positions survient juste avant le lancement d'une procédure de voiture de sécurité virtuelle pour dégager la Haas de Nico Hülkenberg, en panne en bord de piste. Si Max Verstappen passe la ligne d'arrivée en troisième position, après avoir dépassé Charles Leclerc, il est ensuite pénalisé de cinq secondes pour excès de vitesse sous le régime de la VSC et recule à la quatrième place, derrière Leclerc. Suivent dans les points, Carlos Sainz, George Russell, Pierre Gasly et Sergio Pérez. Les qualifications du Grand Prix sont reportées au dimanche matin en raison de violentes chutes de pluie.
Les qualifications débutent dès 7 h 30 le dimanche matin, sur une piste mouillée et régulièrement arrosée par des averses ; elles sont ponctuées par cinq interruptions au drapeau rouge, pour autant d'accidents et de monoplaces détruites, notamment celles de Carlos Sainz, en Q2, et d'Alexander Albon, en Q3. La troisième phase des qualifications, où tous partent en pneus intermédiaires, est entièrement dominée par Lando Norris qui obtient sa huitième pole position, la septième de la saison. Le Britannique a des poursuivants inhabituels sur la grille de départ : George Russell en première ligne et, juste derrière, Yuki Tsunoda et Esteban Ocon qui n'ont jamais été à pareille fête en 2024. Cinquième, Liam Lawson devance Charles Leclerc sur la troisième ligne. Albon, auteur du septième temps, déclare forfait, sa Williams ne pouvant être réparée à temps. Piastri et Fernando Alonso occupent la quatrième ligne, devant Lance Stroll et Valtteri Bottas. Max Verstappen, piégé par un drapeau rouge lors de son tour rapide en Q2, doit se contenter du douzième temps et part dix-septième en raison d'une pénalité pour le changement de son moteur.
Le départ du Grand Prix est avancé d'une heure et demie en raison de conditions météorologiques défavorables. À l'issue d'une course disputée dans des conditions par moments dantesques, Max Verstappen se met en position de remporter son quatrième titre mondial dès la prochaine course, à Las Vegas ; il remporte la soixante-deuxième victoire de sa carrière, sa huitième cette saison, 133 jours et dix Grands Prix après la précédente après une fantastique remontée et en récoltant le point du meilleur tour. Pour avoir pu, comme lui, rester en piste sous le déluge avant de profiter d'une interruption au drapeau rouge, les pilotes Alpine, Esteban Ocon et Pierre Gasly, l'accompagnent sur le podium. Norris, seulement sixième, compte désormais 62 points de retard sur le Néerlandais à trois courses du terme.
Le départ de la course se fait en deux temps, Lance Stroll se plantant dans le gravier lors du premier tour de formation. Lors du second départ, sur une piste détrempée, en pneus intermédiaires et sous un ciel très menaçant, Russell prend le meilleur sur Norris et passe les vingt-sept premiers tours en tête. Verstappen remonte dans les points après seulement deux tours, ayant notamment dépassé en plusieurs monoplaces par l'extérieur du virage no 3 ; au onzième tour, il est sixième derrière Leclerc. La pluie s'intensifie et, à partir de la vingt-cinquième boucle, un déluge s'abat sur Interlagos. Hülkenberg part en tête-à-queue et reste bloqué sur un vibreur, déclenchant une procédure de voiture de sécurité virtuelle. Si Russell, Norris et Tsunoda, qui occupent les trois premières places, et pratiquement tous ceux qui les suivent, rentrent au stand pour changer de pneus au moment où la procédure s'achève, Ocon, Verstappen et Gasly choisissent de rester en piste et se retrouvent dans cet ordre en tête de la course. 
Sous le déluge, Norris dépasse Russell au freinage du virage no 4 et prend la quatrième place, juste avant que la direction de course ne décide de faire sortir la voiture de sécurité. Derrière elle, au trente-et-unième tour, Franco Colapinto part à la faute et détruit sa Williams dans les protections ; l'épave de la monoplace rebondit et termine en pleine piste, ce qui déclenche immédiatement l'interruption de l'épreuve au drapeau rouge : Ocon, Verstappen et Gasly gagnent ainsi un changement de pneumatiques gratuit en attendant la relance. Après une vingtaine de minutes, les pilotes repartent, derrière la voiture de sécurité ; quand elle s'écarte, Ocon conserve sa première place et augmentant peu à peu son avance sur Verstappen pour la porter au-delà des deux secondes. Au trente-huitième tour, Sainz part en toupie et abîme sa SF-24 dans le muret ; les voitures se regroupent à nouveau derrière la voiture de sécurité. Quand elle s'efface, au quarante-troisième tour, deux événements lourds de conséquences pour le championnat se produisent simultanément : Verstappen freine plus tard que Ocon et le dépasse par l'intérieur au premier virage, tandis que Norris rate le sien, sort de la piste, et revient sur le tarmac en sixième position, dépassé par Russell et Leclerc. 
Verstappen s'envole en tête, battant le record du tour à chaque passage et termine avec plus de dix-neuf secondes d'avance sur Ocon, et son coéquipier Gasly ; il faut remonter au Grand Prix d'Espagne 1997 pour trouver deux Français sur le podium. Russell tente jusqu'au bout de ravir le podium à Gasly, sans réussir à porter une attaque. Leclerc arrive cinquième en résistant sur la fin au retour de Norris. Tsunoda se classe septième, Piastri étant pénalisé de dix secondes pour avoir accroché Lawson. Ce dernier réussit à prendre la neuvième place en gardant derrière lui Hamilton, dernier pilote dans les points et Pérez qui se classe onzième.  
La situation au classement du championnat évolue favorablement pour Max Verstappen (393 points) qui met Lando Norris à distance (331 points) et n'a qu'à finir devant lui lors de la prochaine course, à Las Vegas, pour remporter un quatrième titre mondial. Charles Leclerc (307 points) tient fermement la troisième place devant Oscar Piastri (262 points) et Carlos Sainz (244 points). Les pilotes Mercedes échangent leurs positions, George Russell (192 points) s'emparant de la sixième place aux dépens de Lewis Hamilton (190 points). Sergio Pérez (151 points) plafonne derrière eux. Suivent Fernando Alonso (62 points) et Nico Hülkenberg, dixième avec 31 points. Chez les constructeurs, le match est toujours aussi serré entre McLaren (593 points), Ferrari (557 points) et Red Bull (544 points). Esseulée, Mercedes (366 points) occupe la quatrième place, loin devant devant Aston Martin (86 points). Grâce à son double podium, Alpine (49 points) grimpe d'un coup au sixième rang, devançant désormais Haas (46 points), Racing Bulls (44 points) et Williams (17 points) ; Kick Sauber n'a toujours pas marqué.

### Grand Prix de Las Vegas
Après avoir dominé toutes les séances d'essais, Mercedes obtient la pole position grâce à George Russell qui bat Carlos Sainz de 98 millièmes de seconde pour partir en tête pour la troisième fois de la saison, la quatrième de sa carrière. Sur un tracé où les pilotes recherchent l'adhérence et le moyen de mettre leurs pneus à bonne température, Pierre Gasly et son écurie Alpine réalisent leur meilleure performance en qualifications avec le troisième temps, obtenant la deuxième ligne, devant Charles Leclerc. Les deux rivaux pour le titre se partagent la troisième ligne, Max Verstappen précédant Lando Norris. Suit Yuki Tsunoda, plus rapide qu'Oscar Piastri, tandis que Lewis Hamilton, qui n'a pas su tirer parti de sa W15, s'élance dixième derrière Nico Hülkenberg
À l'arrivée, Mercedes obtient le soixantième doublé de son histoire grâce à la victoire de George Russell devant Lewis Hamilton ; Max Verstappen, cinquième devant Lando Norris, remporte son quatrième titre de champion du monde à deux courses du terme. Il rejoint Alain Prost et Sebastian Vettel enchaînant, comme ce dernier, ses quatre sacres dans l'écurie Red Bull Racing. Par ailleurs, la saison connaît désormais un total exceptionnel de sept pilotes comptant au moins deux victoires : huit pour Verstappen, trois pour Leclerc et Norris et deux pour Sainz, Piastri, Hamilton et enfin Russell qui double ici la mise après sa victoire en Autriche.
Le froid de l'automne finissant dans la nuit du Nevada et une piste agressant sévèrement les pneumatiques et générant un cruel manque d'adhérence, posent des problèmes à l'ensemble des écuries sauf Mercedes dont les pilotes ont « volé » sur le Strip Circuit du premier au dernier jour de l'événement. Au départ, Russell conserve le bénéfice de sa pole position tandis que Leclerc s'infiltre à l'intérieur du premier virage pour prendre, d'emblée, la deuxième place. Au bout de sept tours il annonce toutefois qu'il n'a « plus de pneus » et cède sa position à son coéquipier Sainz, puis à Verstappen qui, lui aussi, se plaint d'un manque d'adhérence. Alors que le moteur de l'Alpine de Gasly explose, Hamilton fonce, dépasse, et se retrouve bientôt en lutte pour le podium. Dans une course à deux arrêts, Russell n'est jamais inquiété en tête tandis que Verstappen, deuxième après quinze tours, se montre raisonnable sachant que son seul objectif est de finir devant Norris ; il ne se bat ni face à Hamilton ni face aux Ferrari qui le relèguent à sa position de départ, cinquième, mais loin devant Norris. Au trente-deuxième tour, Leclerc procède à son deuxième arrêt, offrant définitivement la deuxième place à Hamilton et la troisième à Sainz qui le dépasse à sa sortie des stands, ce qui provoque la colère du Monégasque, une consigne de course semblant avoir été sciemment ignorée par Sainz. En fin de course et sans autre espoir que finir sixième, Norris chausse des pneus tendres et s'adjuge le point du meilleur tour dans la dernière boucle. Piastri termine, isolé, à la septième place, suivi d'Hülkenberg, tous deux ayant pris le meilleur sur Tsunoda, neuvième. Pérez prend l'unité restante, ce maigre score n'arrangeant pas Red Bull au classement des constructeurs.
À l'issue de l'épreuve, les dix premiers pilotes au classement du championnat conservent leurs positions ; Max Verstappen (403 points) est désormais champion : avec 63 points d'avance sur Lando Norris (340 points), il ne peut plus être rejoint. Le Britannique reste sous la menace de Charles Leclerc (319 points) pour la place de dauphin. De même, Oscar Piastri (268 points) n'est pas assuré de conserver son quatrième rang face à Carlos Sainz (259 points). George Russell (217 points) augmente son capital à la sixième place, devant Lewis Hamilton (208 points). Sergio Pérez (152 points) ne pourra finir mieux que huitième, devant Fernando Alonso (62 points) et Nico Hülkenberg (35 points). Chez les constructeurs, la bataille promet de faire rage jusqu'au bout entre McLaren (608 points), Ferrari (584 points et 24 unités de retard) et Red Bull (555 points), légèrement décroché.  Esseulé, Mercedes (425 points) est assuré de finir quatrième. Plus loin, Aston Martin (86 points) tient le cinquième rang, alors que la bataille pour la sixième place met aux prises Haas (50 points) qui dépasse Alpine (49 points), suivi par Racing Bulls (46 points). Williams (17 points) en neuvième position devance Kick Sauber qui n'a toujours pas marqué à deux courses du terme.

### Grand Prix du Qatar
Parti en tête, Lando Norris mène l'ensemble du sprint, suivi de son coéquipier Oscar Piastri qui a rapidement dépassé George Russell, parti du deuxième rang sur la grille. Mais, coup de théâtre, juste avant le drapeau à damier, Norris ralentit juste ce qu'il faut pour offrir la victoire à son coéquipier et le remercier d'avoir fait de même lors du sprint de São Paulo. Ce doublé rapproche un peu plus McLaren du titre chez les constructeurs : l'équipe n'a qu'à marquer quinze points de plus que Ferrari lors de la course dominicale. Russell termine troisième, devant Carlos Sainz et Charles Leclerc, les SF24 sortant gagnantes de leur combat mené, tour à tour, contre Lewis Hamilton. Nico Hülkenberg, septième, apporte de précieux points à Haas dans le match pour la sixième place des constructeurs et le tout frais quadruple champion du monde Max Verstappen prend le dernier point en jeu.
En contraste avec sa prestation lors du sprint quelques heures plus tôt, Max Verstappen réalise, en Q3, un tour qui lui permet – croit-on dans un premier temps – d'obtenir sa première pole position depuis le Grand Prix d'Autriche en juin. Mais le Néerlandais ralentit exagérément sur la piste après sa prestation et manque d'être percuté par George Russell, dans son tour de préparation, qui arrive à grande vitesse ; les commissaires infligent une place de pénalité au quadruple champion du monde et Russell part en pole position, juste devant lui. Les trois écuries en lice pour le championnat du monde des constructeurs se répartissent les places suivantes : Lando Norris et Oscar Piastri en deuxième ligne, Charles Leclerc devant Lewis Hamilton en troisième ligne ; Carlos Sainz, septième, accompagné de son compatriote Fernando Alonso en quatrième ligne. Sergio Pérez, enfin en Q3 sur la cinquième ligne, part devant Kevin Magnussen.  
Max Verstappen prend la tête de la course dès le premier virage ; cinquante-sept tours plus tard, sans jamais avoir été inquiété, il remporte sa neuvième victoire de la saison, la soixante-troisième de sa carrière, à bord d'une RB20 paraissant avoir retrouvé ses qualités du début de saison. Derrière lui, après un départ ponctué de plusieurs accrochages en fond de peloton, un rétroviseur tombé de la voiture d'Alexander Albon en pleine ligne droite au trentième tour, provoque la sortie d'un double drapeau jaune. Verstappen signale à la radio que Norris, qui le suit de près, ne ralentit pas assez ; le Britannique est sanctionné par un stop-and-go de dix secondes qui met fin à ses espoirs de podium. Valtteri Bottas roule sur le rétroviseur qui explose, éparpillant éclats de carbone et de verre sur le tarmac. Sans aucun rapport avec cet incident, Carlos Sainz et Lewis Hamilton crèvent quasi simultanément et doivent regagner leur stand tant bien que mal. Oscar Piastri change ses pneus au trente-quatrième tour, juste avant que la voiture de sécurité ne soit envoyée pour permettre le nettoyage de la piste ; les monoplaces doivent passer par la voie des stands. Verstappen et Leclerc bénéficient d'un arrêt gratuit ; le Monégasque repart deuxième et conserve sa place jusqu'au bout, sous une constante menace de Piastri.
Russell, lui aussi bénéficiaire de la sortie de la voiture de sécurité, finit quatrième malgré une pénalité de dix secondes pour n'avoir pas respecté l'écart réglementaire entre deux monoplaces lors de la neutralisation. Pierre Gasly, parti onzième, se retrouve cinquième grâce à ses nombreux dépassements et à son arrêt sous safety-car ; il tient sa position en résistant à Sainz jusqu'à l'arrivée. Alonso qui se plaint à la radio de son Aston Martin (« Je ne peux pas y croire, deux ans avec les mêmes problèmes en ligne droite ! ») dépassé par Gasly, prend les points de la septième place, devant Zhou Guanyu qui apporte ses premiers points à Kick Sauber. Kevin Magnussen termine neuvième, juste devant Lando Norris revenu du diable vauvert en réalisant le meilleur tour en course, doublant ainsi son capital points. Esteban Ocon, éliminé lors d'un accrochage au départ, est brusquement débarqué par Alpine avant le terme de la saison, à Abou Dabi, où il sera remplacé par Jack Doohan. 
Max Verstappen, sacré depuis le Grand Prix de Las Vegas embellit son score (429 points) devant Lando Norris (349 points) qui voit Charles Leclerc (341 points) revenir à huit unités avant la manche finale. Oscar Piastri (292 points) augmente son avance sur Carlos Sainz (272 points) pour le gain de la quatrième place. George Russell continue à marquer des gros points (235 points) et s'assure définitivement de la sixième place devant son coéquipier Lewis Hamilton (211 points). Si Sergio Pérez achèvera la saison au huitième rang (152 points) et Fernando Alonso au neuvième (68 points), Nico Hülkenberg (37 points) n'est pas assuré de finir dixième face à la remontada de Pierre Gasly (36 points). Chez les constructeurs, le titre se jouera entre McLaren (640 points) et Ferrari (619 points), séparés de 21 unités avant la manche finale ; Red Bull (581 points) finira troisième, Mercedes (446 points) quatrième et Aston Martin (92 points) cinquième. Derrière, pour la sixième place et la prime financière associée, Alpine (59 points) prend une option en repassant devant Haas (54 points), Racing Bulls n'ayant pas marqué (46 points). Williams reste neuvième (17 points) tandis que Kick Sauber, dixième, marque ses premiers points de la saison.

### Grand Prix d'Abou Dabi
En verrouillant sa 65e première ligne, Mclaren accroît ses chances dans la quête du championnat du monde. Lando Norris réalise sa huitième pole position de la saison, en battant Oscar Piastri de 209 millièmes de seconde. Derrière Carlos Sainz, troisième, la grille de départ est chamboulée après la pénalité d'un recul de trois places infligée à Nico Hülkenberg, initialement quatrième, pour avoir doublé dans le tunnel qui prolonge la voie des stands. Max Verstappen accompagne désormais Sainz en deuxième ligne et Pierre Gasly, cinquième, part devant George Russell. Sur la quatrième ligne, Hülkenberg précède Fernando Alonso. Valtteri Bottas atteint la Q3 et, grâce à son neuvième temps, devance Sergio Pérez. Charles Leclerc, éliminé en Q2 après que son meilleur temps a été annulé pour un dépassement des limites de la piste, s'élance en fond de grille, pénalisé pour un changement de batterie hors-quota. 
En tête de l'épreuve bout en bout, Norris remporte sa quatrième victoire de la saison et offre son neuvième titre de champion des constructeurs à McLaren, une première depuis 1998 avec, déjà, un moteur Mercedes. Les pilotes Ferrari, Sainz et Leclerc, revenu du dix-neuvième rang, l'accompagnent sur le podium. Lewis Hamilton dépasse son coéquipier George Russell dans le dernier tour et achève sa carrière chez Mercedes avec une quatrième place. Pénalisé de dix secondes pour un accrochage au départ avec Oscar Piastri, Verstappen termine sixième devant Pierre Gasly qui permet ainsi à Alpine de prendre le sixième rang du championnat des constructeurs. 
Alors que Norris conserve la tête au départ, Verstappen tente de dépasser Piastri par l'intérieur du premier virage et l'accroche, ce qui lui vaut dix secondes de pénalité ; si Piastri se retrouve dernier, Verstappen limite les dégâts en se relançant en onzième position. Charles Leclerc passe le premier tour à dépasser des concurrents par grappes, notamment par l'extérieur du virage no 3 et boucle le tour en huitième position. Dans sa remontée, Piastri percute Colapinto et  reçoit une pénalité de dix secondes. Gasly, troisième derrière Norris et Sainz, déploie pendant une dizaine de tours une défense acharnée face aux assauts de Russell. Le Français roule devant Hülkenberg : son seul objectif est de devancer la Haas pour garantir la sixième place du classement des constructeurs à Alpine. Lando Norris est chassé à partir de la mi-course par les Ferrari, Leclerc atteignant le troisième rang après la vague d'arrêts au stand. Le pilote McLaren ne crée pas un gros écart face à Sainz, qui termine sa dernière course avec Ferrari à moins de six secondes du vainqueur. Sous le drapeau à damier brandi par Jannik Sinner, le Britannique devient vice-champion du monde. 
L'autre remontée spectaculaire, depuis la seizième place sur la grille, est celle de Lewis Hamilton. Seul à s'élancer en pneus durs, il effectue un long premier relais en ménageant ses gommes qu'il ne change qu'après trente-quatre tours pour des composants medium. Reparti septième, il dépasse Hülkenberg, puis Gasly, et se cale dans les échappements de son coéquipier Russell qu'il double dans le dernier tour. Gasly, dépassé sur la fin par Verstappen sans chercher à se défendre, contient Hülkenberg derrière lui jusqu'au bout. Alonso termine neuvième, juste devant Piastri, revenu de loin après sa pénalité pour prendre le dernier point. Magnussen se chausse de neuf à trois tours de l'arrivée et réalise le meilleur tour qui ne lui apporte rien puisqu'il se classe seizième. Hamilton célèbre sa dernière course avec Mercedes par une série de donuts dans la ligne droite des stands. 
Derrière le champion Max Verstappen (437 points), Lando Norris (374 points) devance Charles Leclerc (356 points) ; Oscar Piastri achève la saison au quatrième rang (292 points), deux unités devant Carlos Sainz (290 points). Ils obtiennent tous les quatre le meilleur total de leur carrière. Sixième, George Russell (245 points) devance son coéquipier Lewis Hamilton (223 points) : exceptionnellement, les sept premiers du championnat ont au moins gagné deux courses durant la saison. Sergio Perez (152 points) est huitième devant Fernando Alonso (70 points) et Pierre Gasly, auteur d'une fin de saison tonitruante, prend la dixième place (42 points) à la dernière course. 
McLaren (666 points) renoue avec son glorieux passé en remportant un neuvième championnat des constructeurs, le précédent remontant à 26 ans, en 1998, avec Mika Häkkinen et David Coulthard. Depuis la victoire inattendue de Brawn GP en 2009, aucune autre écurie que Red Bull et Mercedes n'avait obtenu le trophée des constructeurs. Comme en 1998, Ferrari (652 points) achève le championnat au deuxième rang. Red Bull, plombée par les faibles résultats de Pérez lors des trois-quarts de la saison, termine troisième (589 points) loin devant Mercedes (468 points). Aston Martin, cinquième avec 94 points, est la première des écuries sans victoire durant la saison. Alpine (65 points) prend la sixième place devant Haas (58 points) et Racing Bulls (46 points). Williams termine neuvième (17 points) et Kick Sauber dixième avec 4 points.

## Classements saison 2024

### Attribution des points
| Position             | 1er | 2e | 3e | 4e | 5e | 6e | 7e | 8e | 9e | 10e | MT  |
| Points en Grand Prix | 25  | 18 | 15 | 12 | 10 | 8  | 6  | 4  | 2  | 1   | + 1 |
| Points en Sprint     | 8   | 7  | 6  | 5  | 4  | 3  | 2  | 1  |    |     |     |

### Pilotes
| Pos.     | Pilotes          | BAH | KSA   | AUS   | JPN  | CHN  | MIA  | EMI  | MON  | CAN  | ESP | AUT  | GB   | HON  | BEL  | PB | ITA  | AZE   | SGP  | USA    | MEX  | SÃP    | LAV  | QAT    | EAU  | Points |
| -------- | ---------------- | --- | ----- | ----- | ---- | ---- | ---- | ---- | ---- | ---- | --- | ---- | ---- | ---- | ---- | -- | ---- | ----- | ---- | ------ | ---- | ------ | ---- | ------ | ---- | ------ |
| Champion | Max Verstappen   | 26  | 25    | Abd.  | 26   | 25+8 | 18+8 | 25   | 8    | 25   | 25  | 10+8 | 18   | 10   | 12   | 18 | 8    | 10    | 18   | 15+8   | 8    | 26+5   | 10   | 25+1   | 8    | 437    |
| 2        | Lando Norris     | 8   | 4     | 15    | 10   | 18+3 | 25   | 18   | 12   | 18   | 19  | 0*+6 | 15   | 18   | 10   | 26 | 16   | 13    | 25   | 12+6   | 18   | 8+8    | 9    | 2+7    | 25   | 374    |
| 3        | Charles Leclerc  | 12  | 16    | 19    | 12   | 12+5 | 15+7 | 15   | 25   | Abd. | 10  | 0+2  | 0    | 12   | 15   | 15 | 25   | 18    | 10   | 25+5   | 16   | 10+6   | 12   | 18+4   | 15   | 356    |
| 4        | Oscar Piastri    | 4   | 12    | 12    | 4    | 4+2  | 0+3  | 12   | 18   | 10   | 6   | 18+7 | 12   | 25   | 18   | 12 | 18   | 25    | 15   | 10     | 4    | 4+7    | 6    | 15+8   | 1    | 292    |
| 5        | Carlos Sainz Jr. | 15  | Forf. | 25    | 15   | 10+4 | 10+4 | 10   | 15   | Abd. | 8   | 15+4 | 11   | 8    | 8    | 10 | 12   | 0*    | 6    | 18+7   | 25   | Abd.+4 | 15   | 8+5    | 18   | 290    |
| 6        | George Russell   | 10  | 8     | 0*    | 6    | 8+1  | 4    | 7    | 10   | 15   | 12  | 25+5 | Abd. | 5    | Dsq. | 6  | 6    | 15    | 12   | 8+4    | 10   | 12+3   | 25   | 12+6   | 10   | 245    |
| 7        | Lewis Hamilton   | 6   | 2     | Abd.  | 2    | 2+7  | 8    | 8    | 7    | 13   | 15  | 12+3 | 25   | 15   | 25   | 4  | 10   | 2     | 8    | Abd.+3 | 12   | 1      | 18   | 0+3    | 12   | 223    |
| 8        | Sergio Pérez     | 18  | 18    | 10    | 18   | 15+6 | 12+6 | 4    | Abd. | Abd. | 4   | 6+1  | 0    | 6    | 7    | 8  | 4    | 0*    | 1    | 6      | 0    | 0+1    | 1    | Abd.   | Abd. | 152    |
| 9        | Fernando Alonso  | 2   | 10    | 4     | 8    | 7    | 2    | 0    | 0    | 8    | 0   | 0    | 4    | 0    | 4    | 1  | 0    | 8     | 4    | 0      | Abd. | 0      | 0    | 6      | 2    | 70     |
| 10       | Pierre Gasly     | 0   | Abd.  | 0     | 0    | 0    | 0    | 0    | 1    | 2    | 2   | 1    | Np.  | Abd. | 0    | 2  | 0    | 0     | 0    | 0      | 1    | 15+2   | Abd. | 10     | 6    | 42     |
| 11       | Nico Hülkenberg  | 0   | 1     | 2     | 0    | 1    | 0+2  | 0    | Abd. | 0    | 0   | 8    | 8    | 0    | 0    | 0  | 0    | 0     | 2    | 4+1    | 2    | Dsq.   | 4    | Abd.+2 | 4    | 41     |
| 12       | Yuki Tsunoda     | 0   | 0     | 6     | 1    | Abd. | 6+1  | 1    | 4    | 0    | 0   | 0    | 1    | 2    | 0    | 0  | Abd. | Abd.  | 0    | 0      | Abd. | 6      | 2    | 0      | 0    | 30     |
| 13       | Lance Stroll     | 1   | Abd.  | 8     | 0    | 0    | 0    | 2    | 0    | 6    | 0   | 0    | 6    | 1    | 0    | 0  | 0    | Abd.  | 0    | 0      | 0    | Np.    | 0    | Abd.   | 0    | 24     |
| 14       | Esteban Ocon     | 0   | 0     | 0     | 0    | 0    | 1    | 0    | Abd. | 1    | 1   | 0    | 0    | 0    | 2    | 0  | 0    | 0     | 0    | 0      | 0    | 18     | 0    | Abd.   |      | 23     |
| 15       | Kevin Magnussen  | 0   | 0     | 1     | 0    | 0    | 0    | 0    | Abd. | 0    | 0   | 4    | 0    | 0    | 0    | 0  | 1    | Susp. | Abd. | 0+2    | 6    | Forf.  | 0    | 2      | 0    | 16     |
| 16       | Alexander Albon  | 0   | 0     | 0     | Abd. | 0    | 0    | Abd. | 2    | Abd. | 0   | 0    | 2    | 0    | 0    | 0  | 2    | 6     | Abd. | 0      | Abd. | Np.    | Abd. | 0      | 0    | 12     |
| 17       | Daniel Ricciardo | 0   | 0     | 0     | Abd. | Abd. | 0+5  | 0    | 0    | 4    | 0   | 2    | 0    | 0    | 1    | 0  | 0    | 0     | 0    |        |      |        |      |        |      | 12     |
| 18       | Oliver Bearman   |     | 6     |       |      |      |      |      |      |      |     |      |      |      |      |    |      | 1     |      |        |      | 0      |      |        |      | 7      |
| 19       | Franco Colapinto |     |       |       |      |      |      |      |      |      |     |      |      |      |      |    | 0    | 4     | 0    | 1      | 0    | Abd.   | 0    | Abd.   | Abd. | 5      |
| 20       | Zhou Guanyu      | 0   | 0     | 0     | Abd. | 0    | 0    | 0    | 0    | 0    | 0   | 0    | 0    | 0    | Abd. | 0  | 0    | 0     | 0    | 0      | 0    | 0      | 0    | 4      | 0    | 4      |
| 21       | Liam Lawson      |     |       |       |      |      |      |      |      |      |     |      |      |      |      |    |      |       |      | 2      | 0    | 2      | 0    | 0      | 0*   | 4      |
| 22       | Valtteri Bottas  | 0   | 0     | 0     | 0    | Abd. | 0    | 0    | 0    | 0    | 0   | 0    | 0    | 0    | 0    | 0  | 0    | 0     | 0    | 0      | 0    | 0      | 0    | 0      | Abd. | 0      |
| 23       | Logan Sargeant   | 0   | 0     | Forf. | 0    | 0    | Abd. | 0    | 0    | Abd. | 0   | 0    | 0    | 0    | 0    | 0  |      |       |      |        |      |        |      |        |      | 0      |
| 24       | Jack Doohan      |     |       |       |      |      |      |      |      |      |     |      |      |      |      |    |      |       |      |        |      |        |      |        | 0    | 0      |

### Constructeurs
| Pos.     | Constructeurs            | Pilotes | BAH | KSA   | AUS   | JPN  | CHN  | MIA  | EMI  | MON  | CAN  | ESP | AUT  | GB   | HON  | BEL  | PB | ITA  | AZE   | SGP | USA    | MEX  | SÃP    | LAV  | QAT    | EAU  | Points |
| -------- | ------------------------ | ------- | --- | ----- | ----- | ---- | ---- | ---- | ---- | ---- | ---- | --- | ---- | ---- | ---- | ---- | -- | ---- | ----- | --- | ------ | ---- | ------ | ---- | ------ | ---- | ------ |
| Champion | McLaren- Mercedes        | NOR     | 8   | 4     | 15    | 10   | 18+3 | 25   | 18   | 12   | 18   | 19  | 0*+6 | 15   | 18   | 10   | 26 | 16   | 13    | 25  | 12+6   | 18   | 8+8    | 9    | 2+7    | 25   | 666    |
| Champion | McLaren- Mercedes        | PIA     | 4   | 12    | 12    | 4    | 4+2  | 0+3  | 12   | 18   | 10   | 6   | 18+7 | 12   | 25   | 18   | 12 | 18   | 25    | 15  | 10     | 4    | 4+7    | 6    | 15+8   | 1    | 666    |
| 2        | Ferrari                  | LEC     | 12  | 16    | 19    | 12   | 12+5 | 15+7 | 15   | 25   | Abd. | 10  | 0+2  | 0    | 12   | 15   | 15 | 25   | 18    | 10  | 25+5   | 16   | 10+6   | 12   | 18+4   | 15   | 652    |
| 2        | Ferrari                  | SAI     | 15  | Forf. | 25    | 15   | 10+4 | 10+4 | 10   | 15   | Abd. | 8   | 15+4 | 11   | 8    | 8    | 10 | 12   | 0*    | 6   | 18+7   | 25   | Abd.+4 | 15   | 8+5    | 18   | 652    |
| 2        | Ferrari                  | BEA     |     | 6     |       |      |      |      |      |      |      |     |      |      |      |      |    |      |       |     |        |      |        |      |        |      | 652    |
| 3        | Red Bull- Honda RBPT     | VER     | 26  | 25    | Abd.  | 26   | 25+8 | 18+8 | 25   | 8    | 25   | 25  | 10+8 | 18   | 10   | 12   | 18 | 8    | 10    | 18  | 15+8   | 8    | 26+5   | 10   | 25+1   | 8    | 589    |
| 3        | Red Bull- Honda RBPT     | PER     | 18  | 18    | 10    | 18   | 15+6 | 12+6 | 4    | Abd. | Abd. | 4   | 6+1  | 0    | 6    | 7    | 8  | 4    | 0*    | 1   | 6      | 0    | 0+1    | 1    | Abd.   | Abd. | 589    |
| 4        | Mercedes                 | HAM     | 6   | 2     | Abd.  | 2    | 2+7  | 8    | 8    | 7    | 13   | 15  | 12+3 | 25   | 15   | 25   | 4  | 10   | 2     | 8   | Abd.+3 | 12   | 1      | 18   | 0+3    | 12   | 468    |
| 4        | Mercedes                 | RUS     | 10  | 8     | 0*    | 6    | 8+1  | 4    | 7    | 10   | 15   | 12  | 25+5 | Abd. | 5    | Dsq. | 6  | 6    | 15    | 12  | 8+4    | 10   | 12+3   | 25   | 12+6   | 10   | 468    |
| 5        | Aston Martin- Mercedes   | ALO     | 2   | 10    | 4     | 8    | 7    | 2    | 0    | 0    | 8    | 0   | 0    | 4    | 0    | 4    | 1  | 0    | 8     | 4   | 0      | Abd. | 0      | 0    | 6      | 2    | 94     |
| 5        | Aston Martin- Mercedes   | STR     | 1   | Abd.  | 8     | 0    | 0    | 0    | 2    | 0    | 6    | 0   | 0    | 6    | 1    | 0    | 0  | 0    | Abd.  | 0   | 0      | 0    | Np.    | 0    | Abd.   | 0    | 94     |
| 6        | Alpine- Renault          | GAS     | 0   | Abd.  | 0     | 0    | 0    | 0    | 0    | 1    | 2    | 2   | 1    | Np.  | Abd. | 0    | 2  | 0    | 0     | 0   | 0      | 1    | 15+2   | Abd. | 10     | 6    | 65     |
| 6        | Alpine- Renault          | OCO     | 0   | 0     | 0     | 0    | 0    | 1    | 0    | Abd. | 1    | 1   | 0    | 0    | 0    | 2    | 0  | 0    | 0     | 0   | 0      | 0    | 18     | 0    | Abd.   |      | 65     |
| 6        | Alpine- Renault          | DOO     |     |       |       |      |      |      |      |      |      |     |      |      |      |      |    |      |       |     |        |      |        |      |        | 0    | 65     |
| 7        | Haas- Ferrari            | MAG     | 0   | 0     | 1     | 0    | 0    | 0    | 0    | Abd. | 0    | 0   | 4    | 0    | 0    | 0    | 0  | 1    | Susp. | 0   | 0+2    | 6    | Forf.  | 0    | 2      | 0    | 58     |
| 7        | Haas- Ferrari            | BEA     |     |       |       |      |      |      |      |      |      |     |      |      |      |      |    |      | 1     |     |        |      | 0      |      |        |      | 58     |
| 7        | Haas- Ferrari            | HUL     | 0   | 1     | 2     | 0    | 1    | 0+2  | 0    | Abd. | 0    | 0   | 8    | 8    | 0    | 0    | 0  | 0    | 0     | 2   | 4+1    | 2    | Dsq.   | 4    | Abd.+2 | 4    | 58     |
| 8        | Racing Bulls- Honda RBPT | RIC     | 0   | 0     | 0     | Abd. | Abd. | 0+5  | 0    | 0    | 4    | 0   | 2    | 0    | 0    | 1    | 0  | 0    | 0     | 0   |        |      |        |      |        |      | 46     |
| 8        | Racing Bulls- Honda RBPT | TSU     | 0   | 0     | 6     | 1    | Abd. | 6+1  | 1    | 4    | 0    | 0   | 0    | 1    | 2    | 0    | 0  | Abd. | Abd.  | 0   | 0      | Abd. | 6      | 2    | 0      | 0    | 46     |
| 8        | Racing Bulls- Honda RBPT | LAW     |     |       |       |      |      |      |      |      |      |     |      |      |      |      |    |      |       |     | 2      | 0    | 2      | 0    | 0      | 0*   | 46     |
| 9        | Williams- Mercedes       | SAR     | 0   | 0     | Forf. | 0    | 0    | Abd. | 0    | 0    | Abd. | 0   | 0    | 0    | 0    | 0    | 0  |      |       |     |        |      |        |      |        |      | 17     |
| 9        | Williams- Mercedes       | ALB     | 0   | 0     | 0     | Abd. | 0    | 0    | Abd. | 2    | Abd. | 0   | 0    | 2    | 0    | 0    | 0  | 2    | 6     | 0   | 0      | Abd. | Np.    | Abd. | 0      | 0    | 17     |
| 9        | Williams- Mercedes       | COL     |     |       |       |      |      |      |      |      |      |     |      |      |      |      |    | 0    | 4     | 0   | 1      | 0    | Abd.   | 0    | 0      | Abd. | 17     |
| 10       | Kick Sauber- Ferrari     | ZHO     | 0   | 0     | 0     | Abd. | 0    | 0    | 0    | 0    | 0    | 0   | 0    | 0    | 0    | Abd. | 0  | 0    | 0     | 0   | 0      | 0    | 0      | 0    | 4      | 0    | 4      |
| 10       | Kick Sauber- Ferrari     | BOT     | 0   | 0     | 0     | 0    | Abd. | 0    | 0    | 0    | 0    | 0   | 0    | 0    | 0    | 0    | 0  | 0    | 0     | 0   | 0      | 0    | 0      | 0    | 0      | Abd. | 4      |